# Machecoul
Ne doit pas être confondu avec Mâchecourt, Mâchecroute, Mâchecoui, Mâchicoulis ou Machico.
Machecoul [maʃku(l)] est une commune de l'Ouest de la France, située dans le département de la Loire-Atlantique, en région Pays de la Loire, devenue le 1er janvier 2016 commune déléguée de la commune nouvelle de Machecoul-Saint-Même.
Ses habitants s'appellent les Machecoulais et les Machecoulaises (on trouve autour de cette commune deux façons de prononcer son nom. Soit Machecoul : en tenant compte du "l" ; soit Machecou : le "l" étant élidé).
Machecoul comptait 6 076 habitants au recensement de 2013.
La commune fait partie de la Bretagne historique, dans le pays traditionnel du pays de Retz et dans le pays historique du Pays Nantais. La paroisse de Machecoul a fait partie des Marches Communes de Bretagne-Poitou, entre pays de Retz et Bas-Poitou.
Machecoul est un lieu chargé d'histoire : elle a été le fief des différentes familles des seigneurs de Retz, qui se sont succédé depuis le XIe siècle. Elle a été entre autres l'un des principaux fiefs de Gilles de Retz, frère d'armes de Jeanne d'Arc, et maréchal de France, dont l'histoire a surtout retenu les crimes et débauches. Elle a aussi été le chef-lieu du duché de Retz de la famille de Gondi, d'origine italienne, implantée en France sous la régence de Catherine de Médicis au XVIe siècle. Elle fut encore l'un des principaux lieux de déploiement des guerres de Vendée lors de la Révolution française.

## Géographie

Situation de la commune de Machecoul dans le département de la Loire-Atlantique.

### Situation
Machecoul est située au sud-ouest du département de la Loire-Atlantique, au sud de la Loire, au confluent du pays de Retz, du Pays Nantais et du Marais breton. La commune est située à 40 km au sud-ouest de Nantes et à 15 km au nord de Challans (Vendée). Elle est également proche du lac de Grand-Lieu (à 15 km), des stations de la Côte de Jade (notamment de Pornic, à 25 km), et des plages de la côte vendéenne (Saint-Jean-de-Monts à 35 km et Saint-Gilles-Croix-de-Vie à 40 km).
Avant la création de la commune nouvelle de Machecoul-Saint-Même dont elle constitue la partie sud, ses communes limitrophes étaient Saint-Même-le-Tenu, La Marne, Paulx, Saint-Mars-de-Coutais, Bourgneuf-en-Retz, Fresnay-en-Retz, Saint-Lumine-de-Coutais et Saint-Philbert-de-Grand-Lieu en Loire-Atlantique, et de Bois-de-Céné en Vendée.
| Villeneuve-en-Retz | Saint-Même-le-Tenu | Saint-Mars-de-Coutais Saint-Lumine-de-Coutais |
| Villeneuve-en-Retz | Machecoul          | Saint-Philbert-de-Grand-Lieu                  |
| Bois-de-Céné       | Paulx              | La Marne                                      |

Selon le classement établi par l'Insee en 1999, Machecoul est une commune urbaine dépourvue de banlieue et non polarisée (cf. liste des communes de la Loire-Atlantique).

### Géographie physique
Le territoire de Machecoul, en forme de canard, se déploie sur 6 662 hectares et s'étend d'est en ouest sur une distance de 17 km, ce qui fait d'elle la onzième commune  la plus étendue de la Loire-Atlantique.
La commune est traversée par deux rivières : Le Falleron et Le Tenu, et par des étiers : Le Bino, La Taillée, La Gravelle, Les Prés du Bois, Le Grand Fossé et Chiron, qui communiquent avec les marais du fond de la baie de Bourgneuf. Machecoul dispose également d'un étang : Le Grand Étang.
La partie nord-est du territoire est couverte par la forêt de Machecoul.

### Climat
Machecoul a un climat de type Cfb (Océanique) avec comme record de chaleur 39,5 °C le 9/8/2003 et comme record de froid −13 °C le 9/2/1986. La température moyenne annuelle (1971/2000) est de 12,8 °C. Les étés sont déjà chauds (moyenne de 20,1 °C en août soit un été aussi chaud que la ville de Bordeaux) et déjà assez secs (37 mm en août contre 54 à Bordeaux). Il y a une saison sèche (le mois d'août) et les hivers sont doux et humides: 6,2 °C en janvier (soit proche des valeurs relevées à Nîmes, Avignon ou Salon-de-Provence) et 92 mm de précipitations en novembre et décembre, ce qui signifie que le climat de Machecoul se rapproche du climat méditerranéen. L'ensoleillement est généreux, proche de 2 000 heures par an. On peut qualifier le climat de Machecoul comme océanique chaud à influence méditerranéenne.
| Mois                                            | jan.                  | fév.           | mars           | avril                  | mai          | juin                | jui.           | août                  | sep.                  | oct.            | nov.            | déc.            | année          |
| ----------------------------------------------- | --------------------- | -------------- | -------------- | ---------------------- | ------------ | ------------------- | -------------- | --------------------- | --------------------- | --------------- | --------------- | --------------- | -------------- |
| Température minimale moyenne (°C)               | 3,1                   | 3              | 4,5            | 6                      | 9,9          | 12,2                | 14             | 13,9                  | 11,5                  | 9,2             | 5,3             | 4,1             | 8,1            |
| Température moyenne (°C)                        | 6,2                   | 7,7            | 9,2            | 10,8                   | 15,3         | 17,5                | 19,7           | 20,1                  | 17                    | 13,6            | 9,1             | 7,1             | 12,8           |
| Température maximale moyenne (°C)               | 9,2                   | 10,4           | 13,8           | 15,5                   | 20,6         | 22,9                | 25,4           | 26,2                  | 22,4                  | 18              | 12,8            | 10,1            | 17,4           |
| Record de froid (°C) date du record             | −10,6 2/1/1997        | −13 9/2/1986   | −4,7 15/3/1987 | −3 12/4/1986 21/4/1991 | 0 14/5/1995  | 4 7/6/1986 5/6/1989 | 7,6 30/7/1988  | 5 30/8/1986 31/8/1986 | 4 28/9/1990 26/9/2002 | −3,5 30/10/1997 | −7 21/11/1993   | −9 29/12/1996   | −13 9/2/1986   |
| Record de chaleur (°C) date du record           | 16 13/1/1993 5/1/1999 | 20,8 15/2/1998 | 23,8 23/3/1996 | 27,8 30/4/1994         | 32 29/5/2001 | 35,5 22/6/2003      | 38 21/7/1990   | 39,5 9/8/2003         | 33,8 10/9/2000        | 28,8 1/10/1997  | 20,5 8/11/1988  | 16,6 16/12/1989 | 39,5 9/8/2003  |
| Nombre de jours avec gel                        | 9,14                  | 8,73           | 4,27           | 1,07                   | 0,07         | 0                   | 0              | 0                     | 0                     | 0,33            | 4,47            | 8               | 35,67          |
| Précipitations (mm)                             | 88,9                  | 75,9           | 59,3           | 63                     | 59,3         | 46,6                | 43,5           | 37,2                  | 74,4                  | 87,8            | 92,2            | 92,5            | 820,4          |
| Record de pluie en 24 h (mm) date du record     | 42 23/1/1978          | 37 28/2/1964   | 34,4 14/3/1964 | 28 2/4/1998            | 48 12/5/1981 | 54 21/6/1995        | 62,5 29/7/1982 | 59,2 14/8/1959        | 53,2 25/9/1975        | 70,4 9/10/1979  | 45,7 15/11/1980 | 41,5 26/12/1998 | 70,4 9/10/1979 |
| Nombre de jours avec précipitations             | 13                    | 11,56          | 10,27          | 10,2                   | 10,5         | 7,9                 | 6,77           | 6,27                  | 9,33                  | 11,33           | 12,4            | 13,53           | 123,06         |
| dont nombre de jours avec précipitations ≥ 5 mm | 6,07                  | 5,63           | 4,43           | 4,43                   | 3,73         | 3,33                | 2,6            | 2,4                   | 4,43                  | 5,5             | 6,27            | 6,7             | 55,53          |

## Toponymie
Le nom de Machecoul trouve son origine dans le vieux français Machicol : « mâchicoulis » en français moderne. Les mâchicoulis sont des éléments architecturaux de défense d'une forteresse. La commune a été une fondation militaire du pays de Retz : le nom de la ville ferait ainsi référence aux mâchicoulis de l'ancien château en bois des premiers seigneurs du pays de Retz.
C'est au XIe siècle qu'apparaît le toponyme Machecollum en 1083, et Machicol en 1100 : l'abbé de La Chaume signe une charte concernant une donation en se nommant Glemarhocus abbas Sanctae Mariae de Machicol (« Glémarhocus, abbé de Sainte-Marie de Machecoul »).

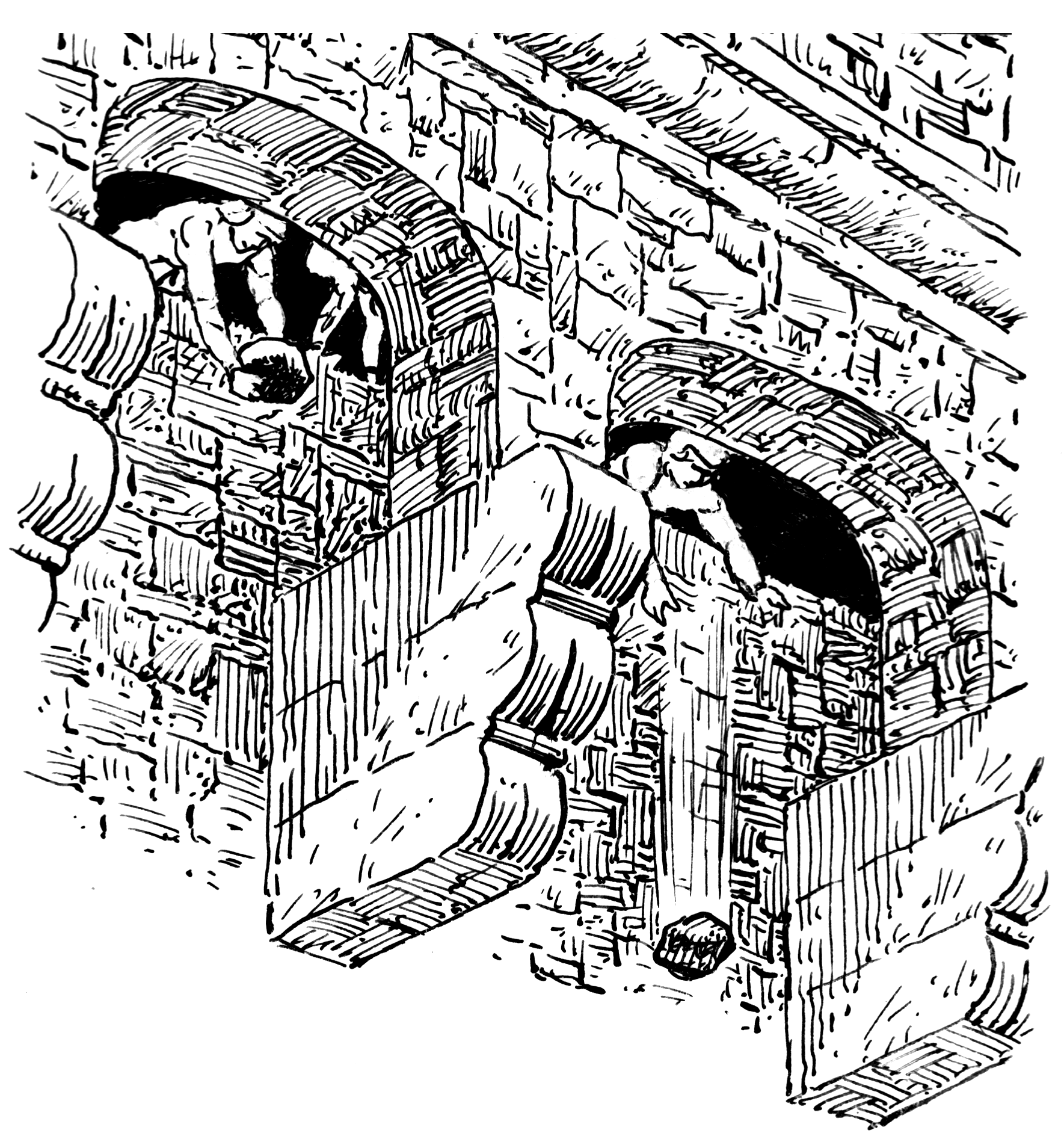
Des mâchicoulis et leur utilisation.

Le mot mâchicoulis (à l'époque, on disait quelque chose comme machecollis, machicollis) est déjà employé avant le XIe siècle, pour désigner les galeries en encorbellement au sommet des ouvrages fortifiés et des châteaux, en haut des murailles et des tours, et dont le sol comporte des ouvertures pour surveiller l'édifice et le défendre en cas d'attaque, ouvertures par lesquelles on laisse tomber sur les assaillants des pierres, des projectiles enflammés, etc.. Le mot mâchicoulis vient de l'ancien français macher et col, macher voulant dire « écraser » (dérivant du latin masticare : « mastiquer », « mâcher », « broyer ») et col voulant dire « cou » (dérivant du latin collum : « cou »). En effet, on mâchait les cous, on brisait les nuques des assaillants, en leur jetant des pierres et des projectiles depuis les mâchicoulis.
La raison pour laquelle on a désigné la ville par « mâchicoulis » peut paraître floue et quelque peu saugrenue : pourquoi appeler une ville avec un mot désignant un élément architectural de défense d'un château ?
On peut alors imaginer une motte castrale, formée d'une butte, que l'on voit de loin, et où trône à son sommet la tour seigneuriale fortifiée en bois de Sainte-Croix, qui d'ailleurs doit être plutôt très haute pour l'époque, surmontée de planchers extérieurs sur poutrelles : des mâchicoulis en bois, suffisamment voyants, et peut-être même tout à fait particuliers et/ou originaux, pour en faire le symbole de la ville, l'ensemble ne devant sûrement pas passer inaperçu lorsque l'on est dans les environs de la ville, notamment lorsqu'on arrive de Saint-Même-le-Tenu, de Sainte-Pazanne ou de Fresnay-en-Retz, dont les routes mènent précisément vers la motte. Et la « motte de Machecoul » a donc pu sous-entendre, au moins dans un premier temps, la « motte au château à mâchicoulis », « la motte des mâchicoulis », l'« oppidum machecollis ». Le latin et l'ancien français de l'époque permettent linguistiquement ce genre de mutation de sens par amalgame, beaucoup plus qu'aujourd'hui, pour finir par surnommer la « ville aux mâchicoulis » simplement par « Mâchicoulis ». D'autant plus que la naissance de ce nom a pris largement tout son temps, le château de bois ayant été construit en 840, le toponyme de Machecollum n'apparaissant que vers 1000. Et comme le château en bois et la motte elle-même n'existe plus depuis près de 1000 ans, la référence, dans le nom de Machecoul, aux mâchicoulis du premier château en bois de la ville, aurait un peu perdu son sens initial depuis longtemps.
Par ailleurs, l'historien local Émile Boutin signale que de nombreuses localités à cette époque se désignent de même par des éléments de défense militaire : châteaux, mottes, roches, tours, bretèches, etc. : les villes nommées Château-« quelque chose » sont courantes, tout comme les Mottes, les Roches, les Tours, les Brétesches, etc..
Dès le XIe siècle, le seigneur Gestin II de Retz parle de son castrum de Machicol (« château de Machecoul »). Le nom de la ville a été écrit sous les formes (parfois latinisées) Machecollum en 1083, Machicol en 1100, Machicollum puis Machico en 1160, Machecou en 1206, Maicheco en 1292, Machecolys au XVe siècle (dans une formule ecclesia Sanctae Crucis de Machecolys : « église Sainte-Croix de Machecoul »), avant de prendre les formes Machecol, Machecou puis Machecoul.
La ville étant située dans une aire linguistique de transition entre le poitevin et le gallo, son nom est, dans ces deux langues, Machecou selon l'écriture ELG, ou Machcou selon l'écriture MOGA. En gallo, le nom de la commune se prononce [maʃku]. Au XXe siècle, une forme latine, Machicolium (également Machicollum), est officialisée, bien que non historique. Une forme bretonne est également prise, Machikoul (pareillement en gallois).

## Histoire

### Préhistoire
Un village préhistorique daté du Néolithique récent/final (entre 3000 et 2200 av. J.-C.) (culture Kerugou) a été découvert en 1979 par le Docteur Michel Tessier, dans le secteur actuel des Prises. Ce village était entouré de plusieurs rangs de fossés interrompus et était traversé par une douve servant de voie pour l'évacuation des déchets.
La région est envahie par les Celtes, d'où son peuplement gaulois. Leurs descendants de l'Antiquité sont probablement les Ambilatres, peuple allié et voisin des Namnètes. Le pays de Retz faisait probablement partie du territoire des Ambilatres.
Il semblerait que des Phéniciens, venant par bateaux, soient passés dans la région pour y faire du commerce, notamment sur l'île de Noirmoutier, au IVe siècle av. J.-C.[réf. incomplète]

### Antiquité
Toute la Gaule est conquise par les Romains au Ier siècle av. J.-C. Elle est alors divisée en trois grandes provinces : la Gaule Belgique, l'Aquitaine (qui n'était pas majoritairement celtique), et la Gaule Celtique, dont fait partie la région machecoulaise. Les habitants de la région deviennent gallo-romains, et la langue qu'ils parlaient jusqu'alors, le celtique continental gaulois, finit par être supplantée par le latin au plus tard au IVe siècle apr. J.-C.
À l'époque gallo-romaine, la petite ville machecoulaise (au nom inconnu, mais on a trouvé Portus Seco, désignant l'ancien golfe de Machecoul) est un nœud routier : une voie part vers le nord-ouest, longeant les rives boueuses de la baie de Bourgneuf : c'est une voie qui passe près de l'hôtel de La Croix Verte et qui va jusqu'à Arthon-en-Retz. Une autre voie part vers le sud, en direction de Varnes, qui est à l'époque une cité romaine importante.
La ville est située en bord de mer, car le Marais breton n'existe pas encore. En face de la ville, au large, deux grandes îles bouchent l'issue du golfe : l'île Aurea (future île de Bouin) et, derrière elle, l'île d'Her (future île de Noirmoutier).
On a découvert des traces de villas romaines dans la plaine des Chaumes, et de nombreux documents de l'époque y ont également été trouvés, ainsi que des tuiles, des pièces de monnaie et des morceaux d'amphores.

### Période mérovingienne
Après les Celtes, les Romains et les Bretons, ce sont les peuples germaniques qui envahissent la Gaule. La région machecoulaise est conquise par les Wisigoths au Ve siècle apr. J.-C., avant d'être récupérée par les Francs au VIe siècle (bataille de Vouillé en 507), grâce au premier roi des Francs Clovis Ier (466-511), ce qui met un terme à la période antique. Lors du partage de la France en 511 entre les fils de Clovis, la région machecoulaise échoit au royaume de Neustrie gouverné par le roi Clodomir (494-524) puis en 524 par Clotaire Ier le Vieux (497-561), tous deux fils de Clovis. La France est ensuite réunifiée en 613 sous Clotaire II le Jeune (584-629) qui récupère les royaumes de Neustrie, Bourgogne et Austrasie. En 635, la France est redivisée et la région machecoulaise échoit au royaume de Neustrie gouverné par Dagobert Ier, puis par son fils Clovis II (635-657) en 639. Clovis II réunifie la France en 656.
La région de Machecoul a gardé peu de traces de cette époque mérovingienne, où les rois feignants cités précédemment se disputaient la France en redécoupant sans cesse les territoires et en s'entretuant. De cette période, il reste le grand cimetière mérovingien, qui s'étendait dans la plaine des Chaumes, et trois sarcophages datant des Ve et VIIe siècles, que l'on peut observer dans l'actuelle abbaye Notre-Dame de la Chaume. On suppose qu'à l'époque, la ville, qui est un port, est une cité mérovingienne faite en bois et à moitié lacustre, construite sur pilotis. Les habitants sont gallo-francs.

### Période carolingienne
Aux Mérovingiens succèdent les Carolingiens. En 814, à la mort de Charlemagne, la région machecoulaise fait partie d'une grande région Aquitaine, au sein de l'Empire d'Occident qu'a conquis l'empereur. La région passera officiellement du Poitou à la Bretagne en 851, lors du traité d'Angers entre le royaume de Bretagne et le royaume de Francie Occidentale.
Saint Philibert (vers 616-vers 684), descendant d'une famille noble d'Aquitaine, fondateur de la paroisse de Noirmoutier (l'île d'Her), évangélise la région machecoulaise, à son arrivée en 677. Ses disciples fondent des prieurés paroissiaux, dont celui de la ville : c'est à cette époque qu'est fondée la paroisse de Sancta Crux. La ville a donc un premier nom : Sainte-Croix. On y construit la chapelle Saint-Jean (fin du VIIe siècle) et une chapelle dédiée à la Vierge dans le domaine des Chaumes.

### Moyen Âge
C'est à cette même période que débarquent bientôt les Normands : les Vikings venus de Scandinavie. Sainte-Croix étant alors encore en bord de mer, les flottilles envahissent le port et les Normands pillent, détruisent et tuent tout ce qui est devant eux.
C'est aussi l'époque où les rivalités de pouvoir opposent les seigneurs. Successivement, la région est occupée par les Normands, par les Francs, par les soldats du comte de Nantes et par ceux du comte d'Aquitaine. Puis surgissent les bandes guerrières des bretons du roi de Bretagne Nominoë : la région passe alors sous l'obédience bretonne. Mais les habitants ne courbent pas la tête sous le nouvel occupant : ils ont été profondément romanisés et se soumettent mal à ceux qui parlent une langue qu'ils ne comprennent pas. Et, dépendante ainsi de la Bretagne en essor, la région va, en fait, rester pendant des siècles une sorte de zone franche entre France et Bretagne, zone tampon qui subira mille déprédations de la part des uns et des autres : les marches communes Bretagne-Poitou. C'est la raison pour laquelle elle bénéficiera d'exemptions fiscales importantes jusqu'à la Révolution…
Un dénommé Gunterius (sans doute légendaire) reconstruit la ville de Sainte-Croix, dont il ne reste plus rien après le passage des Normands. La ville est fortifiée et défendue par un château en bois, construit en 840 sur la motte principale de Sainte-Croix par Bego, comte de Poitou. Le château est une grande tour en bois construite sur une butte de terre artificielle. La tour est entourée d'un fossé garni de fortes palissades et de plusieurs enceintes faites de remparts de terre, surmontées également de palissades et de haies vives. Le tout est enfin entouré d'un large fossé. La motte féodale de Sainte-Croix a donc un premier château, qui doit se trouver presque en bordure de mer. C'est dans ce château en bois que seront accueillies, vers l'an 1000, les reliques de Saint Honoré (du Poitou ?), qui va devenir le saint patron protecteur de la ville. Et, à n'en pas douter, ce château en bois, en haut de sa motte de Sainte-Croix, comporte… des mâchicoulis.
La motte de la « ville fortifiée de Sainte-Croix » (« oppidum Sancte Crucis ») se situe aujourd'hui entre la zone du Rond-Point des Carrières, d'où partent les routes vers Saint-Même-le-Tenu, Fresnay-en-Retz et Sainte-Pazanne, et le quartier de Richebourg.
Vers 950, le vicariat de Retz passe du comté du Poitou au comté de Nantes et au duché de Bretagne.
Les seigneurs de Sainte-Croix étendent déjà leur influence sur une grande partie du pays de Retz. Ils portent un blason « d'or à la croix de sable », sans doute en souvenir d'une précieuse relique conservée dans leur église, dont on voit encore aujourd'hui quelques pans de murs. Les seigneurs favorisent l'implantation religieuse en fondant de nombreux prieurés : Saint-Martin, Saint-Blaise, Saint-Michel, Saint-Jean, Saint-Nicolas, etc..
La ville est la terre du seigneur Gestin Ier de Retz, premier seigneur de Sainte-Croix (vers 985-????). Son fils, Harscoët Ier de Retz, seigneur de Sainte-Croix (vers 1010-vers 1070), lui succède. Harscoët (ou Harscouët, Harscoïde ; Arscoitus, Arscutus en latin) est marié à une certaine Ulgarde (vers 1015-????), dont il a un fils : Gestin II de Retz, seigneur de Machecoul (vers 1040-après 1083), qui va lui succéder.
L'origine des tout premiers seigneurs de Sainte-Croix est inconnue. On dit traditionnellement qu'ils seraient venus de Bretagne : ceci serait prouvé par le prénom Harscoët, à consonance bretonne. Pourtant, on trouve des prénoms germaniques au sein de la même famille : l'épouse de Harscoët Ier de Retz est prénommée Ulgarde, ses fils s'appellent Gestin, Urwoit, Hilaire et Aldroin, et Harscoët serait une déformation de Harscoïde, ce qui laisse penser que les premiers seigneurs de Sainte-Croix puis de Retz sont, au départ, en réalité des Francs, et probablement de noblesse carolingienne.
En 1055, Harscoët Ier de Retz fait construire l'église Saint-Jean-Baptiste, qui va devenir l'église Sainte-Croix. Il permet également à l'abbaye Saint-Sauveur de Redon (Bretagne) d'installer à Sainte-Croix un prieuré pour remplacer le précédent sanctuaire dédié à la Vierge fondé par les disciples de Saint Philibert vers la fin du VIIe siècle,. Harscoët donne donc, aux bénédictins de Saint-Sauveur, les deux chapelles restaurées, le cimetière, des terres, une vigne, un pré et un moulin. Le prieuré est bientôt transformé en abbaye en 1100 : l'abbaye Notre-Dame de la Chaume.
Vers 1095, on construit, sur un terrain réservé aux marchands, une grande halle en bois avec deux pentes couvertes de tuiles, que l'on va appeler la Cohue. Elle se situe à l'emplacement actuel des Halles
Une légende dit que vers 1095, Robert d'Arbrissel prêche la première croisade à Harscoët (qui est pourtant mort vers 1070 !). Au XIIe siècle, des Templiers vont venir s'installer au village de L'Hôpitau.

### Les seigneurs de Retz et de Machecoul
En 1070, Gestin II de Retz (1040-après 1083) succède à son père Harscoët, puis, de père en fils, Garsire Ier de Retz (1070-1141) en 1083 puis Harscoët II de Retz. Le frère de ce dernier, Garsire II de Retz (1105-1160), lui succède en 1141 en tant que seigneur de Retz, tandis que son autre frère Raoul (1106-1162) hérite de la seigneurie de Machecoul en 1160 et prenne alors le nom du domaine pour devenir Raoul Ier de Machecoul. Lui succède ensuite son fils Bernard de Machecoul (1140-1212) en 1162, puis le fils de Bernard, Raoul II de Machecoul (1183-1214) en 1212, qui n'a pas d'héritier direct. La sœur de Raoul II lui succède alors en 1214 : Béatrice de Machecoul (1185-1235).
Dans une charte testamentaire de 1235, Béatrice de Machecoul et son mari Guillaume de Mauléon (vers 1150-1214)[pas clair], seigneur de Talmont, font don de la Cohue à la ville (en fait à l'abbaye de Fontenelles à Saint-André-d'Ornay, qu'ils ont fondée en 1210 ; mais cette abbaye cèdera bien la Cohue à Machecoul par la suite).
Béatrice de Machecoul a épousé en secondes noces le vicomte Aimery VIII de Thouars (1187-1246). Leur fille Jeanne de Thouars (1217-1258) hérite de Machecoul en 1235 à la mort de sa mère. Elle dirige la ville avec son mari Hardouin V de Maillé (1223-1243).
Mais elle se voit enlever la seigneurie de Machecoul, qui passe alors à une grand-tante par alliance : Marguerite de Vihiers (1189-????), dame de Montaigu et de Commequiers, veuve du vicomte Hugues Ier de Thouars. Marguerite de Vihiers et son nouveau mari, le comte capétien Pierre de Dreux, dit Pierre « Mauclerc » « de Braine », ancien duc de Bretagne et arrière-petit-fils du roi de France Louis VI « le Gros » (1081-1137), deviennent ainsi les nouveaux seigneurs de Machecoul.
À la mort de Pierre de Dreux en 1250, l'un de ses fils, Olivier (1231-1279), qu'il a eu d'une certaine Nicole, hérite de la seigneurie de Machecoul. Olivier prend alors le nom de la ville et devient Olivier Ier de Machecoul. Ses descendants s'appellent également « de Machecoul », mais ne règnent pas sur la ville, car en 1258 Olivier doit renoncer à la ville, obligé de la restituer à Jeanne de Thouars, qui en avait été précédemment dépossédée, et à son second mari, Maurice II de Belleville (1215-1297). Mais Jeanne de Thouars meurt la même année sans héritier. Machecoul est alors réclamée par Eustachie de Retz (1228-1265), dite « Aliette », sa cousine éloignée, arrière-arrière-petite-fille de Garsire II de Retz (à qui avait succédé, de père en fils, les seigneurs Harscoët III de Retz (1135-1207) en 1137, Garsire III de Retz (1165-1225), Raoul III de Retz (1200-1252) et la fille de ce dernier, Eustachie de Retz). Eustachie obtient donc que Machecoul, la ville la plus importante de sa seigneurie de Retz, et qui en était séparée depuis un siècle, soit à nouveau pleinement réintégrée au pays de Retz. Dès lors, les seigneurs de Retz redeviennent seigneurs de Machecoul,.

Armoiries de la maison de Machecoul : « D'argent, à trois chevrons de gueules ».

La descendance d'Olivier de Machecoul (dont le sceau « d'argent à trois chevrons de gueules » datant de 1270, est choisi pour devenir le blason de la ville en 1943) se perpétue dans les seigneuries voisines de La Bénate, Saint-Philbert-de-Grand-Lieu, Vieillevigne, et d'autres. Le patronyme « de Machecoul » s'éteint au début du XVe siècle, mais une branche cadette par les femmes se perpétue jusqu'au XVIIe siècle sous le nom de « de La Lande-Machecoul ».
Eustachie de Retz meurt en 1265 : la descendance d'Harscoët de Retz s'éteint ainsi avec sa dernière héritière directe. C'est son mari, Gérard Ier Chabot (1197-1264), originaire du Poitou (fils de Thibaut IV Chabot, seigneur de Rocheservière, et d'Olive d'Oulmes), qui reprend les seigneuries de Retz et de Machecoul, fondant ainsi une nouvelle dynastie seigneuriale qui va régner jusqu'en 1406.
Vers le XIe siècle, on déplace le cœur de la ville près de la rivière du Falleron en y faisant construire un deuxième château de Machecoul.
Sainte-Croix s'agrandit au fil des années pour couvrir un territoire de plus en plus vaste : les lieux-dits La Clartière, Saint-Lazare, Les Boucardières, Les Régents, La Cour du Bois, Les Chaumes, Le Port la Roche, la rivière Falleron, ainsi que les marais qui commencent à s'étendre sur la mer. C'est à la même époque de la construction du deuxième château (XIe siècle) que la ville de Sainte-Croix voit la fondation d'une deuxième paroisse : La Trinité. La ville réunissant les deux paroisses prend alors un autre nom, Machecollum.

### Essor de Machecoul et la famille Chabot
Machecoul prospère tout au long des XIIIe et XIVe siècles. Dans la famille Chabot, les seigneurs de Retz, devenus barons de Retz, se succèdent de père en fils : à Gérard Ier Chabot (1197-1264) succèdent Gérard II Chabot (1245-1298) en 1264, Gérard III Chabot « le Benoist » (1280-1338) en 1298, Gérard IV Chabot (1300-1344) en 1338, Gérard V Chabot (1320-1399) en 1344, et la fille de ce dernier, Jeanne Chabot « la Sage » (1331-1406) en 1399, dernière baronne de Retz de la famille, qui se mariera trois fois mais n'aura pas d'enfants.
La châtellenie de Machecoul s'étend sur huit paroisses : La Trinité et Sainte-Croix de Machecoul, Saint-Même (aujourd'hui Saint-Même-le-Tenu), Saint-Cyr (aujourd'hui Saint-Cyr-en-Retz), Saint-Mars (aujourd'hui Saint-Mars-de-Coutais), Saint-Hilaire (aujourd'hui Saint-Hilaire-de-Chaléons), et les paroisses de La Marne et Sainte-Pazanne.
À Machecoul, les paroisses de La Trinité et de Sainte-Croix vont coexister pendant près de 800 ans, jusqu'à la Révolution : en 1791, la paroisse de Sainte-Croix, ainsi que tout son territoire, seront annexée à Machecoul.
En plus des prieurés déjà existants, des installations plus importantes sont fondées : Quinquenavent, dédié à la Madeleine dépendant de l'abbaye de Nieul-sur-l'Autise (en Vendée) (il en reste aujourd'hui la chapelle et quelques dépendances), et Saint-Blaise, dépendant de l'abbaye de Tournus (en Bourgogne) et implanté entre les deux paroisses (il en subsiste la chapelle).
Au XIIIe siècle, les seigneurs Chabot remplacent le deuxième château par un nouveau, construit en pierre, toujours au bord du Falleron, devenant un vrai château féodal de l'époque ogivale : il s'agit du château actuel.
En octobre 1349, le voleur notoire Gauthier Jeanneau est pendu à Machecoul.

### Les heures sombres de Machecoul: Gilles de Retz
N'ayant pas d'héritier de son dernier mari Jean de Parthenay (????-1427), Jeanne Chabot « la Sage » lègue sa baronnie de Retz à un cousin germain, Guy II de Montmorency-Laval (????-1415), qui devient ainsi baron de Retz et, entre autres, seigneur de Machecoul.
Le nouveau baron de Retz et seigneur de Machecoul se marie en 1404 avec Marie de Craon (1387-????), dame de Champtocé-sur-Loire et d'Ingrandes, dont la famille revendiquait la baronnie de Retz (Marie de Craon est une descendante d'Olivier de Machecoul et de Gérard II Chabot) : ce mariage met donc fin à une querelle de succession. À la demande de Jeanne Chabot « la Sage », Guy II de Montmorency-Laval change de nom et devient Guy II de Laval-Rais.
Guy II de Laval-Rais et Marie de Craon donnent naissance à deux fils : Gilles et René. Leurs parents tous deux décédés, les deux garçons sont élevés par leur grand-père maternel, Jean de Craon (????-1432).
À la mort de son père Guy de Laval-Rais en 1415, le jeune Gilles de Retz (circa 1405-1440) hérite donc d'un riche patrimoine, rassemblant à la fois les terres de son père et celles de sa mère. Il épouse en 1422 Catherine de Thouars (1405-1462), dame de Tiffauges et de Pouzauges, une cousine germaine, dont il n'a qu'une fille, Marie ((vers 1433 ou 1434-1457). Sa femme lui apporte alors en dot des terres en Poitou, et il devient ainsi l'un des plus riches seigneurs du royaume de France. Il est baron de Retz, seigneur de Tiffauges, de Pouzauges et de Champtocé-sur-Loire, comte de Brienne, seigneur de Machecoul, d'Ingrandes, La Bénate, Le Coutumier, Bourgneuf-en-Retz, Bouin, etc.
Gilles de Retz s'illustre durant la guerre de Cent Ans. Compagnon d'armes de Jeanne d'Arc, il est fait maréchal de France par le roi Charles VII. De retour au pays, Gilles de Retz profite de sa fortune, mène un train de vie démesuré et sombre dans le crime. Il viole, torture, assassine et immole en secret des enfants. Il recourt également à l'alchimie, puis se jette dans la magie noire, manipulé par des complices qui invoquent le diable. Il est condamné à être pendu et brûlé, après un procès à Nantes.
Gilles de Retz ne laisse qu'une fille, Marie de Retz. Celle-ci dirige Machecoul et le pays de Retz avec ses deux maris successifs, Prigent VII de Coëtivy (1399-1450) et André de Montfort-Laval dit « André de Lohéac » (1408-1486), dont elle n'aura aucun enfant.
Son oncle René de Retz (circa  1414-1473), seigneur de La Suze-sur-Sarthe, frère cadet de Gilles de Retz, hérite ensuite de la baronnie de Retz. Lui succède sa fille unique, Jeanne de Retz.

### Machecoul disputée entre la Bretagne et la France
Lors de la prise de Machecoul par Louis XI en 1473, le roi de France, qui vient de brûler la ville voisine de Bouin, trouve la ville déserte à son approche : il voulait y faire une entrée triomphale, mais il parcourt la ville vide, car personne ne vient à sa rencontre ! Les Machecoulais sont restés cachés dans leurs maisons, apeurés et fidèles au duc de Bretagne ,.
La fille unique de René de Retz, Jeanne de Retz, dirige la baronnie avec son mari, François de Chauvigny (vers 1430-1491), vicomte de Brosse, qui devient le nouveau baron de Retz. Leur succède en 1490 leur fils, André III de Chauvigny (1430-1503), prince de Déols, baron de Retz, comte de Châteauroux, vicomte de Brosse, seigneur de Challouyau, de Chemillé, de Falleron, de Froidfond.
Pendant ce temps, le roi de France Louis XI et le duc de Bretagne François II ont laissé place à leurs successeurs et enfants, respectivement Charles VIII (1470-1498) et la duchesse Anne de Bretagne (1477-1514). La Bretagne cessera d'être un duché indépendant en 1532, après l'Acte d'union signé à Vannes ; Machecoul et la baronnie de Retz deviennent ainsi pleinement françaises.

### Machecoul, capitale du duché de Retz des Gondi
En 1503, André de Chauvigny (1430-1503), baron de Retz, meurt sans enfant et surtout sans héritier. Des prétendants se succèdent : le premier est Tanneguy Sauvage (1430-1503), un cousin éloigné. Tanneguy Sauvage est un descendant de Jeanne Chabot « la Folle » (1300-1341) (fille de Gérard III Chabot « le Benoist »), déjà citée précédemment. Celle-ci, mariée à Foulques Ier de Montmorency-Laval (????-1358), a eu une fille : Jeanne de Montmorency-Laval (1325-????), mariée à « Guillaume » Éon Sauvage, seigneur du Plessis-Guerrif, d'où descend Tanneguy Sauvage.
Un autre prétendant se fait connaître : Georges de Tournemine (????-1524), baron de La Hunaudaye et du Hommet, un autre cousin éloigné d'André de Chauvigny. Georges de Tournemine est lui aussi un descendant de Jeanne Chabot « la Folle » (1300-1341) mariée à Foulques Ier de Montmorency-Laval (????-1358), dont leur fille, Philippa de Montmorency-Laval (????-1403), a été mariée à André de Saffré (????-1407). La fille de ces derniers, Jeanne de Saffré (????-1459), dame de Frossay, a épousé Jean de Tournemine (????-1427), baron de La Hunaudaye, de qui est issu Gilles de Tournemine (????-1475), seigneur de Frossay, qui a eu pour fils Georges de Tournemine (????-1524).
En 1524, sa fille, Françoise de Tournemine, dame de La Hunaudaye, devient baronne prétendante de Retz. Le mari de Françoise de Tournemine, Claude d'Annebault (1500-1552), seigneur d'Annebault, seigneur de Saint-Pierre, maréchal de France et amiral de France, reprend ensuite le flambeau, et son fils, Jean III d'Annebault (????-1562), baron d'Annebaut et de La Hunaudaye devient effectivement baron de Retz en 1552. Mais lui non plus n'a pas d'enfant.
Son épouse Claude Catherine de Clermont (1543-1603), dame de Dampierre, baronne de Retz, pair de France, salonnière française, se remarie alors avec Albert de Gondi (Albèrto Gondi) (1522-1602), seigneur du Perron, comte puis marquis de Belle-Île et des Îles d'Hyères, général des Galères de France, maréchal de France. Albert de Gondi est au service de la reine de France Catherine de Médicis (avec qui il était venu d'Italie) et de ses fils les rois Charles IX puis Henri III. Ce dernier récompense Albert de Gondi en 1581 en érigeant la baronnie de Retz en duché, dont Machecoul devient dorénavant la capitale (les capitales précédentes ayant été Rezé puis Pornic).
C'est d'ailleurs à cette époque que l'orthographe du nom de la ville, qui se stabilisait en Machecol puis en Machecou, va reprendre définitivement son « l » final muet pour devenir Machecoul…
Le nouveau duc de Retz est né à Florence en Italie, d'Antònio II Guidobaldo Gondi et de Marie-Catherine de Pierrevive,,.
Le jeune Charles de Gondi s'en va ensuite guerroyer jusqu'au Mont-Saint-Michel, où il est tué en 1596.
En 1602, le duc de Retz Albert de Gondi meurt et c'est son petit-fils Henri de Gondi (1590-1659), fils de Charles de Gondi et d'Antoinette d'Orléans-Longueville, qui lui succède. Henri de Gondi n'a que deux filles : Marguerite de Gondi (1615-1670) et Catherine de Gondi (????-1677). Catherine épouse le cousin germain de son père, Pierre de Gondi (1602-1676), comte de Joigny. Et c'est donc Pierre de Gondi qui succède à son beau-père et cousin en 1634.
Pierre et Catherine de Gondi n'ont que deux filles eux aussi : Marie-Catherine Antoinette (1637-1716) et Paule-Marguerite Françoise (1655-1716).
À la mort du duc de Retz Pierre de Gondi en 1676, c'est sa fille cadette, Paule-Marguerite Françoise, qui devient duchesse de Retz. Elle épouse en 1675 François Emmanuel de Blanchefort-Créquy (1645-1681), comte de Sault, duc de Lesdiguières, pair de France, mais n'aura pas de descendant,. Ainsi s'achève, à la mort de Paule-Marguerite Françoise en 1716, la maison de Gondi au duché de Retz.

### Machecoul auXVIIIesiècle
Le duché de Retz passe alors aux mains de Nicolas VI de Neufville (1663-1734), duc de Villeroy, petit-cousin de Paule-Marguerite Françoise de Gondi : la grand-mère maternelle de Nicolas de Neufville était Marguerite de Gondi (1615-1670), fille d'Henri de Gondi. Marguerite de Gondi a épousé en 1645 Louis de Cossé de Brissac (1625-1661). Leur fille, Marguerite-Marie de Cossé de Brissac (1648-1708) a épousé en 1662 François de Neufville-Villeroy (1644-1730). Ces derniers sont les parents de Nicolas de Neufville.
En 1734, le fils de Nicolas de Neufville lui succède : Louis-François Anne de Neufville (1695-1766), duc de Villeroy, duc de Beaupréau, qui meurt sans enfant. Son neveu Gabriel de Neufville (1731-1794) lui succède en 1766, mais lui non plus n'aura pas d'enfant.
En 1755, le duc Louis-François de Neufville fait construire un tribunal seigneurial baptisé l'Auditoire.
En 1778, Gabriel de Neufville, qui mourra en 1794 sur l'échafaud à Paris, vend le duché de Retz. Il est alors racheté, par Clément Alexandre de Brie, marquis de Serrant. Le nouveau duc envoie en son nom un représentant pour prendre possession de ses terres, et notamment Machecoul : Louis de Rotrou de La Grandière, chevalier de Saint-Jean de Jérusalem, qui, du 11 au 20 octobre 1780, parcourt les lieux. Le chevalier de La Grandière est accompagné du procureur fiscal du duché, François Réal des Perrières, dressant procès-verbal de la prise de possession. Ils sont solennellement reçus au château, puis à l'Auditoire, à l'église, au couvent des Calvairiennes, au couvent des Capucins, à la Cohue, à la paroisse de Sainte-Croix, dans la forêt de Machecoul, à l'abbaye Notre-Dame de la Chaume, puis s'en vont prendre possession des Huguetières, Bourgneuf-en-Retz, Prigny, Pornic, Princé, La Bénate, etc..
Le nouveau duc de Retz « démantèle » alors le duché : il ne garde plus que les fiefs de Machecoul et Pornic, et vend, de 1780 à 1782, une énorme quantité de fiefs. Après ces aliénations, le domaine de Retz n'est bientôt plus considéré comme un duché, et est rétrogradé en une simple baronnie d'ancienneté. Le marquis de Brie-Serrant est d'ailleurs titré « baron de Retz », comme ses prédécesseurs des XIIIe, XIVe et XVe siècles.
Machecoul, capitale du duché de Retz avec titre de baronnie et duché-pairie, était le siège d'une subdélégation, et d'une justice seigneuriale importante, qui relevait, omisso medio, du Parlement et on y comptait deux paroisses. Le collège de Machecoul était florissant et la ville possédait un hôpital, trois couvents, dont l'un de l'ordre de saint Benoît, l'autre de Capucins, le troisième de Bénédictines du Calvaire, et une société littéraire pourvue d'une bibliothèque.
Dans la nuit du 2 au 3 mars 1782, un incendie éclate au « Petit Château », lieu de résidence du marquis de Brie-Serrant, situé à proximité du château féodal. Les Machecoulais parviennent à l'éteindre. En remerciement, le marquis donne aux habitants de la ville un de ses terrains, La Rabine, afin d'en faire un lieu de promenade : par acte notarié, il est convenu que ce terrain ne doit jamais avoir d'autre utilité. Pourtant aujourd'hui, le « lieu de promenade » est devenu un complexe sportif, accompagné d'une piscine et d'un camping !
Le marquis de Brie-Serrant sera le dernier seigneur de Retz. Il va être dépossédé de ses terres lorsque, en 1793, en pleine Révolution française, vont éclater les guerres de Vendée, lors desquelles Machecoul va être l'un des cœurs des événements.

### Machecoul en pleines guerres de Vendée

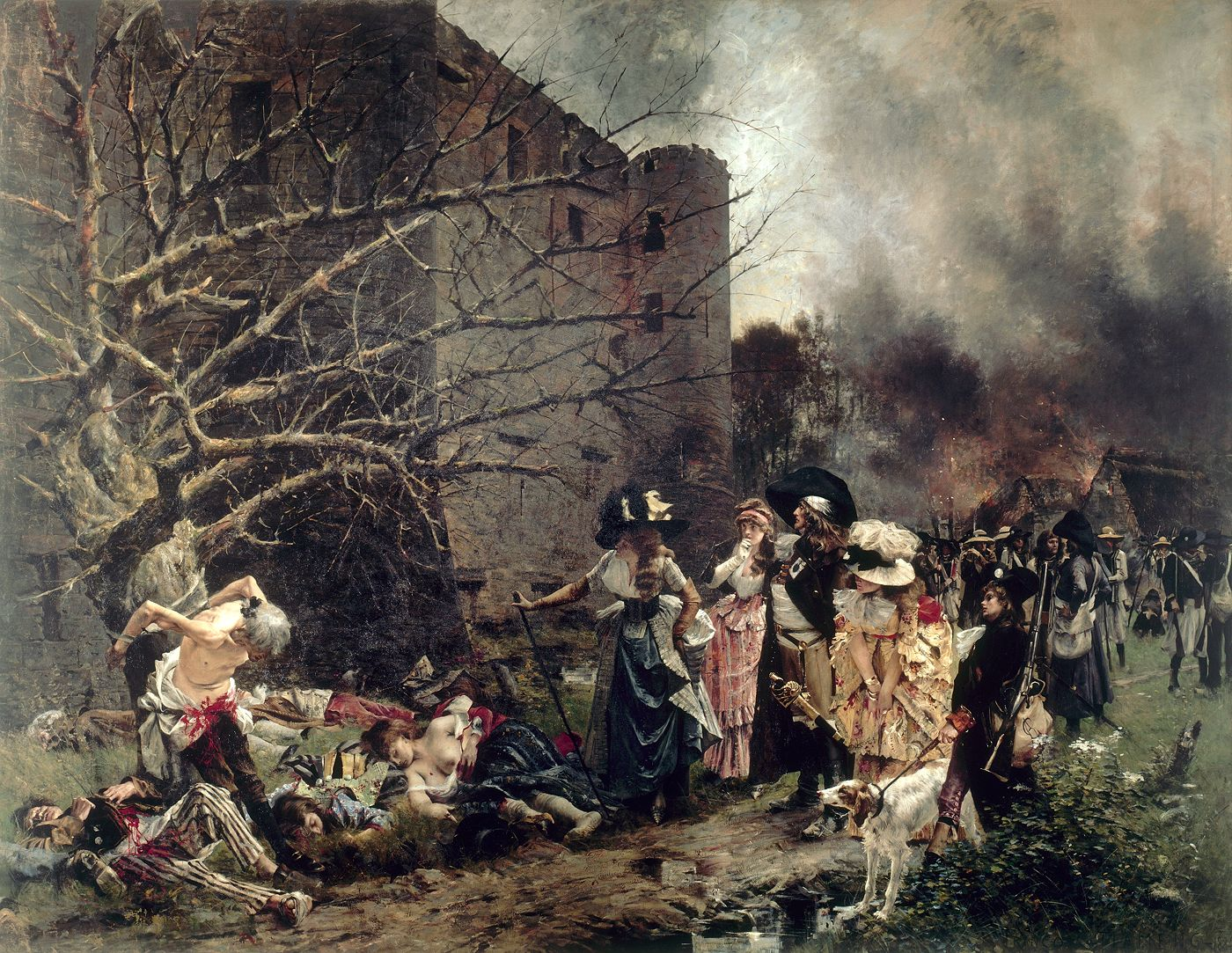
Le Massacre de Machecoul, peinture de François Flameng, 1884.

À l'aube de la Révolution, Machecoul est un centre d'affaires non négligeable, et un carrefour de plusieurs routes : des foires s'y tiennent très régulièrement ainsi qu'un marché hebdomadaire, où on commercialise essentiellement la production agricole des campagnes voisines. Machecoul a un rôle économique important pour les habitants : y vivent notamment une cinquantaine de commerçants, une vingtaine d'aubergistes, une vingtaine de tisserands, et plus de 350 laboureurs et cultivateurs. Mais l'agitation et la misère sont grandes à Machecoul. Les mendiants affluent dans la ville, alors réputée sale et malsaine, propice aux fièvres de toutes sortes. C'est dans ce climat qu'éclate la Révolution.
En 1790, la Bretagne est divisée en cinq départements, le marquis de Brie-Serrant est dépossédé de Machecoul et de ses terres, et le pays de Retz tout entier est intégré au nouveau département créé : la Loire-Inférieure (qui deviendra Loire-Atlantique en 1957). Machecoul cesse alors d'être la capitale d'un pays de Retz qui n'est plus qu'un souvenir historique et culturel, et devient une commune française. Un premier maire est ainsi élu, succédant au marquis de Brie-Serrant à la tête de la ville : Monsieur Laheu, ancien lieutenant général du duché de Retz.
Quand s'achèvent les guerres de Vendée, Machecoul, dévastée, va mettre longtemps à se remettre des ravages de la Révolution. Les pertes humaines ont été très importantes : de 3 340 habitants en 1790, Machecoul passe à 1 889 habitants en 1800. En 10 ans, la ville a perdu 43 % de sa population. Cette baisse serait due aux combats et aux massacres, mais sans doute aussi aux départs massifs de familles entières, et aux épidémies de 1794-1795.

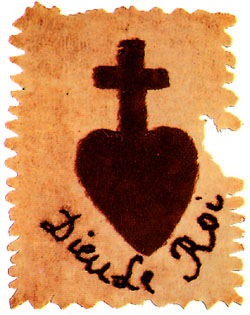
Insigne des insurgés royalistes pendant les guerres de Vendée (1793).
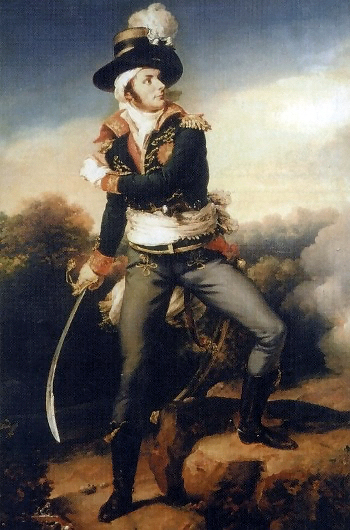
François Athanase de Charette de La Contrie.
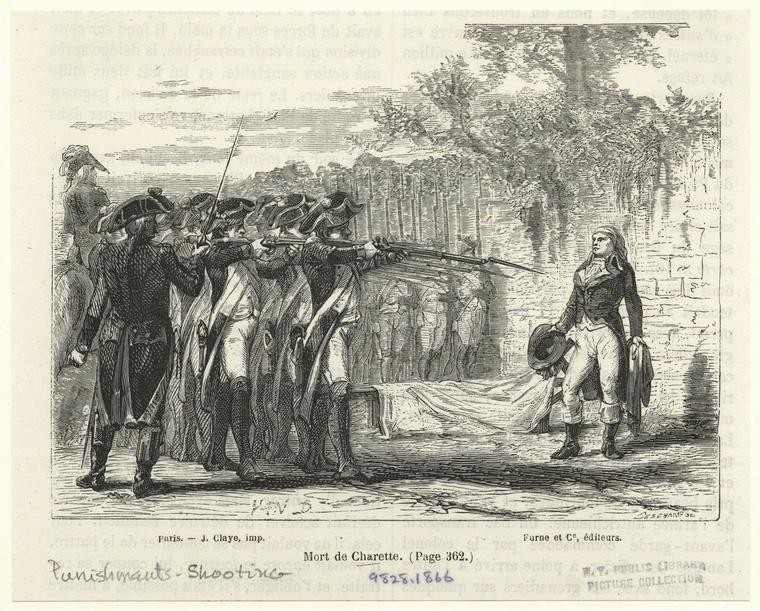
Exécution de François Athanase de Charette de La Contrie en 1796 à Nantes, par B. Van Deschamp (1866).

### Machecoul auXIXesiècle
Le 29 août 1804 (2 Fructidor an XII), le marquis de Brie-Serrant est exproprié de son Auditoire. La commune ordonne à un officier retraité, Jean-Baptiste Fayolle, de racheter l'Auditoire qui devient alors la mairie de la ville. Deux annexes latérales seront construites en 1838.
La même année, le marquis de Brie-Serrant est également exproprié du château de Machecoul, qui est mis en vente. Au lendemain de la Révolution, la ville, ravagée par les guerres de Vendée, doit être restaurée. Les ruines du château, qui conservait encore ses murs extérieurs et ses tours, servent alors de carrière de pierres pour reconstruire les maisons et remblayer les chemins, et le château, symbole de l'ancien régime, est défiguré jusqu'à en devenir très vite une triste carcasse.
Dans les années 1850 se pose le problème de l'exigüité de la vieille église romane de La Trinité. Pour permettre l'accueil des paroissiens, la construction d'une seconde nef est envisagé. Devant le coût trop important de cette opération, il est décidé de construire une nouvelle église. En 1861, l'architecte M. Dessouchay propose le plan d'un vaste édifice de style néogothique, inspiré du XIIIe siècle, et doté de deux clochers. Mais l'administration impériale n'est pas favorable à ce projet : elle estime le coût (132 000 francs) sous-évalué et privilégie la construction d'un seul clocher. Le maire Paul François obtient l'autorisation officielle et les travaux débutent en 1863. Dans un premier temps le chœur et le transept sont construits, puis la grande nef qui est achevée en 1873. En 1875 l'abbé Lavigne succède à l'initiateur du projet, l'abbé Bouron, après la mort de celui-ci. Sous la conduite du nouvel arrivant les deux clochers de 60 mètres de haut, dessinés par l'architecte M. Fraboulet, sont édifiés. En 1881, l'installation des nouvelles orgues marque la fin de la construction de l'église, qui a de faux airs de cathédrale,.
En 1876 est inaugurée la gare de Machecoul par Henri Le Loup de La Biliais, député-maire de la ville.
Entre 1880 et 1885, a lieu la destruction de la vieille Cohue, qui datait de 1095. L'édifice de 800 ans d'âge avait des piliers en bois très fatigués : on raconte qu'un soir, l'ivrogne notoire de la ville, un dénommé Baron, en s'accrochant à un des piliers, fait tout écrouler ! Le maire Henri Le Loup de La Biliais ordonne alors la construction des Halles actuelles, là où s'était dressée la Cohue.
Machecoul déploie enfin une activité économique grandissante : création d'un Four à Chaux (1850), mise en place de commerces, de foires et de marchés, etc. À la fin du XIXe siècle, Machecoul sera pourvue d'une gare (1876), d'un hippodrome (1885), d'une distillerie (1886), de nombreux moulins et d'une minoterie.

### Machecoul auXXesiècle
L'arrivée du chemin de fer tourne Machecoul vers l'industrie : laiterie, beurrerie, minoterie, usine de cycles, constructions métalliques, etc.. Les commerces et services fleurissent : en 1927, Machecoul compte 63 cafés.
Le premier tiers du XXe siècle est marqué par le commencement des travaux d'électrification. Mais, à vingt années de distance, les deux guerres mondiales vont ralentir le développement de la commune, et prendre certains de ses enfants.
Lors de la Première Guerre mondiale, la ville perd 140 Machecoulais, morts pour la France dans les tranchées.
Lors de la Seconde Guerre mondiale, les Allemands occupent très rapidement la commune vers le 2 juillet 1940. Ils installent la Kommandantur à la maison de caractère, rue Alexandre Riou, et les soldats se répartissent principalement au Champ de Courses, dans les bâtiments du Patronage rue Pasteur et au village de Saint-Lazare. Les Allemands, dont l'attitude reste plutôt correcte (ils paient ce qu'ils achètent, participent à la messe paroissiale, font même de menus cadeaux aux enfants), font cependant appliquer strictement le couvre-feu qu'ils établissent aussitôt, disposent des barrières de contrôle et des installations de brouillage des ondes. Et les drapeaux à la croix gammée flottent alors sur l'église, le château de la famille Allard de Grandmaison et la mairie. L'hôpital de Machecoul devient un hôpital militaire.
La population machecoulaise double, car il y a autant d'Allemands que d'habitants. Les soldats demeurent chez les habitants et dans les hôtels (notamment des généraux à l'hôtel de La Croix Verte et le château de L'Hermitière). Il n'y a plus de journaux et la TSF est brouillée. Souvent, tout manque : lumière, chauffage, sucre, café, tabac, etc..
À chaque extrémité des rues, les Allemands installent des barrages, notamment dans la grande rue, en face de la gare et de la Kommandantur. Les Machecoulais se méfient des Allemands, qui demandent leurs papiers lorsque les gens vont à la messe le dimanche. Les Machecoulais cachent leurs voitures et leurs vélos pour éviter d'être réquisitionnés. Les Allemands établissent un couvre-feu, un groupe de gardes patrouille dans les rues et soumet à des interrogatoires ceux qui trainent après l'heure, et tirent sur ceux qui ne répondent pas aux sommations (un jeune Machecoulais en fait les frais, rue Alexandre Riou). Durant l'occupation de Machecoul, quatre soldats allemands seront tués, notamment à la suite d'une histoire de vol de bicyclettes.
À la Libération, un bataillon de FFI, le bataillon Marcel, arrive de Bretagne, une fois les Allemands partis. D'autres FFI viennent aussi depuis la Vienne. Les FFI ne sont pas aussi corrects avec les femmes que l'étaient les Allemands (tontes des chevelures des femmes, feux de joie, etc.)…
À partir des années 1950, Machecoul reprend enfin son essor et se modernise. Le chiffre de la population, qui stagnait autour de 3 500 habitants depuis des décennies, remonte progressivement pour atteindre bientôt 4 500 habitants en 1975, 5 000 en 1982, 5 500 en 2000, 5 700 en 2006, et passant enfin la barre des 6 000 habitants aujourd'hui, grâce au baby-boom des années 1950 et l'arrivée récente de nouveaux venus d'un peu partout en France. Des Machecoulais vont partir pour la Guerre d'Algérie en 1957-1959, où certains périront.
De nouveaux quartiers surgissent, avec des noms de fleurs et d'oiseaux aux rues, les commerces se développent et se modernisent, des écoles et collèges sont construits, et l'industrialisation et le commerce se déploie : l'usine de cycles Gitane prospère, et une grande surface voit le jour dans les années 1980 dans le quartier des Prises. Des animations sociales et culturelles fleurissent : cinéma, théâtre, spectacles au château (Les Mystères de Gilles de Retz), bibliothèque municipale, cybercentre, piscine, camping, étang, sports, foires expositions, marchés hebdomadaires le mercredi, etc. L'éducation prend une grande place dans la vie de la commune, qui abrite de nombreuses écoles, collèges et lycées.

### Machecoul aujourd'hui

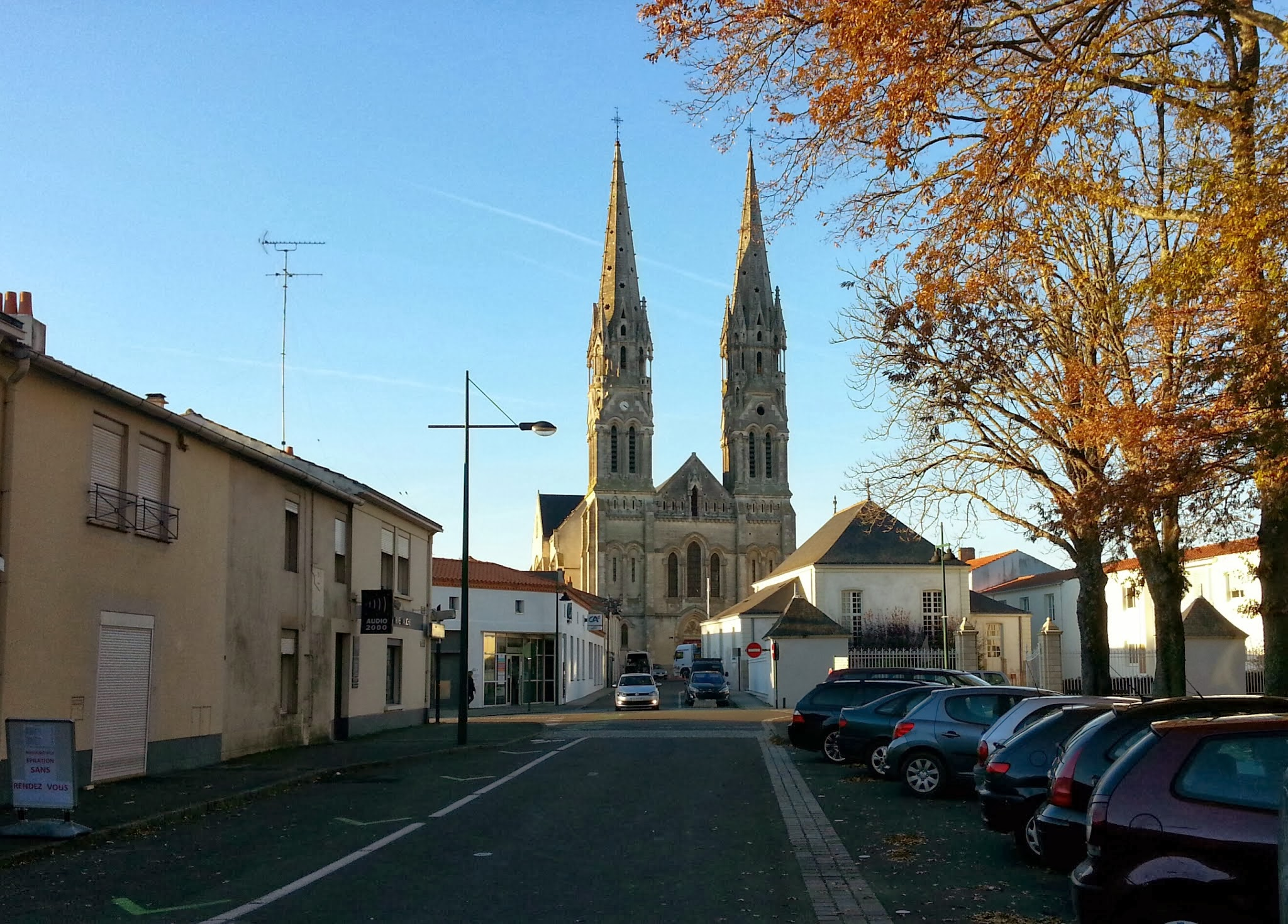
Rue de la France-Libre, à Machecoul, avec l'Auditoire (à droite) devant l'église au fond.

À partir des années 1990, le conseil municipal, dirigé par le maire Alain de La Garanderie, entreprend de multiples travaux de rénovation au sein de la ville, qui se fait alors une nouvelle jeunesse : centre-ville, rues, places, voiries, réhabilitation et restauration de l'abbaye Notre-Dame de la Chaume, du Four à Chaux, de la salle de théâtre, etc., et récemment du cinéma. L'église Saint-Honoré est depuis quelques mois en phase de nettoyage de ses façades extérieures, prenant peu à peu un petit coup de jeune.
Machecoul est le théâtre de nombreuses manifestations sportives, notamment bi-cross, cyclisme, football, etc. Elle accueille le Grand Prix cycliste de Machecoul.
Machecoul, chef-lieu de canton réunissant Saint-Même-le-Tenu, La Marne, Paulx, Saint-Mars-de-Coutais et Saint-Étienne-de-Mer-Morte, devient chef-lieu de la communauté de communes regroupant les précédentes plus Fresnay-en-Retz et, depuis 2004, Bourgneuf-en-Retz.
La ville se tourne vers l'extérieur et l'étranger en devenant jumelée avec trois petites villes européennes : en 1973 avec Ühlingen-Birkendorf, ville d'Allemagne dans l'État de Bade-Wurtemberg) ; en 1988 avec Shifnal, ville du Royaume-Uni dans le comté du Shropshire, région des Midlands de l'Ouest), ; en 2008 avec Valea Drăganului, ville de Roumanie (comté de Cluj, dans la région de la Transylvanie), qu'elle parrainait déjà depuis 1989,.
Le 22 octobre 2015, après plusieurs mois de travail, les communes de Machecoul et Saint-Même-le-Tenu décident de se regrouper au sein d'une commune nouvelle, qui est baptisée Machecoul-Saint-Même. Ce regroupement permet de pallier la baisse programmée des dotations globales de fonctionnement versée par l'État durant les prochaines années. La création de la nouvelle commune est effective le 1er janvier 2016, entraînant la transformation des deux anciennes communes en « communes déléguées » de la nouvelle entité, décision entérinée par arrêté préfectoral du 27 novembre 2015.

## Ancienne noblesse de Machecoul
La ville de Machecoul, berceau des premiers seigneurs du pays de Retz, fut aussi une châtellenie à l'origine d'une dynastie de seigneurs locaux qui portèrent son nom.
On distingue deux maisons de Machecoul :
- la première maison de Machecoul est une branche cadette de la maison de Retz : elle régna sur Machecoul de 1160 à 1235. Elle a été fondée par Raoul de Retz (vers 1106-vers 1162), devenu Raoul Ier de Machecoul en 1160 ;
- la seconde maison de Machecoul est une branche cadette de la maison capétienne de Dreux de Bretagne[10] : elle régna sur Machecoul de 1235 à 1258. Elle a été fondée par le capétien Pierre Ier de Dreux dit « Pierre Mauclerc » ou « Pierre de Braine » (1190-06/07/1250), duc de Bretagne et comte de Dreux. Son fils, Olivier Ier de Machecoul (vers 1231-18/12/1279), lui a succédé, mais ses descendants n'ont pas régné sur la ville par la suite. La descendance d'Olivier Ier de Machecoul s'est néanmoins perpétué dans les seigneuries voisines de La Bénate, Saint-Philbert-de-Grand-Lieu, Vieillevigne, et d'autres. Le patronyme « de Machecoul » s'est éteint au début du XVe siècle, mais une branche cadette par les femmes s'est perpétué jusqu'au XVIIe siècle sous le nom de « de La Lande-Machecoul[10] ».

## Politique et administration

### Ancienne seigneurie de Machecoul
La ville de Machecoul était autrefois une châtellenie et une seigneurie du pays de Retz. Les premiers seigneurs de Retz étaient à l'origine des seigneurs de Sainte-Croix (ancien nom de Machecoul). Au XIIe et XIIIe siècles, la seigneurie de Machecoul fut détachée du pays de Retz, avant que les seigneurs de Retz n'en reprissent possession.
Machecoul a été le fief de différentes familles de seigneurs qui se sont succédé depuis le XIe siècle : ce sont les familles de Retz (dont une branche prend le nom de Machecoul), de Thouars (et consorts : de Maillé et de Belleville), de Montaigu, de Dreux (dont une branche reprend le nom de Machecoul), Chabot (et consort : de Parthenay), de Montmorency-Laval (qui reprend le nom de Retz) (et consorts : de Coëtivy et de Montfort-Laval), de Chauvigny, Sauvage (prétendant), de Tournemine (prétendants), d'Annebault, de Clermont-Tonnerre, de Gondi (et consort : de Créquy), de Neufville-Villeroy, et de Brie-Serrant.
À part celles de Retz, Chabot, Montmorency-Laval et Gondi, ces familles ont été très éphémères à la tête de Machecoul (d'où leur nombre élevé), et se sont souvent remplacés par les femmes.
Ci-après la liste des seigneurs de Machecoul. Pour leur généalogie détaillée, leurs filiations et leurs descendances, lire :
- De ???? à ???? :  Gestin Ier de Retz (985-????), d'origine inconnue
- De ???? à 1070 :  Harscoët Ier de Retz (1010-1070), fils du précédent
- De 1070 à après 1083 :  Gestin II de Retz (1040-????), fils du précédent
- De après 1083 à avant 1137 :  Garsire Ier de Retz (1070-1141), fils du précédent
- De ???? à ???? :  Harscoët II de Retz (????-????), fils du précédent
- De avant 1137 à 1160 :  Garsire II de Retz (1105-1160), frère du précédent
- De 1160 à 1162 :  Raoul Ier de Retz dit « Raoul Ier de Machecoul » (1106-1162), frère du précédent
- De 1162 à 1212 :  Bernard de Machecoul (1140-1212), fils du précédent
- De 1212 à 1214 :  Raoul II de Machecoul (1183-1214), fils du précédent
- De 1214 à 1235 :  Béatrice de Machecoul (1185-1235), sœur du précédent
- De 1214 à 1246 :  Aimery VIII de Thouars (1187-1246), second mari de la précédente
- De 1235 à ???? :  Jeanne de Thouars (1217-????), fille des deux précédents
- De 1235 à ???? :  Hardouin V de Maillé (1223-1243), premier mari de la précédente
- De ???? à ???? :  Marguerite de Montaigu (1189-1241), grand-tante par alliance de Jeanne de Thouars
- De ???? à 1250 :  Pierre Ier de Dreux (1190-1250), second mari de la précédente
- De 1250 à 1258 :  Olivier de Dreux dit « Olivier Ier de Machecoul » (1231-1279), fils du précédent
- De 1258 à 1258 :  Jeanne de Thouars (1217-????), qui précède, restaurée
- De 1258 à 1258 :  Maurice II de Belleville (1215-1297), second mari de la précédente
- De 1258 à 1265 :  Eustachie « Aliette » de Retz (1228-1265), cousine éloignée de Jeanne de Thouars et arrière-arrière-petite-fille de Garsire II de Retz
- De 1244 à 1264 :  Gérard Ier Chabot dit Gérard Ier de Retz (1197-1264), mari de la précédente
- De 1264 à 1298 :  Gérard II Chabot dit Gérard II de Retz (1245-1298), fils des deux précédents
- De 1298 à 1338 :  Gérard III Chabot dit Gérard III de Retz « le Benoist » (1280-1338), fils du précédent
- De 1338 à 1344 :  Gérard IV Chabot dit Gérard IV de Retz (1300-1344), fils du précédent
- De 1344 à 1399 :  Gérard V Chabot dit Gérard V de Retz (1320-1399), fils du précédent
- De 1399 à 1406 :  Jeanne Chabot dite Jeanne de Retz « la Sage » (1331-1406), fille du précédent
- De 1379 à 1406 :  Jean de Parthenay (????-1427), troisième mari de la précédente
- De 1406 à 1415 :  Guy II de Montmorency-Laval dit Guy de Laval-Retz (????-1415), cousin issu de germain de Jeanne de Retz « la Sage » et arrière-petit-fils de Gérard III de Retz « le Benoist »
- De 1415 à 1440 :  Gilles de Montmorency-Laval dit Gilles de Retz (vers 1405-1440), fils du précédent
- De 1440 à 1457 :  Marie de Montmorency-Laval dite Marie de Retz (vers 1433 ou 1434-1457), fille du précédent
- De 1441 à 1450 :  Prigent VII de Coëtivy (1399-1450), premier mari de la précédente
- De 1451 à 1457 :  André de Montfort-Laval (1408-1485), second mari de Marie de Retz
- De 1457 à 1473 :  René de Montmorency-Laval dit René de Retz (1407-1473), oncle paternel de Marie de Retz
- De 1473 à 1481 :  Jeanne de Montmorency-Laval dite Jeanne de Retz (????-????), fille du précédent
- De 1473 à 1481 :  François de Chauvigny (1430-1491), mari de la précédente
- De 1481 à 1503 :  André III de Chauvigny (????-1503), fils des deux précédents
- De 1503 à 1503 :  Tanneguy Sauvage (1430-1503), cousin éloigné du précédent, arrière-arrière-arrière-petit-fils de Gérard III de Retz « le Benoist »
- De 1503 à 1524 :  Georges de Tournemine (????-1524), cousin éloigné des deux précédents et arrière-arrière-arrière-petit-fils de Gérard III de Retz « le Benoist »
- De 1524 à ???? :  Françoise de Tournemine (????-????), fille du précédent
- De ???? à 1552 :  Claude d’Annebault (1495-1552), mari de la précédente
- De 1552 à 1562 :  Jean III d’Annebault (????-1562), fils des deux précédents
- De 1562 à 1603 :  Claude Catherine de Clermont (1543-1603), seconde épouse du précédent
- De 1565 à 1602 :  Albert de Gondi (1522-1602), second mari de la précédente
- De 1596 à 1634 :  Henri de Gondi (1590-1659), petit-fils des deux précédents
- De 1634 à 1676 :  Pierre de Gondi (1602-1676), cousin germain et gendre du précédent
- De 1676 à 1716 :  Paule-Marguerite Françoise de Gondi (1655-1716), fille du précédent
- De 1676 à 1681 :  François Emmanuel de Blanchefort-Créquy (1645-1681), mari de la précédente
- De 1716 à 1734 :  Louis Nicolas VI de Neufville-Villeroy (1663-1734), petit-cousin de Paule-Marguerite Françoise de Gondi et arrière-petit-fils d’Henri de Gondi
- De 1734 à 1766 :  Louis-François Anne de Neufville-Villeroy (1695-1766), fils du précédent
- De 1766 à 1778 :  Gabriel Louis François de Neufville-Villeroy (1731-1794), neveu du précédent
- De 1778 à 1790 :  Clément Alexandre de Brie-Serrant (1748-1814), par rachat du pays de Retz, et non-apparenté aux précédents

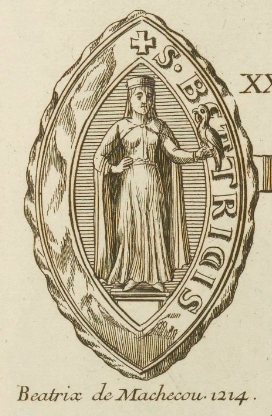
Béatrice de Machecoul (1185-1235), dame de Machecoul de 1214 à 1235.
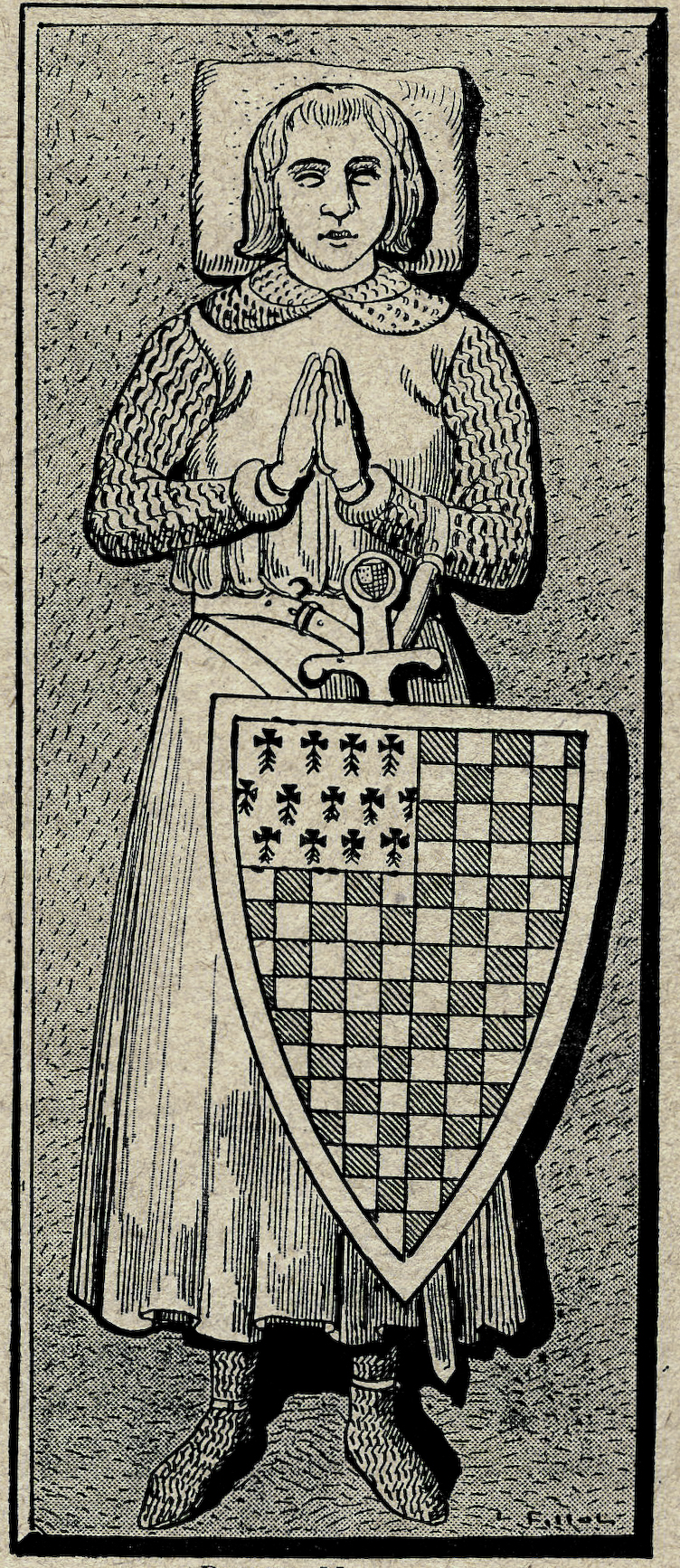
Pierre de Dreux dit « Pierre Ier de Bretagne » (1190-1250), seigneur de Machecoul de 12?? à 1250.
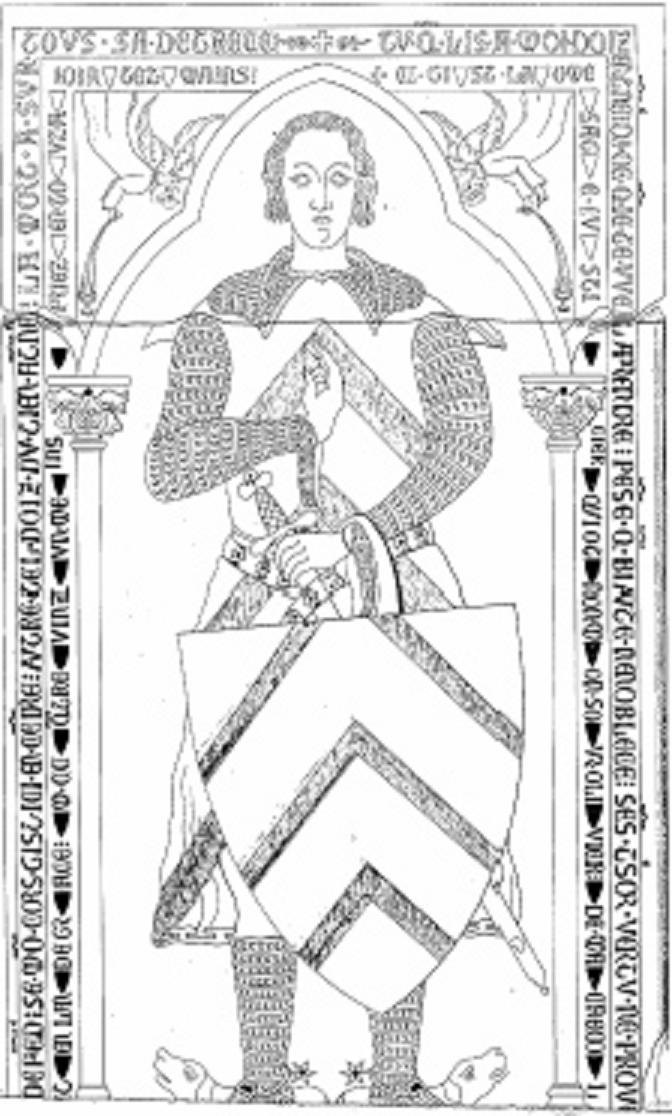
Olivier de Dreux dit « Olivier Ier de Machecoul » (1231-1279), seigneur de Machecoul de 1250 à 1258.
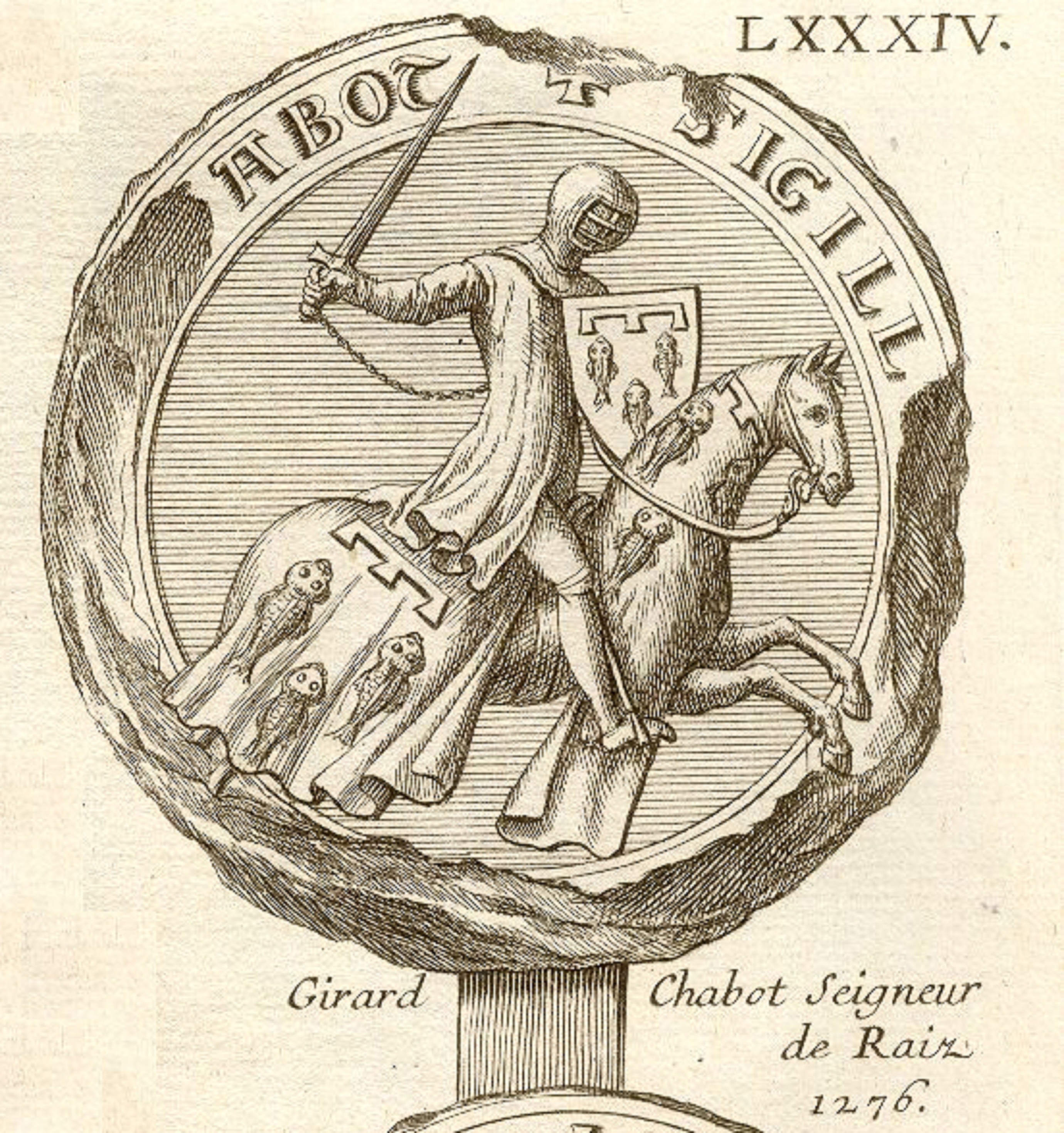
Gérard II Chabot dit « Gérard II de Retz » (vers 1245-1298), seigneur de Machecoul de 1264 à 1298.
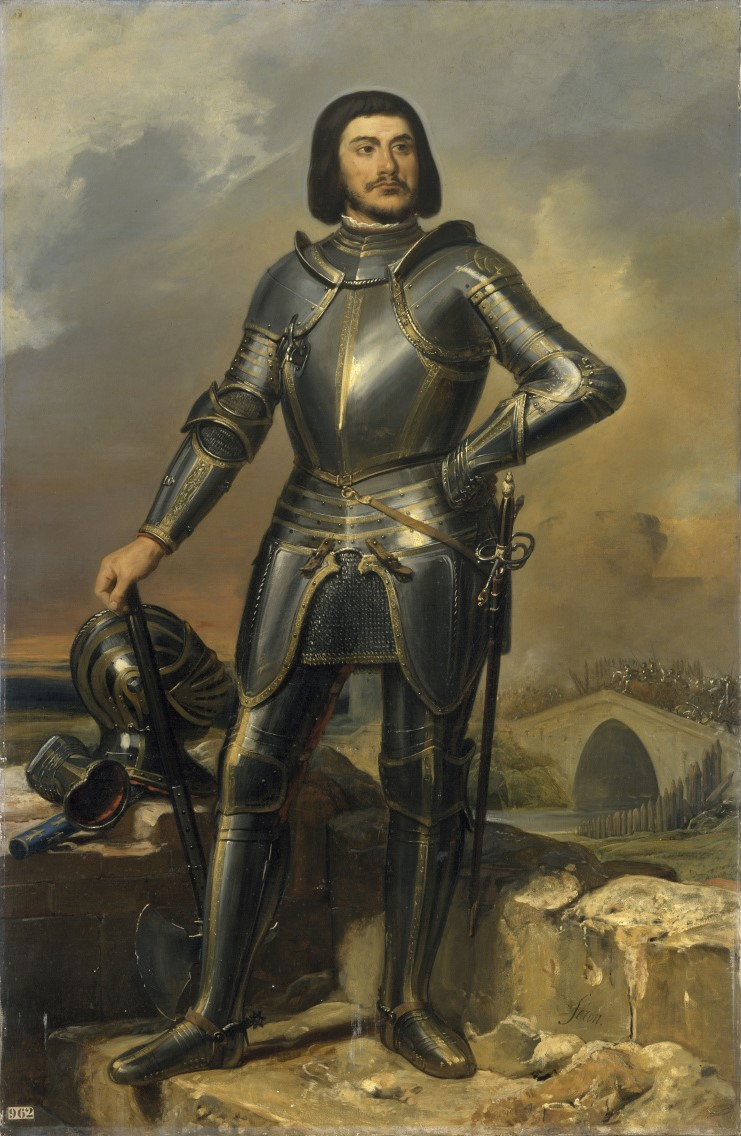
Gilles de Montmorency-Laval dit « Gilles de Retz » (vers 1405-1440), seigneur de Machecoul de 1415 à 1440.
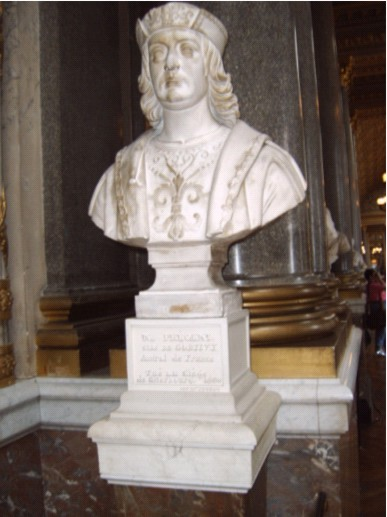
Prigent VII de Coëtivy (1399-1450), seigneur de Machecoul de 1441 à 1450.
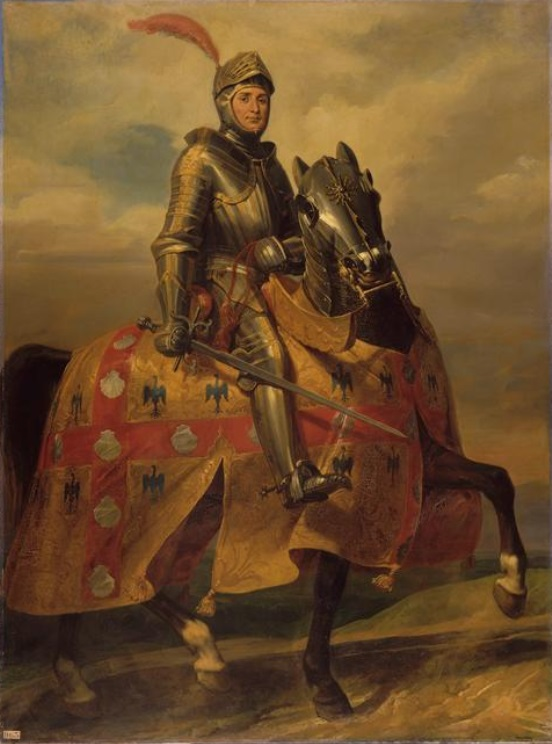
André de Montfort-Laval dit « André de Lohéac » (1408-1486), seigneur de Machecoul de 1451 à 1457.
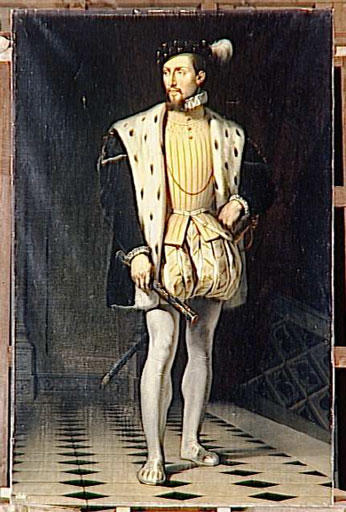
Claude d'Annebault (1495-1552), seigneur de Machecoul de 15?? à 1552.
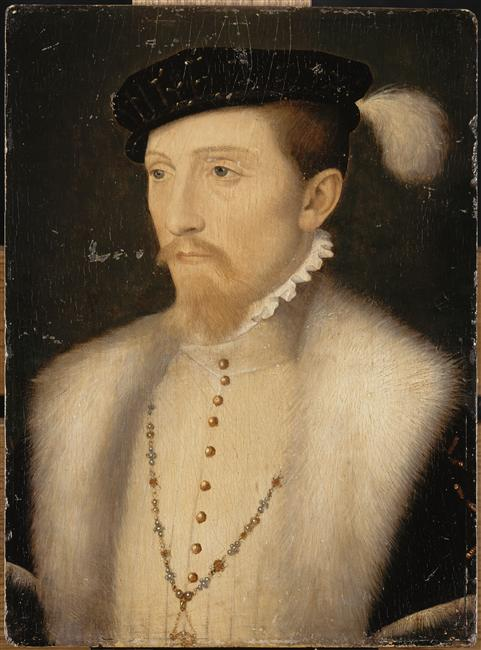
Jean III d'Annebault (????-1562), seigneur de Machecoul de 1552 à 1562.
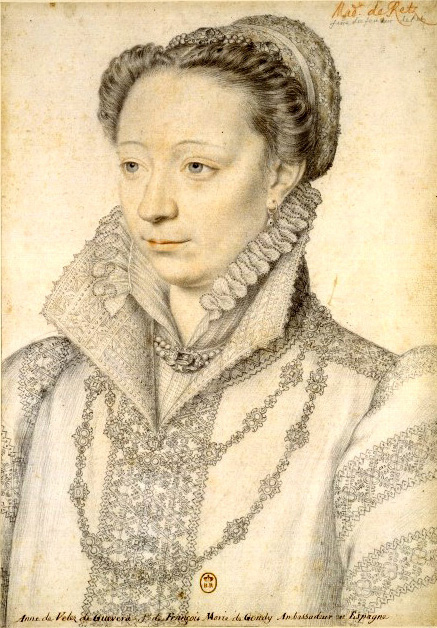
Claude Catherine de Clermont (1543-1603), dame de Machecoul de 1562 à 1603.
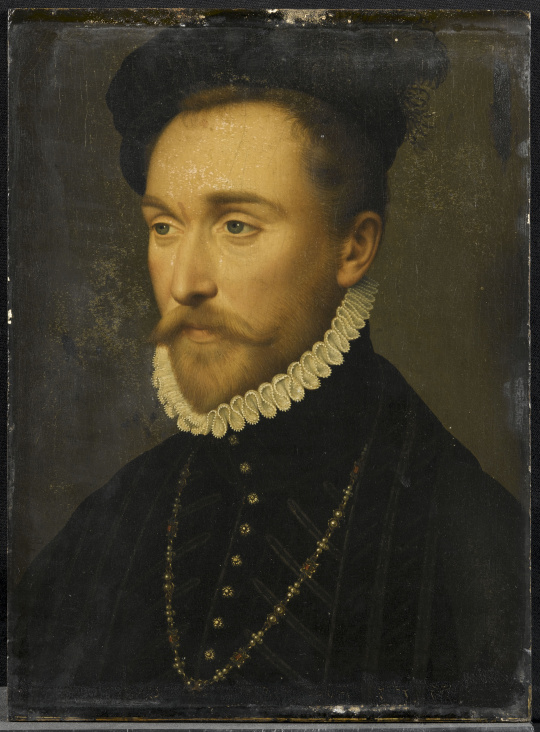
Albert de Gondi (1522-1602), seigneur de Machecoul de 1565 à 1602.
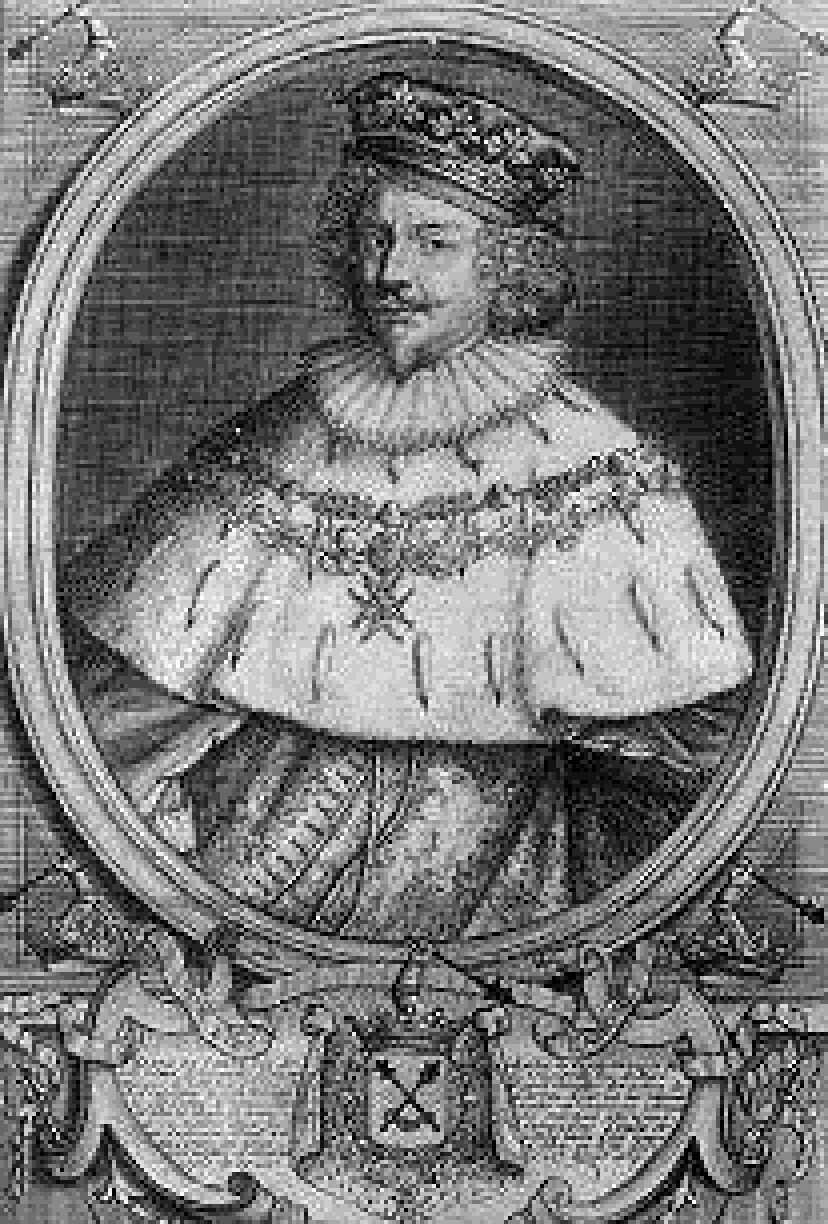
Henri de Gondi (1590-1659), seigneur de Machecoul de 1596 à 1634.
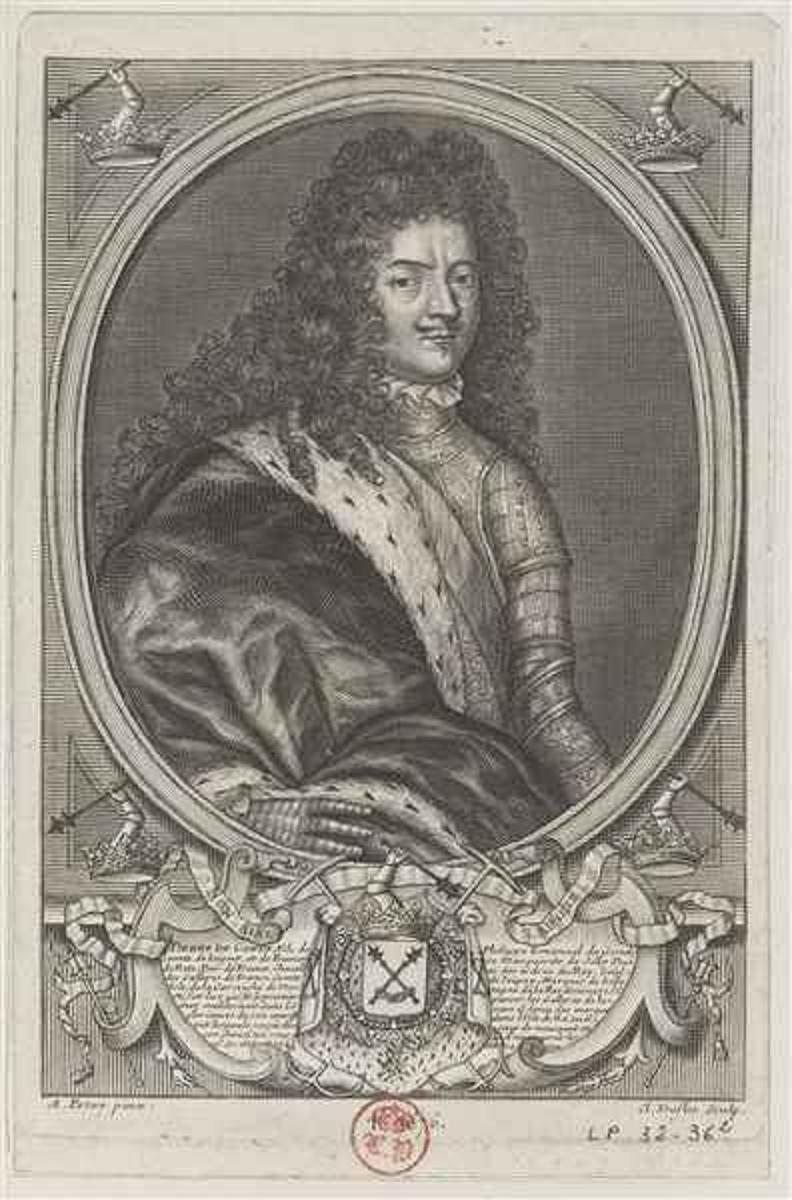
Pierre de Gondi (1602-1676), seigneur de Machecoul de 1634 à 1676.
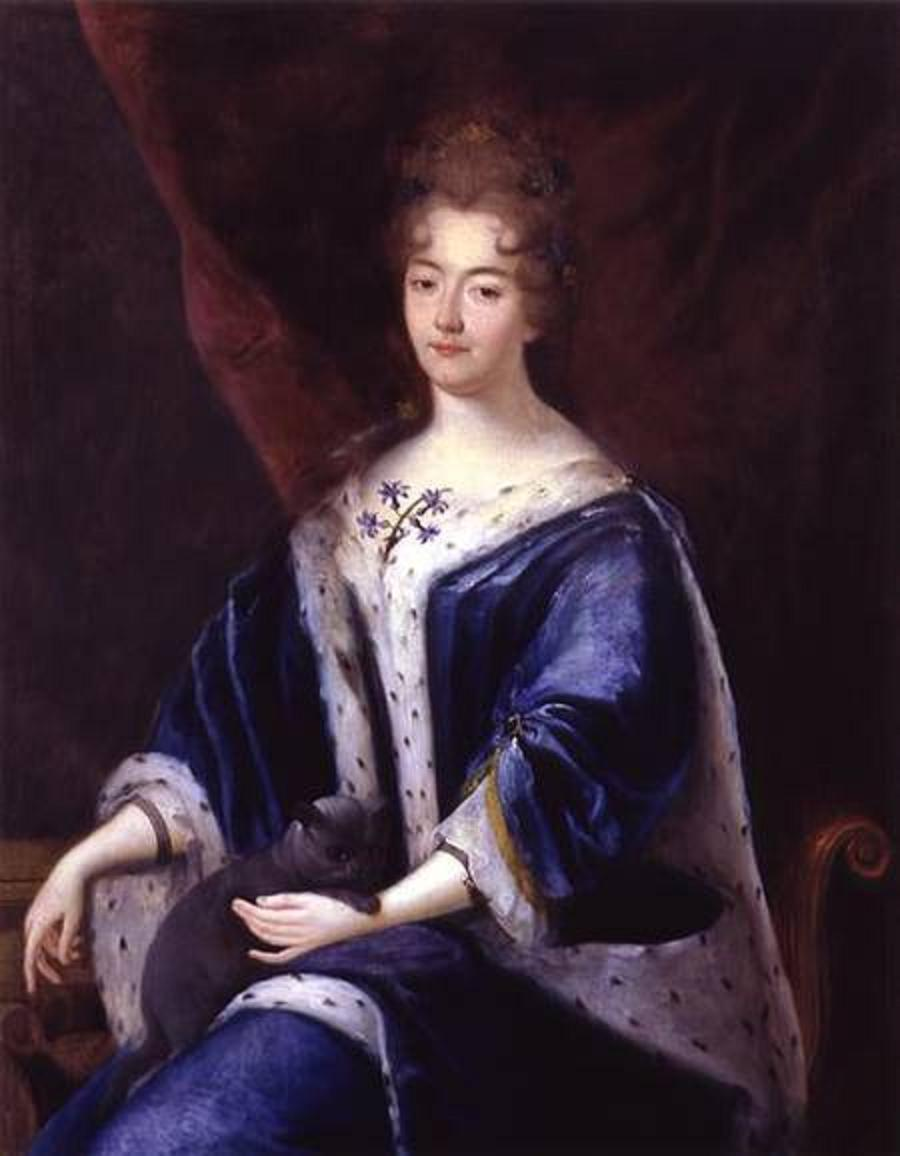
Paule-Marguerite Françoise de Gondi (1655-1716), dame de Machecoul de 1676 à 1716.
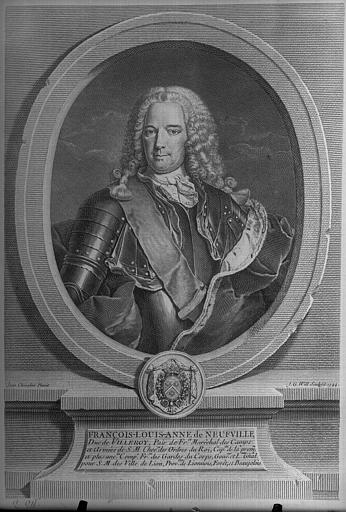
Louis-François Anne de Neufville-Villeroy (1695-1766), seigneur de Machecoul de 1734 à 1766.

### Jumelages
- Ühlingen-Birkendorf (Allemagne) depuis le 8 septembre 1973 ;
- Shifnal (Royaume-Uni) depuis le 22 octobre 1988 ;
- Valea Drăganului (Roumanie) depuis le 10 mai 2008.

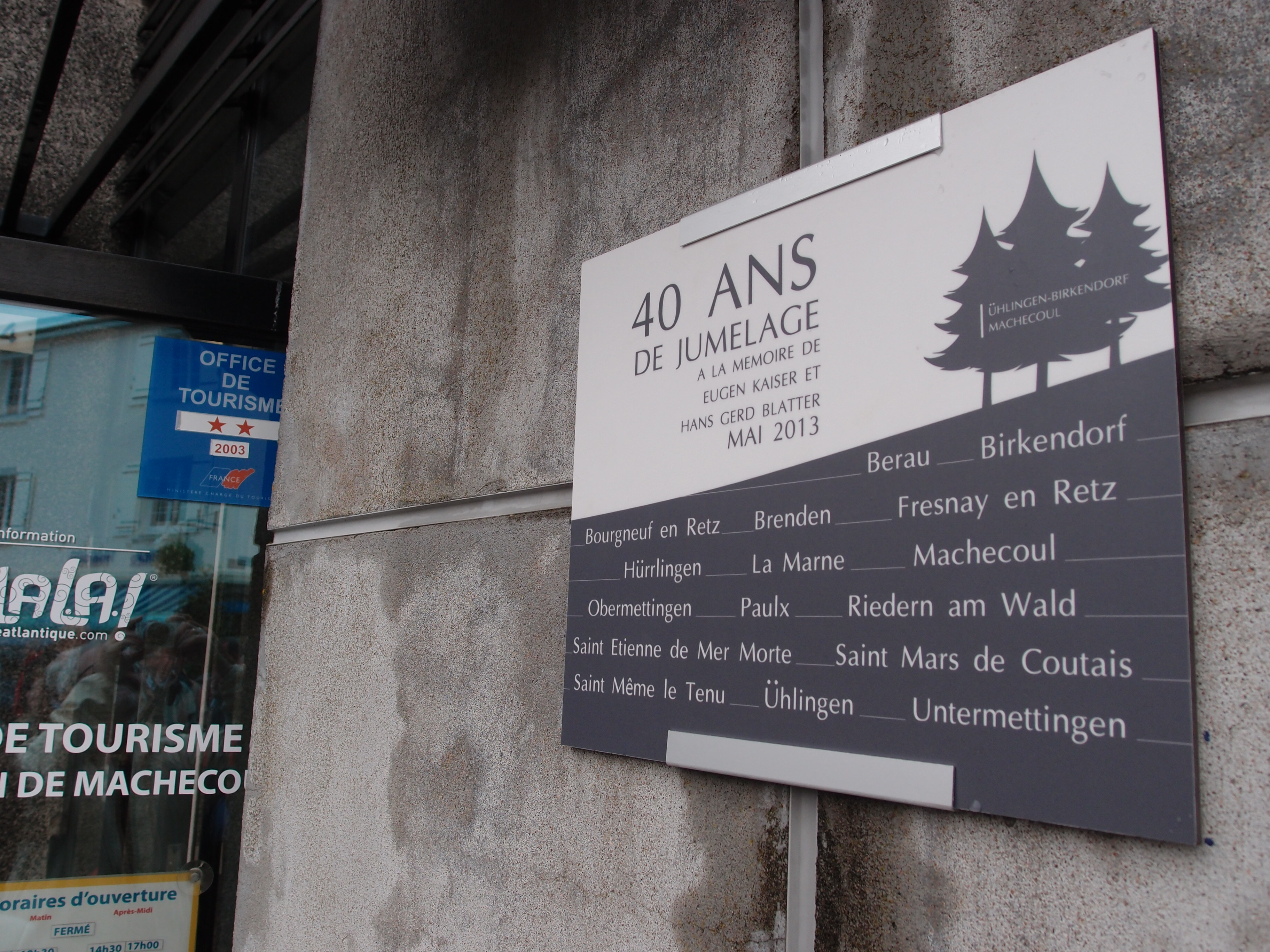
Panneau devant l'office du tourisme de Machecoul pour les 40 ans de jumelage de la commune avec Ühlingen-Birkendorf.
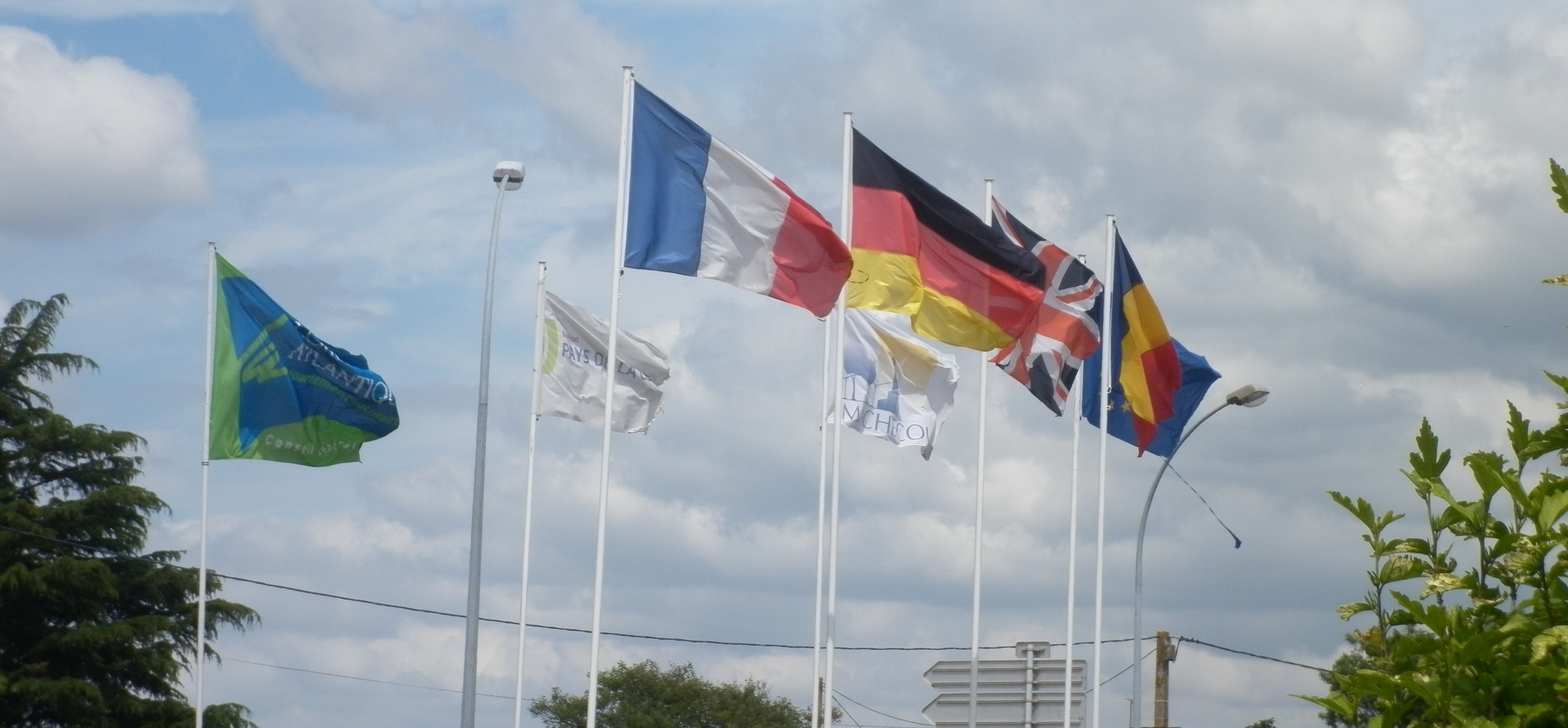
Drapeaux à l'entrée de Machecoul (rond-point du Moulin-Mocrat), rappelant entre autres ses différents jumelages : Loire-Atlantique, Pays de la Loire, France, Machecoul, Allemagne, Royaume-Uni, Roumanie, Union européenne.

## Démographie
La population totale de Machecoul était de 1 950 habitants en 1689, 3 340 habitants en 1790. Après les événements de la Révolution, la population chute à 1 899 habitants en 1800.

### Évolution démographique
Les données concernant 1793 sont perdues.
L'évolution du nombre d'habitants est connue à travers les recensements de la population effectués dans la commune depuis 1800. À partir du 1er janvier 2009, les populations légales des communes sont publiées annuellement dans le cadre d'un recensement qui repose désormais sur une collecte d'information annuelle, concernant successivement tous les territoires communaux au cours d'une période de cinq ans. 
Pour les communes de moins de 10 000 habitants, une enquête de recensement portant sur toute la population est réalisée tous les cinq ans, les populations légales des années intermédiaires étant quant à elles estimées par interpolation ou extrapolation. Pour la commune, le premier recensement exhaustif entrant dans le cadre du nouveau dispositif a été réalisé en 2008,.
En 2013, la commune comptait 6 076 habitants, en évolution de +4,56 % par rapport à 2008 (Loire-Atlantique : +6,34 %, France hors Mayotte : +2,49 %).
| 1800  | 1806  | 1821  | 1831  | 1836  | 1841  | 1846  | 1851  | 1856  |
| ----- | ----- | ----- | ----- | ----- | ----- | ----- | ----- | ----- |
| 1 899 | 2 166 | 2 690 | 3 665 | 3 497 | 3 745 | 3 722 | 3 622 | 3 713 |

| 1861  | 1866  | 1872  | 1876  | 1881  | 1886  | 1891  | 1896  | 1901  |
| ----- | ----- | ----- | ----- | ----- | ----- | ----- | ----- | ----- |
| 3 727 | 3 839 | 3 756 | 3 720 | 3 800 | 3 845 | 3 954 | 3 992 | 4 026 |

| 1906  | 1911  | 1921  | 1926  | 1931  | 1936  | 1946  | 1954  | 1962  |
| ----- | ----- | ----- | ----- | ----- | ----- | ----- | ----- | ----- |
| 4 210 | 4 078 | 3 654 | 3 733 | 3 625 | 3 532 | 3 443 | 3 757 | 3 964 |

| 1968  | 1975  | 1982  | 1990  | 1999  | 2008  | 2013  | - | - |
| ----- | ----- | ----- | ----- | ----- | ----- | ----- | - | - |
| 4 240 | 4 549 | 5 060 | 5 072 | 5 424 | 5 811 | 6 076 | - | - |

### Pyramide des âges
Les données suivantes concernent l'année 2013 (la plus récente pour laquelle l'Insee a pu analyser les données) ; Machecoul est alors une commune à part entière. Sa population est alors relativement âgée. Le taux de personnes d'un âge supérieur à 60 ans (29,4 %) est en effet supérieur au taux national (22,6 %) et au taux départemental (22,5 %),,.
À l'instar des répartitions nationale et départementale, la population féminine de la commune est supérieure à la population masculine. Le taux (52 %) est du même ordre de grandeur que le taux national (51,6 %),,.
| Hommes | Classe d’âge | Femmes |
| ------ | ------------ | ------ |
| 0,9    | 90 ans ou +  | 1,9    |
| 9,6    | 75 à 89 ans  | 13,2   |
| 15,8   | 60 à 74 ans  | 17,2   |
| 20,9   | 45 à 59 ans  | 20,6   |
| 18,2   | 30 à 44 ans  | 17,0   |
| 15,4   | 15 à 29 ans  | 13,1   |
| 19,1   | 0 à 14 ans   | 17,1   |

| Hommes | Classe d’âge | Femmes |
| ------ | ------------ | ------ |
| 0,4    | 90 ans ou +  | 1,3    |
| 5,8    | 75 à 89 ans  | 9,1    |
| 13,5   | 60 à 74 ans  | 14,6   |
| 19,6   | 45 à 59 ans  | 19,2   |
| 20,8   | 30 à 44 ans  | 19,6   |
| 19,4   | 15 à 29 ans  | 17,7   |
| 20,5   | 0 à 14 ans   | 18,5   |

## Économie
Quelques entreprises constituent le poumon économique de la ville :
- L'entreprise de cycles Manufacture Française du Cycle, comprenant notamment la marque Sunn, sur le site ancien de Cycleurope, regroupant notamment Gitane et Micmo. Gitane s'est illustrée par le passé en équipant et sponsorisant de grands champions de cyclisme du Tour de France (Jean Stablinski, Rudi Altig, Jacques Anquetil, Lucien Aimar, Lucien Van Impe, Bernard Hinault, Laurent Fignon et Greg LeMond). Machecoul a d'ailleurs été une étape du Tour de France plusieurs fois, notamment en 1988[39]. Enfin, Machecoul accueille aussi le Grand Prix cycliste de Machecoul.
- L'entreprise Chagnas Constructions Métalliques, spécialisée dans les charpentes métalliques (de bâtiments industriels et agricoles principalement), fondée en 1922 par Marcel Chagnas. À notamment travaillé à la rénovation d'une partie de la tour Eiffel à Paris dans les années 1980[39].
- Les entreprises Novoferm (anciennement Julien Redois Industries), Bel'M (anciennement SA Guilbaud) et Husky, fabriquant des portes et portails.
- La distillerie Seguin (aujourd'hui CLS Rémy Cointreau), fermée depuis plusieurs années.
- La fromagerie Beillevaire.
- Les exploitations maraîchères sont également importantes à Machecoul : on y produit notamment des salades (et spécialement la mâche), des tomates et des concombres, ainsi que du muguet, vendu tous les ans au mois de mai à l'échelle nationale et à l'étranger.
- Une antenne de la Chambre de commerce et d'industrie de Nantes et de Saint-Nazaire.

## Culture locale et patrimoine

### Monuments et curiosités
- Le Phare à Bois (époque gallo-romaine), également appelé le Moulin à Poivre. Probablement tourelle de pierre dans laquelle on allumait un feu (avec du bois, d'où son nom), dont les flammes guidaient les navires à l'approche du rivage[40],[16]. Ou peut-être un petit moulin à vent, de conception originale et ancienne ?
- Les sarcophages monolithes mérovingiens (VIIIe siècle)[16].
- Plusieurs anciens moulins[16].
- Le Pont de Cahouët (vers le XIe siècle), dit à tort « le Pont Romain » (il ne date pas de l'époque romaine). Petit pont situé sur la rivière Le Falleron[16].

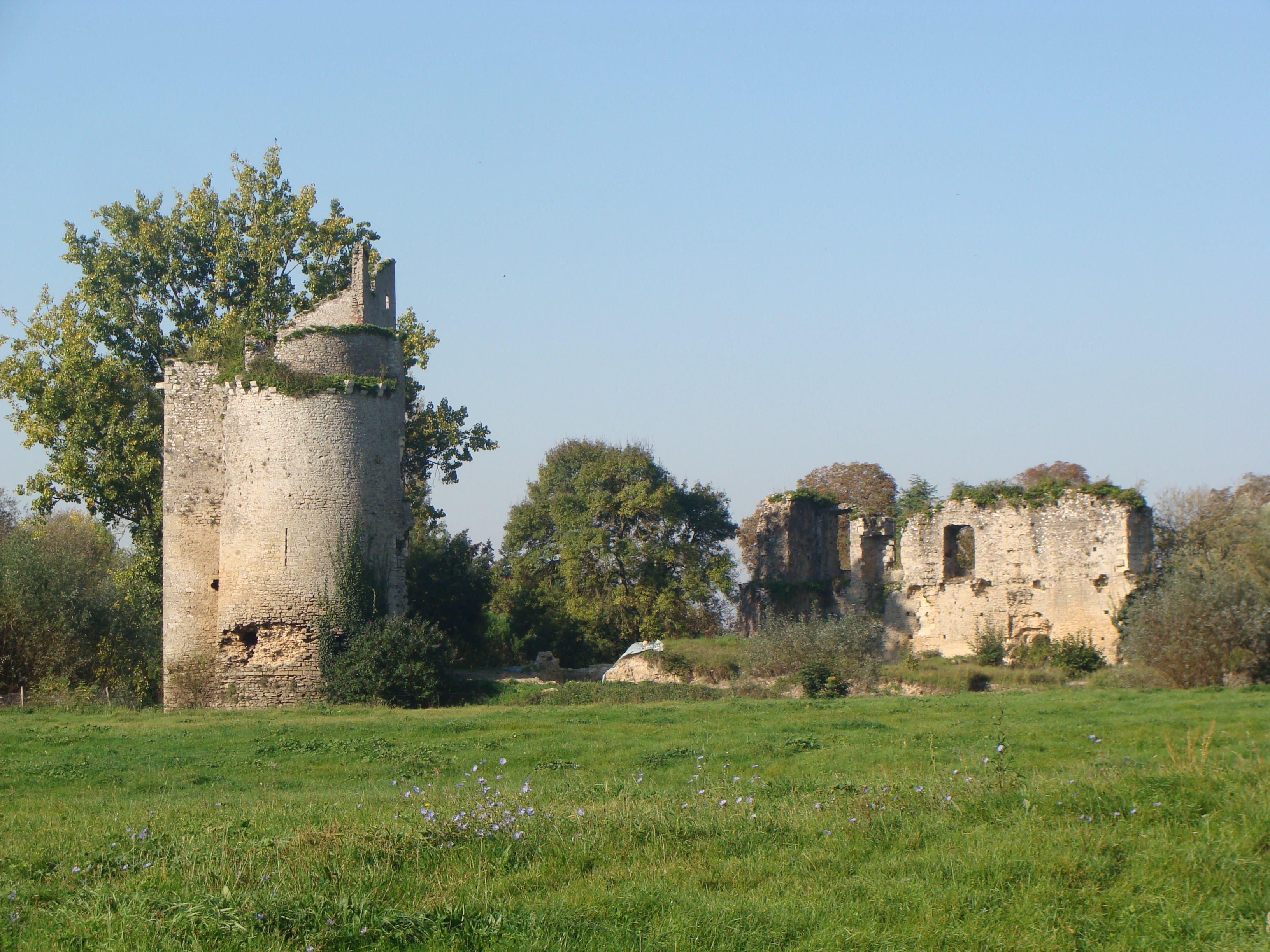
Les ruines du château de Machecoul.

- Le château de Machecoul (XIIIe siècle), dit « Château de Gilles de Retz » ou « Château de Barbe-Bleue ». Ce château a remplacé un édifice primitif qui avait été érigé à la fin du XIe siècle en bordure de la rivière Le Falleron par les seigneurs de Retz de la famille Chabot[8]. Le château est actuellement une propriété privée, avec visite guidée extérieure[41]. Le monument est inscrit au titre des monuments historiques en 2004.
- Le Manoir de la Verrerie (XVIe siècle).

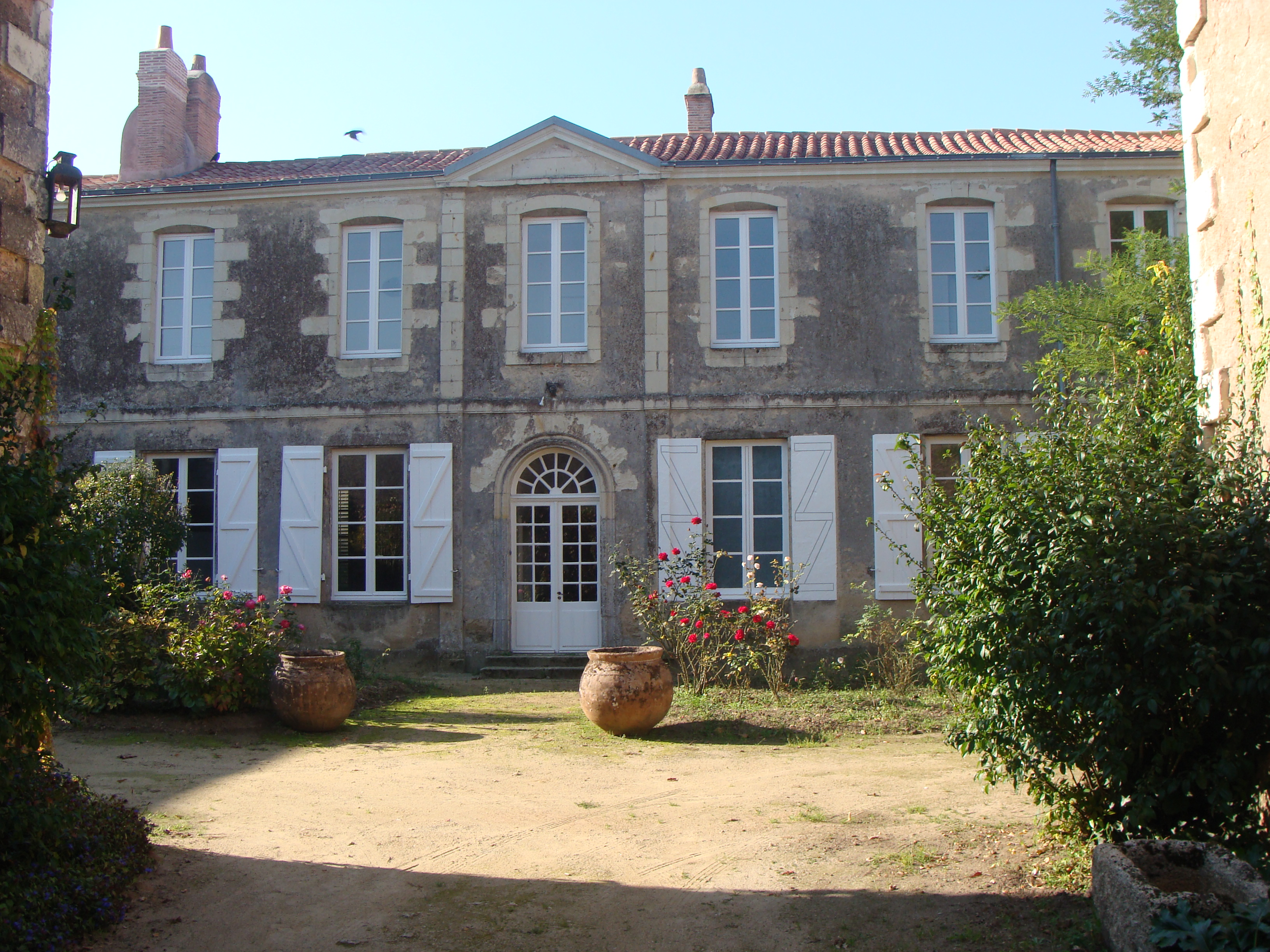
L'Hôtel Réal des Perrières.

- L'Hôtel Réal des Perrières (XVIIIe siècle), hôtel particulier situé au 17 rue Alexandre-Riou. C'est une propriété privée avec jardin, inscrite au titre des monuments historiques en 1992.
- La Maison de l'Économie (XVIIIe siècle), ancien hôtel avec de remarquables balcons, la tradition dit qu'il a été le siège de la prévôté. À l'intérieur, il subsiste des boiseries et des trumeaux[16]. Depuis, il a abrité entre autres l'ANPE de Machecoul.
- L'Auditoire (XVIIIe siècle). Ancien tribunal, la salle principale (partie centrale), qui a été édifiée en 1755, a servi aux assises des seigneurs de Machecoul et de La Bénate. Il sert aujourd'hui de lieu de réunions, d'accueil, d'expositions et de divers événements communaux, et on y célèbre les mariages civils. Depuis 1999, des panneaux muraux listent dans le hall d'entrée les Machecoulais morts pour la France lors des deux Guerres Mondiales et la Guerre d'Algérie. Dans le jardin, le Monument du Souvenir (flamme en granit) les rappelle également, et devant lequel des cérémonies de commémoration sont célébrées tous les ans. Les grilles qui entourent le jardin proviennent du Petit Trianon du château de Versailles[16].
- Les Tours Carrées (vers le XVIIIe siècle).
- La Maison Rousteau (XVIIIe – XIXe siècle), Rue Alexandre-Riou[16].

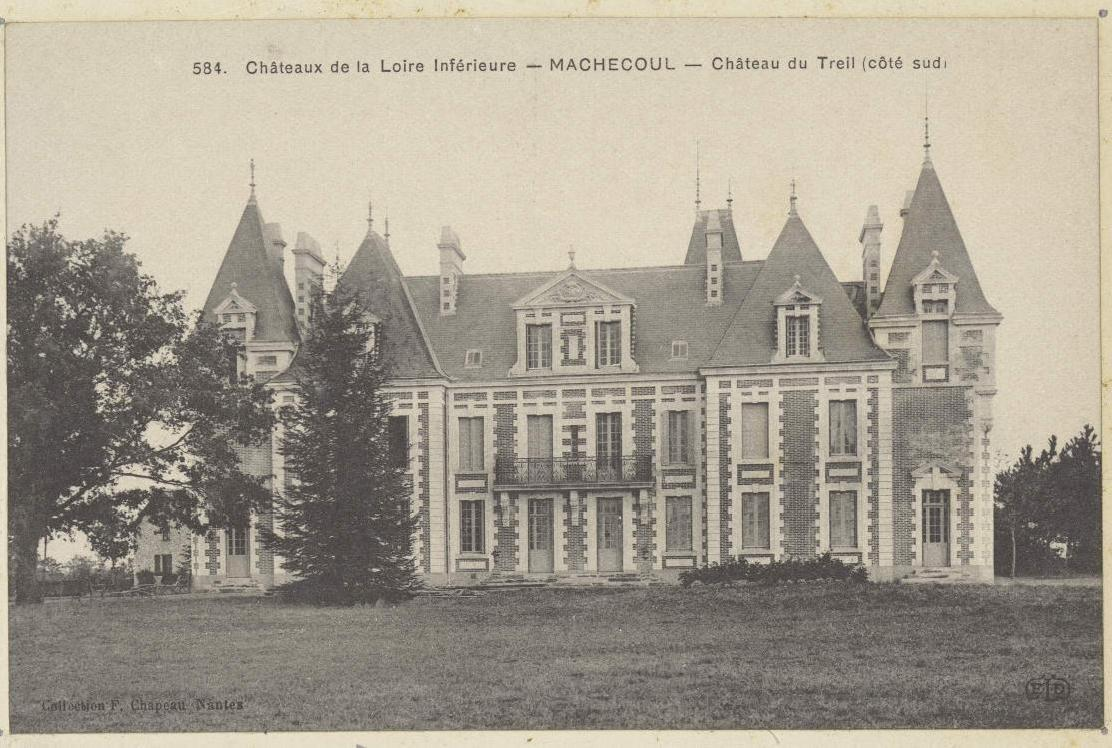
Le château du Treil.

- Le Château du Treil (XIXe siècle), édifié par le pharmacien François Dorvault, créateur du Codex et originaire de Saint-Étienne-de-Montluc[16].
- Le puits du cimetière (XIXe siècle).
- La Métairie des Tendes, métairie de 30 hectares dont 10 de prés et de marais, ayant appartenu à la famille Écomard de Sainte-Pazanne, depuis le XIXe siècle, et vendue au milieu des années 1970 à Pascal Beillevert, leur fermier.
- Le Four à Chaux (1857). Situé sur l'Île Saint-Michel, un emplacement riche en calcaire, le Four à Chaux a été exploité jusqu'en 1925. Il appartient maintenant à la commune, qui l'a restauré en 2001[41].

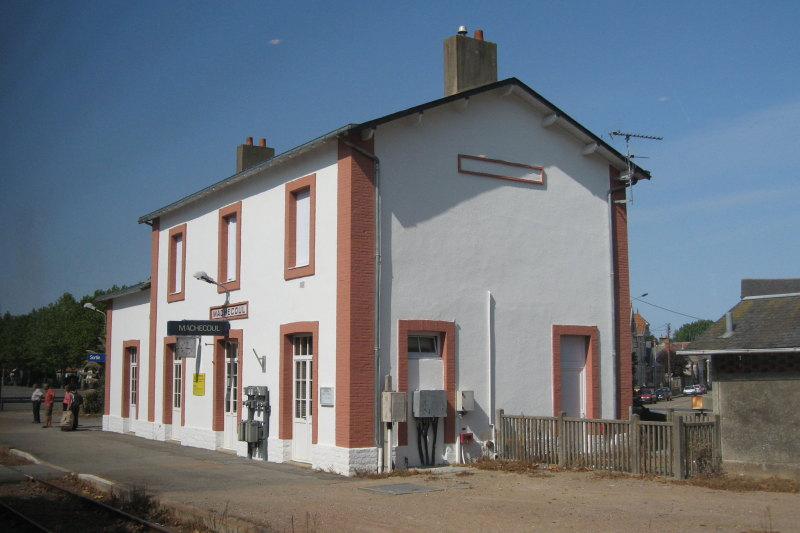
La gare de Machecoul.

- La gare de Machecoul (1876[8]). Elle est desservie par des TER Pays de la Loire circulant entre Nantes et Saint-Gilles-Croix-de-Vie.
- Les Halles (1885). Construites au temps d'Henri Le Loup de La Biliais, maire de l'époque, après l'effondrement de l'ancienne Cohue, lieu réservé aux marchands depuis 1095, où l'on avait construit, sur un terrain réservé aux marchands, une grande halle en bois avec deux pentes couvertes de tuiles, que l'on avait nommée la Cohue. La Cohue était alors un édifice en chape, à couverture de tuiles, érigé sur piliers ou des poteaux de chêne, composant la halle en cinq rangs, dont celui du milieu, le grand rang, où se mettaient les boulangers dans un bout, les marchands drapiers et de toile dans l'autre. Au-dessus de l'espace occupé par les boulangers, se trouvait l'auditoire de la ville où se réunissaient les échevins. Dans les autres rangs, se plaçaient, à des bancs désignés, les bouchers, merciers, marchands de blé, potiers, quincailliers à ferrons, marchands de poissons, de volailles et autres, les tanneurs, les corroyeurs, etc.[8]. Dans une charte testamentaire de 1235, Dame Béatrice de Machecoul (vers 1185-1235), et son mari Guillaume de Mauléon (vers 1150-1214), seigneur de Talmont, avait fait don de la Cohue à l'abbaye Notre-Dame des Fontenelles à Saint-André-d'Ornay, qu'ils avaient fondée en 1210. En 1280, l'abbé et les religieux de cette abbaye avaient cédé la Cohue à Gérard II Chabot (1245-1298), seigneur de Machecoul. L'édifice a accueilli le marché chaque semaine et cinq foires par an depuis le XVIIe siècle. La Cohue a vécu presque 800 ans, traversant Moyen Âge, Renaissance, Révolution et Temps Modernes, jusqu'en 1876. L'édifice avait alors des piliers en bois très fatigués : on raconte qu'un soir, l'ivrogne notoire de la ville, un dénommé Baron, en s'accrochant à un des piliers, a fait tout écrouler[8] .Et c'est ainsi qu'entre 1882 et 1885, a lieu la destruction finale de l'édifice, qui datait de 1095. Le marquis de La Biliais, député-maire, ordonne alors la construction des Halles actuelles, là où s'était dressée la Cohue. Édifiées suivant le modèle Baltard des Halles de Paris (avec une structure en métal et en verre – la verrière a été supprimée par la suite), les Halles sont agrandies en 1889 par les Ateliers et Chantiers de la Loire[42],[8].
- L'Hippodrome des Chaumes, ou Champ de Course (1885). En 1885, Henri de La Biliais, maire de la commune de 1871 à 1907, a créé la Société des Courses, décidant que les courses hippiques auraient lieu sur un terrain de 5 hectares lui appartenant. Il a fait installer les premières tribunes en 1913. En 1918, le maire de l'époque, Augustin Dutertre de La Coudre, lui a succédé au poste de président, pour 35 années. En 1933, les tribunes ont été agrandies et en 1935, il a obtenu une deuxième course annuelle. En 1941, les courses sont passées au nombre de quatre. Pendant la guerre, les Allemands ont investi les lieux, construit des boxes, un réfectoire et des dortoirs. En 1953, Jean Allard de Grandmaison, maire et député, est devenu le troisième président d'une association qui aura été dirigée par seulement deux présidents pendant 68 ans. Dans les années 1970, Jean Allard de Grandmaison a créé le centre d'entraînement, abritant une centaine de chevaux. Jean-Luc de Grandmaison a succédé à son père en 1970. En 1972, une cinquième journée de course a été attribuée à l'hippodrome. En 1973, la société machecoulaise et la société des courses de Bouguenais ont fusionné, ce qui a permis à Machecoul d'obtenir deux autres journées de course. Depuis mars 2007, ce nombre est porté à huit. Marie-Renée Bordron préside depuis 1997 la société des courses. Classé en première catégorie pour le trot, et en deuxième catégorie A pour le plat et l'obstacle, l'hippodrome machecoulais s'étend aujourd'hui sur 26 hectares et accueille une course PMU. Avec un salarié et quelque 70 bénévoles, le comité a beaucoup d'ambition et surtout celle d'accueillir une réunion PMU[43].
- La Distillerie Seguin (1886), Boulevard Saint-Rémy. Fondée par la maison Émile Rémy-Martin, filiale de l'entreprise Rémy-Martin de Cognac, sous le nom de Distillerie Saint-Rémy, elle devient Distillerie Seguin & Cie. en 1962. Elle s'étend sur 21 000 m2. L'établissement a produit de l'eau-de-vie, notamment la Fine Bretagne Seguin. À l'origine spécialisée dans la distillation, la société s'est lancée ensuite dans le négoce. Elle a modifié sa raison de distillerie pour devenir bonificatrice d'eau-de-vie, c'est-à-dire fabriquant des produits finis en bouteilles et destinés à la vente et à l'exportation vers 110 pays. La société, aujourd'hui disparue, a laissé des bâtiments de styles, près de la gare[39].
- La Minoterie (XIXe – XXe siècle), Rue du Bourg-Mignon, aujourd'hui transformée en logements[16].
- Le site de La Rabine. Terrain cédé par le marquis Alexandre de Brie-Serrant, dernier duc de Retz, pour en faire un lieu de promenade pour les Machecoulais[8], le terrain comporte aujourd'hui un complexe sportif (stade, salle de basket, terrain de rugby, etc.), une piscine, un camping et une salle polyvalente, L'Hexagone. Il accueille aussi cirques, fêtes des écoles, Téléthon et le feu d'artifice annuel du 14 juillet.
- Le Monument aux Morts (1919), dans le cimetière, listant les noms des Machecoulais tombés pour la France lors de la Première Guerre mondiale. Des plaques ont été ajoutées depuis pour les morts de la Seconde Guerre mondiale et de la Guerre d'Algérie. Devant le monument, se trouvent les tombes des morts pour la France qui ont pu être rapatriés à Machecoul[17].
- La fresque historique[8] (1946) d'Armand Pavageau (1922-1984), ensemble de tableaux qui présentent 27 scènes retraçant les grands événements historiques de Machecoul. Pendant deux mois, Armand Pavageau a préparé, au sein d'une salle de cours du collège Saint-Joseph, les plans types de sa future fresque sur du papier kraft. Il a ensuite réalisé, à l'aide de pochoirs, le contour des sujets, pour peindre enfin au pinceau et au petit rouleau le contenu des personnages et des motifs. Un maçon a accompagné l'artiste pour fixer le travail réalisé avec de la chaux grasse[17]. La fresque contient des inexactitudes et de grossières erreurs de dates et d'interprétations historiques, mais permet aux intéressés d'avoir un extraordinaire et splendide résumé visuel de l'histoire de Machecoul. Située auparavant dans la salle de l'ancien cinéma Saint-Honoré, la fresque est aujourd'hui exposée dans le Hall des Fresques, hall d'entrée du nouveau cinéma rénové en 2008, Cinémachecoul[44].
- Les écluses du Port la Roche (début du XXe siècle), dans les marais[41].
- L'Espace de Retz (1986). Anciennement Bourse du Commerce, l'édifice est une salle polyvalente pour les fêtes et les événements communaux, et comporte une salle de théâtre, la salle Simone Berriau.
- Le Champ de Foire, ancienne place où l'on vendait les bœufs, au marché aux bestiaux. Le Champ de Foire a ensuite servi à accueillir foires, expositions, cirques et manifestations diverses[17], ainsi que le stationnement de cars scolaires pour le collège-lycée voisin Saint-Joseph. Transformé aujourd'hui en parking pour l'Espace de Retz voisin.
- Les aires de loisirs, détente et pique-nique : le Parc de l'Europe, anciennement Parc des Platanes ; le Petit Pré ; le Grand Étang, étang réaménagé, lieu de détente, parcours sportif, plage ; Les Redoux[41].
- Le Falleron et le Tenu, cours d'eau traversant la commune.
- Le Marais breton.
- La forêt de Machecoul, située au nord-est du territoire de la commune, domaine privé qui se traverse en suivant les sentiers pédestres[41].
- Les Jardins d'Yves (pépinière). Jardin d'ambiance et de sérénité caractérisé par la présence exceptionnelle de végétaux sculptés. Le jardin est parsemé de petits décors paysagers dignes de scène de théâtre[41].
- La Fromagerie Beillevaire. Fromagerie pouvant se visiter : au cœur de l'entreprise, par le biais d'une salle panoramique, on peut voir se perpétuer les gestes et le savoir-faire des métiers du lait[41].

### Monuments religieux
- L'ancien prieuré de Saint-Martin, au Bourg Saint-Martin[16].
- L'ancien prieuré de Saint-Michel-en-l'Isle[16].
- L'ancienne église de Sainte-Croix[16].
- L'abbaye Notre-Dame de la Chaume (XIe siècle). Aujourd'hui très ruinée, il n'en reste plus que le pigeonnier et les fondations des murs de l'enceinte, qui entouraient l'abbaye[40]. Une politique de rénovation et de réhabilitation du site est actuellement en cours.

Abbaye Notre-Dame-de-la-Chaume
Armes de l'abbaye Notre-Dame de la Chaume de Machecoul : « d'azur à la croix d'or ».
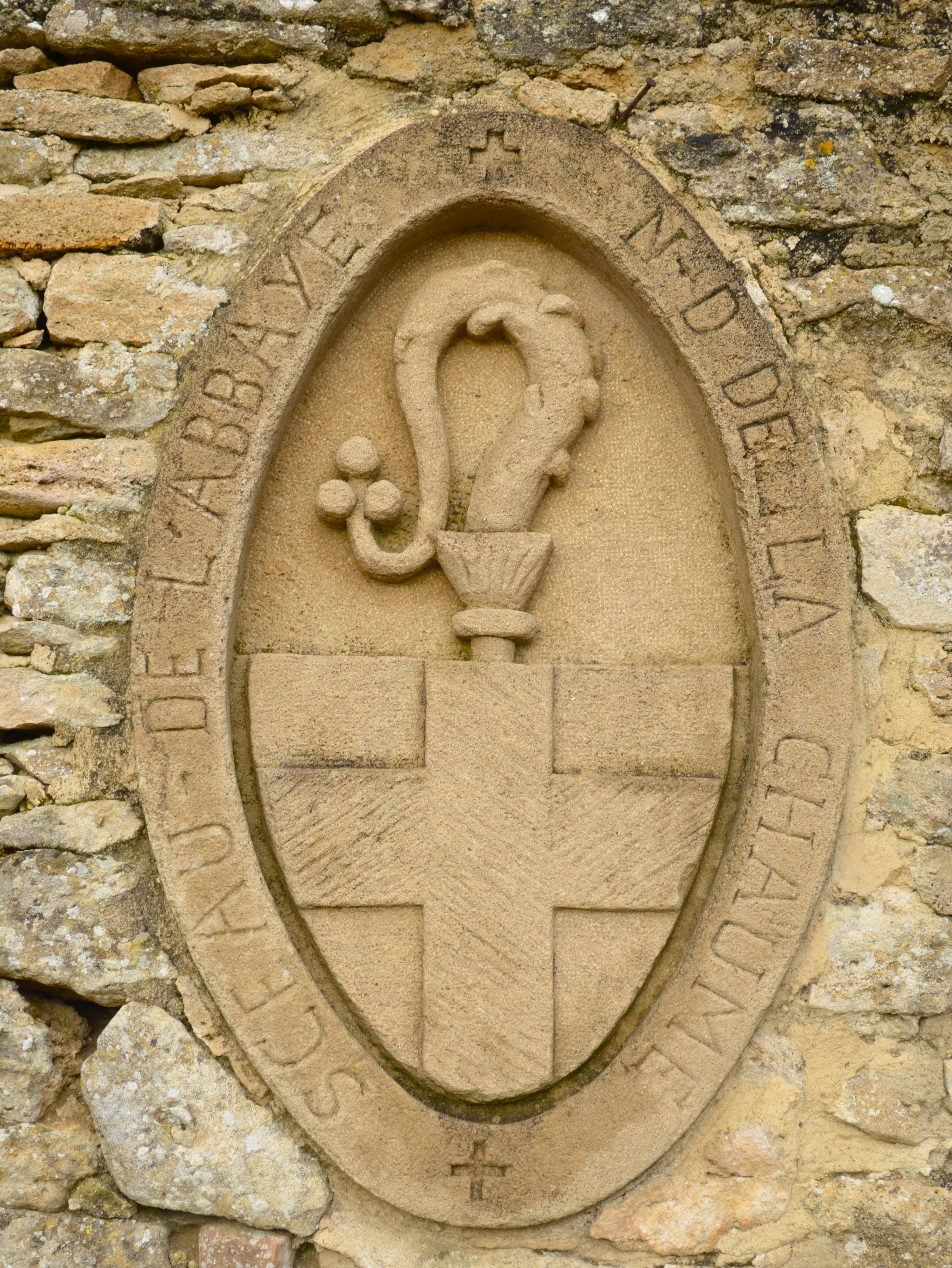
Sceau de l'abbaye.
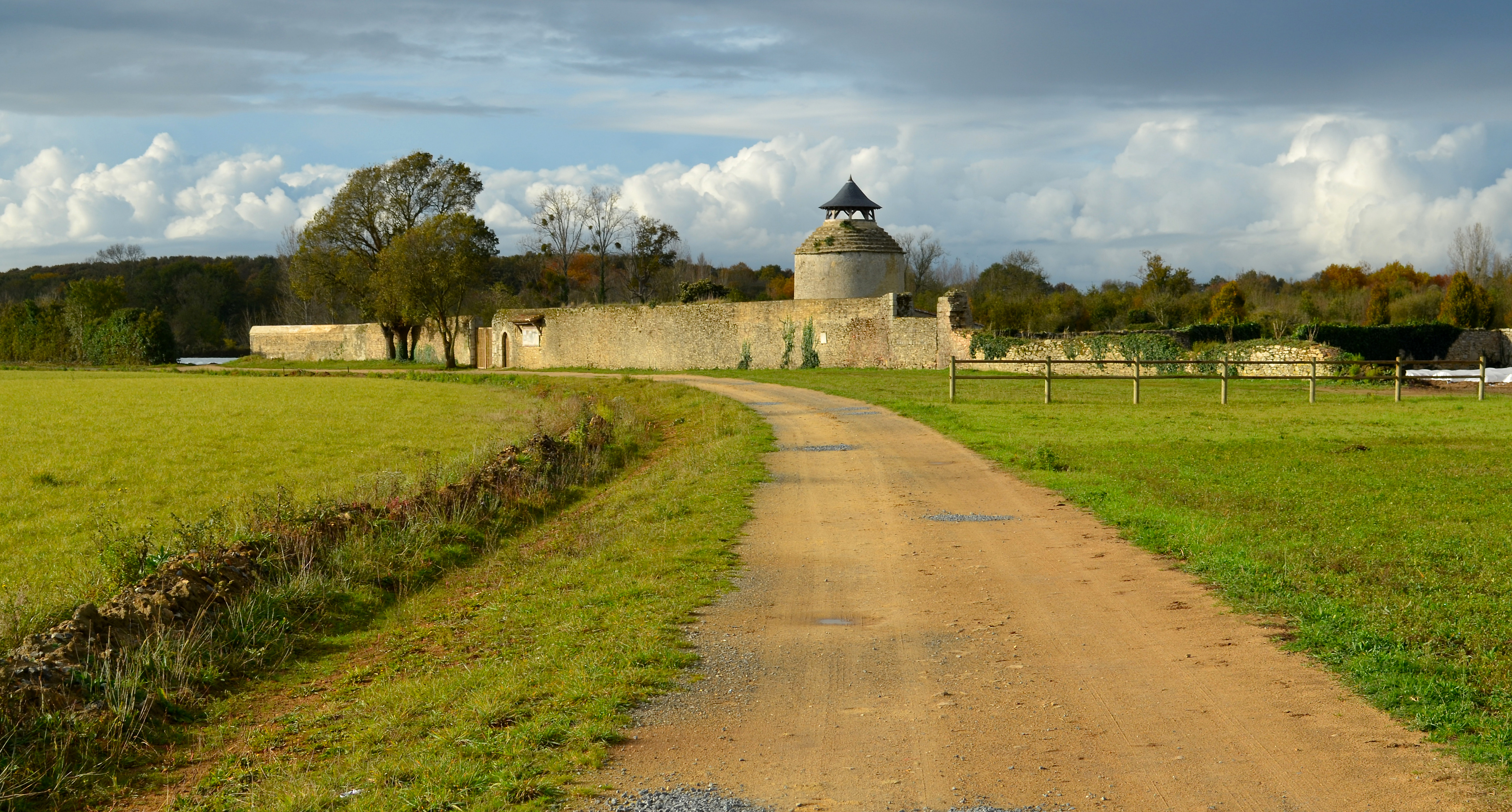
Vue générale.
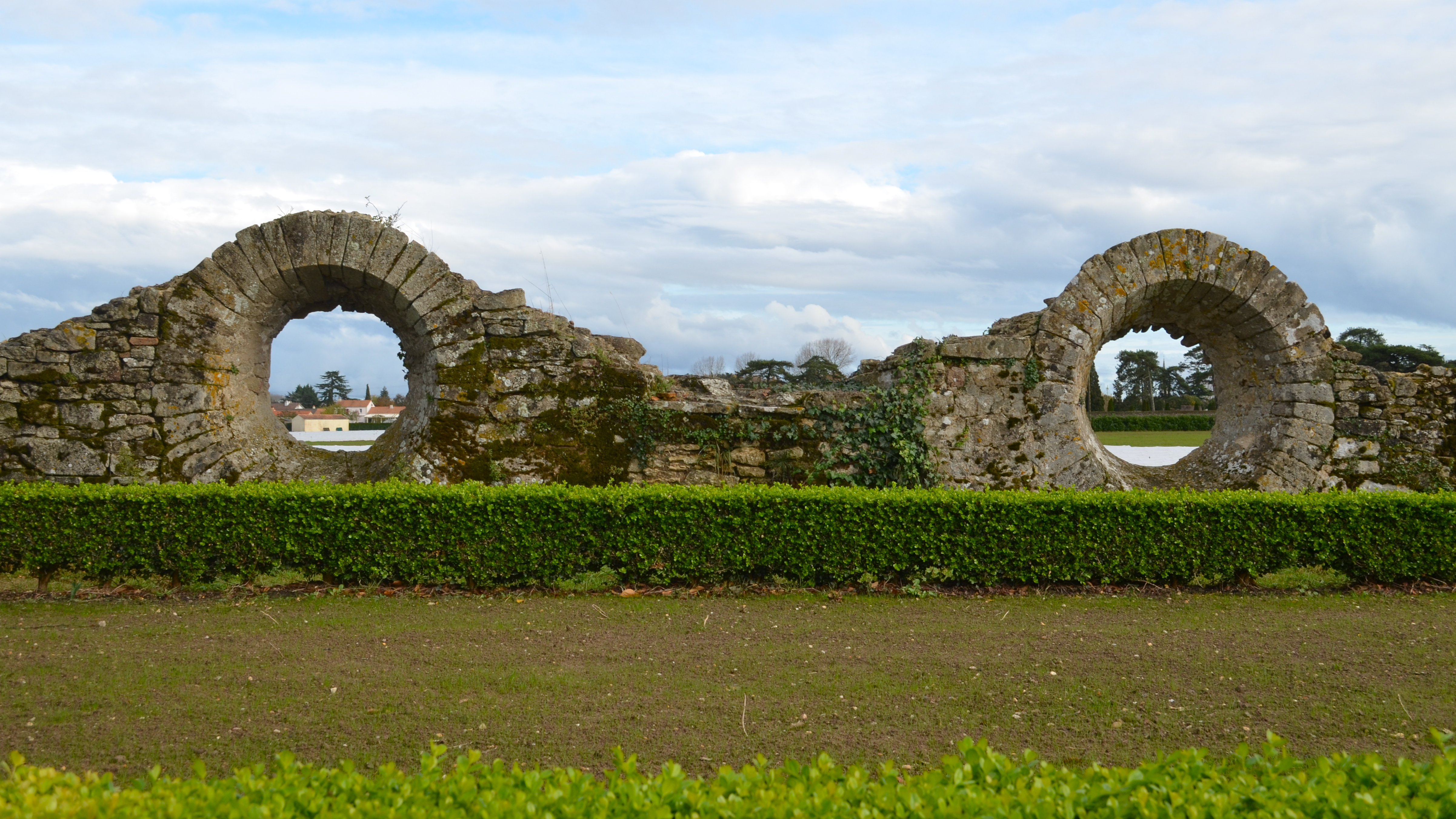
Mur d'enceinte.
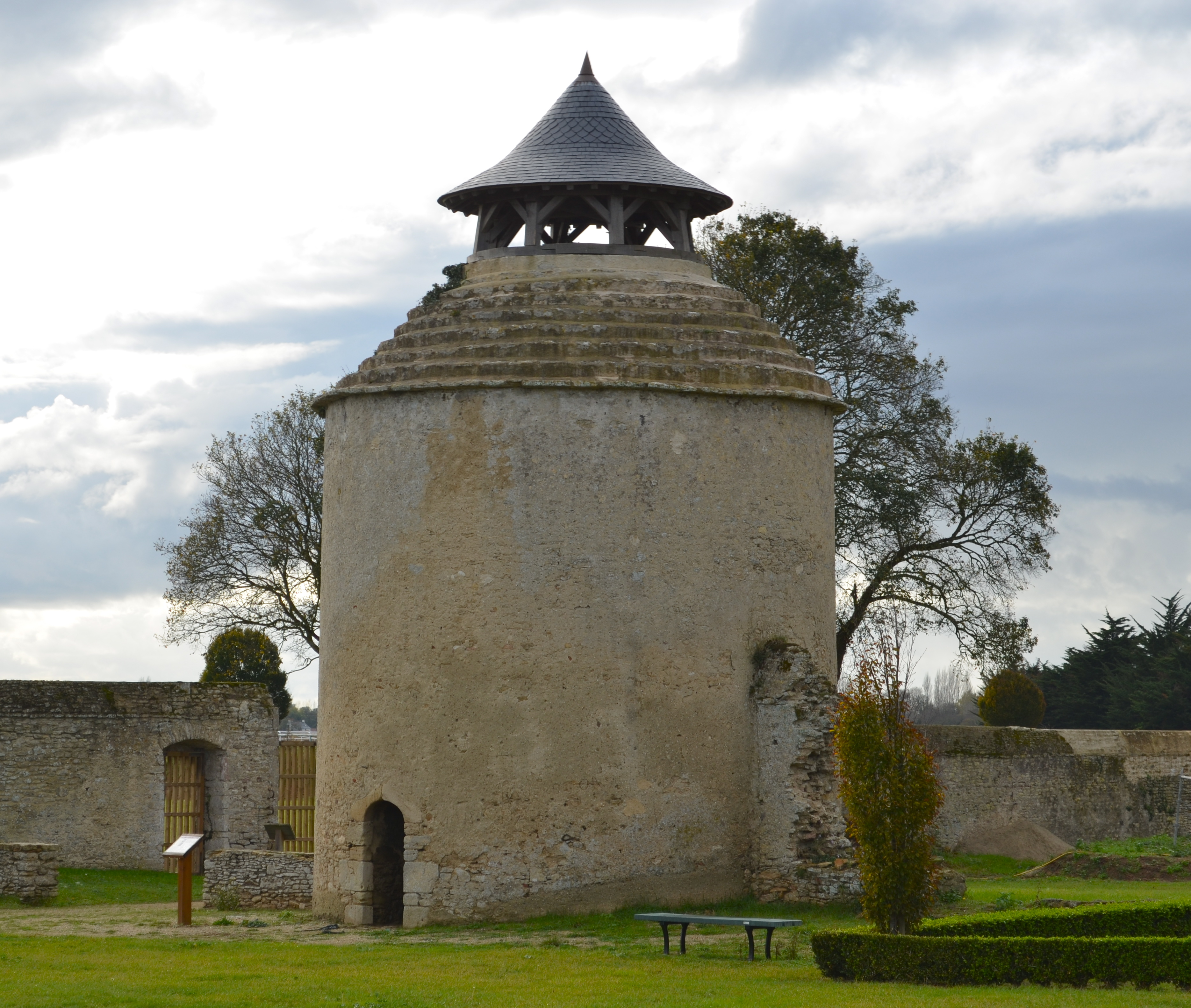
Le pigeonnier.
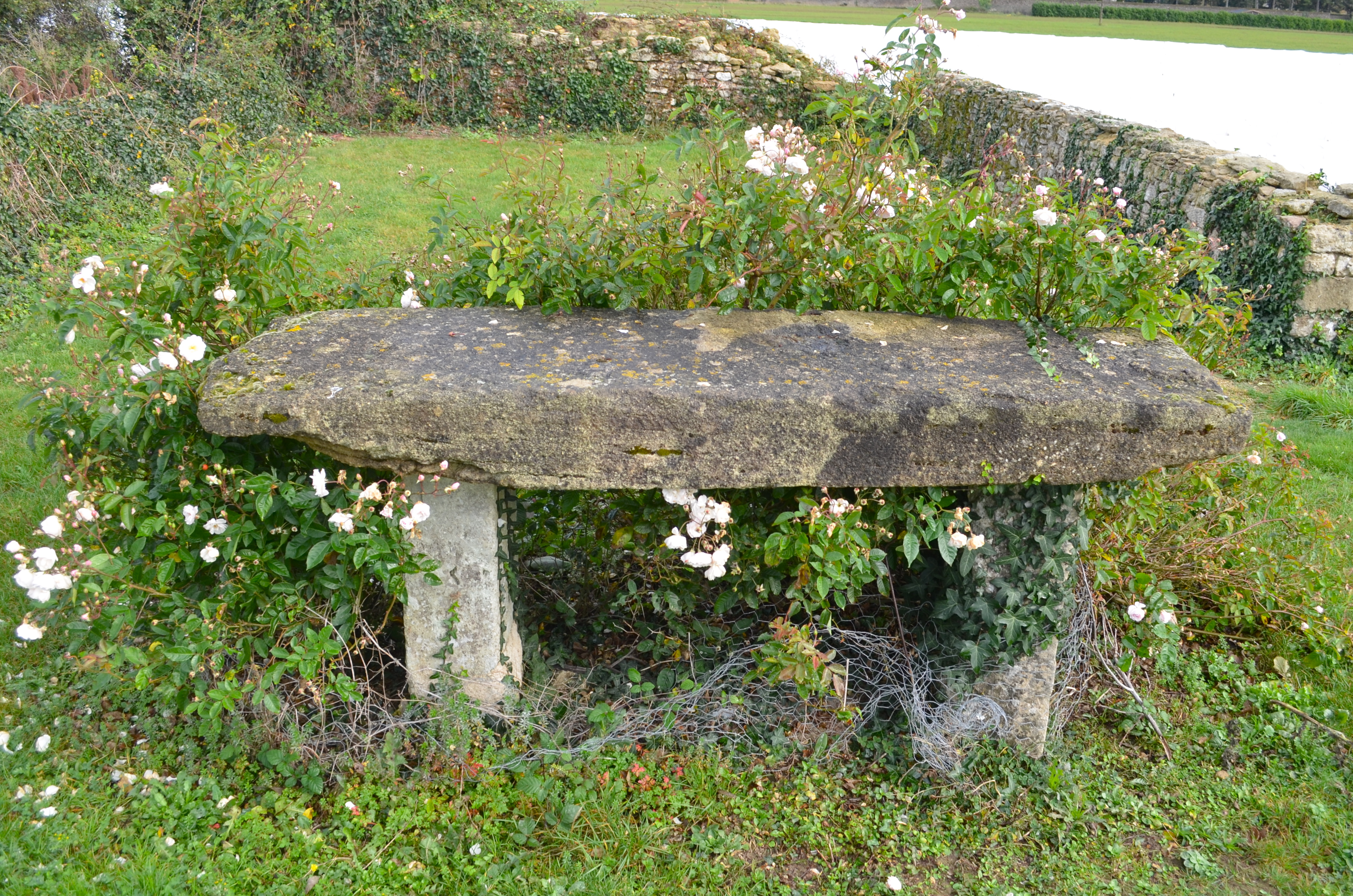
L'autel.

- La chapelle Sainte-Marie-Madeleine de Quinquenevent (XIIe siècle). Implantée sur un îlot calcaire de l'ancien golfe de Machecoul, la chapelle est un prieuré fondé au XIIe siècle par l'abbaye Saint-Vincent de Nieul-sur-l'Autise. C'est une chapelle romane à nef unique et abside en hémicycle, qui a été réparée au XVIIIe siècle. Elle présente un grand intérêt archéologique du fait de la présence d'une crypte voûtée.La chapelle a été construite par des moines augustins venus initier et participer à l'assèchement des marais, régulièrement assaillis par la mer. Pour cela, ils ont entrepris les premiers endiguements (la chaussée de Quinquenavent) et la construction d'écluses. L'implantation en zone de marais est logique, à l'époque où l'agriculture (conquête de nouveaux territoires) et la saliculture connaissent un développement important. Au XVIe siècle, des revendications de territoire et de revenus vont conduire les moines à quitter le marais. Le chœur et la crypte datent du XIIe siècle. La nef à une seule travée date du XIIIe siècle. Le chœur, à chevet circulaire, bordé de contreforts plats, comporte deux rangées d'étroites meurtrières, et la rangée inférieure, au ras du sol, éclaire une crypte[16]. La chapelle est aujourd'hui une propriété privée. Le monument est classé au titre des monuments historiques en 1997[45].
- L'ancien couvent des Capucins (XVIIe siècle)[16].
- Le prieuré de l'hospice Saint-Nicolas (1780)[16].
- La croix de l'oratoire Saint-Benoît (XVIIIe siècle), en fer forgé[16].
- La croix Piraud, croix monolithe, boulevard des Moulins[16].
- La chapelle du Calvaire (1830), rue Alexandre Riou, dans l'ancien couvent des Calvairiennes (vers 1668)[16],[3].
- L'église de la Sainte-Trinité-et-de-Saint-Honoré (1881), où se trouvent à l'intérieur : un ancien baptistère provenant de la chapelle du château de Machecoul[40], une sablière sculptée datant du XIIIe – XVe siècle[16],[8]. Au-dessus de l'autel, est suspendue une peinture, Les Trois Anges à la table d'Abraham, reproduction d'une icône russe, Icône de la Trinité (1408), d'Andreï Roublev. L'église est actuellement en période de nettoyage et de restauration de ses façades extérieures, prenant petit à petit un nouveau « coup de jeune[19] ».
- L'ancienne chapelle des Dons (encore appelée chapelle Dindon)[16].
- L'ancienne chapelle de Hucheloup[16].
- L'ancien prieuré de Saint-Denis, îlot rocheux dans le marais, dont il ne reste plus que le puits[16].

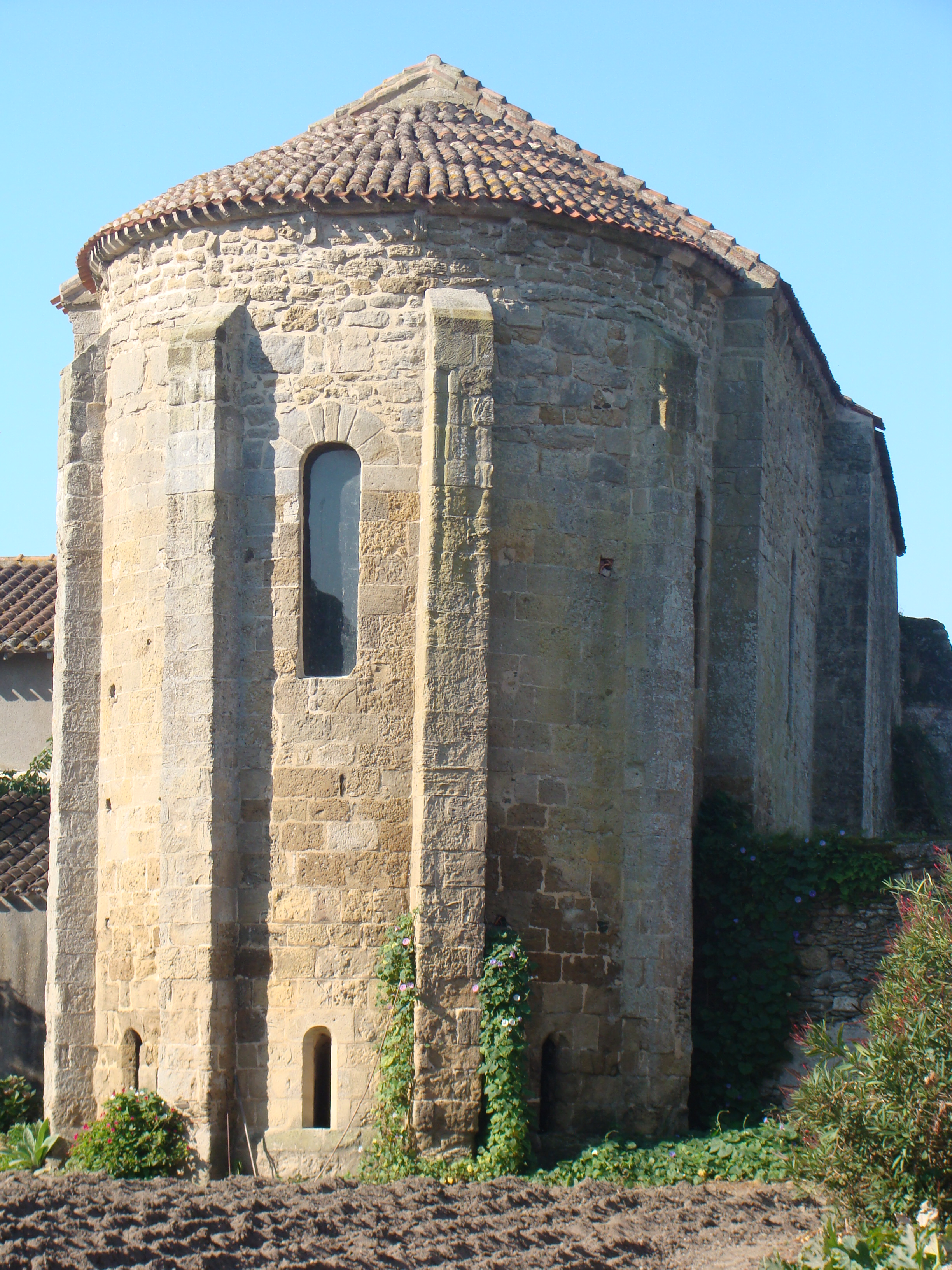
La Chapelle de Quinquenevent.
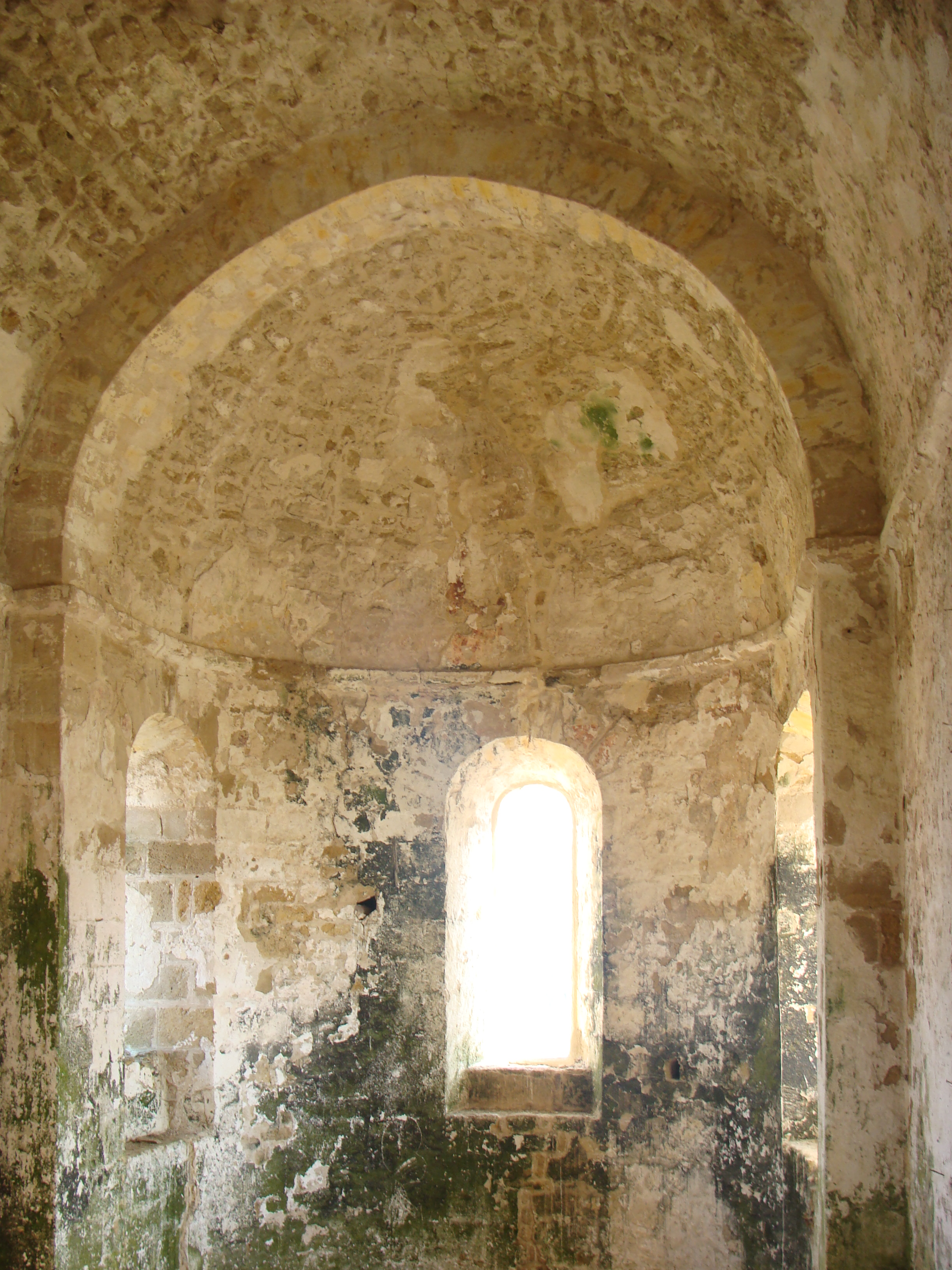
La Chapelle de Quinquenevent.
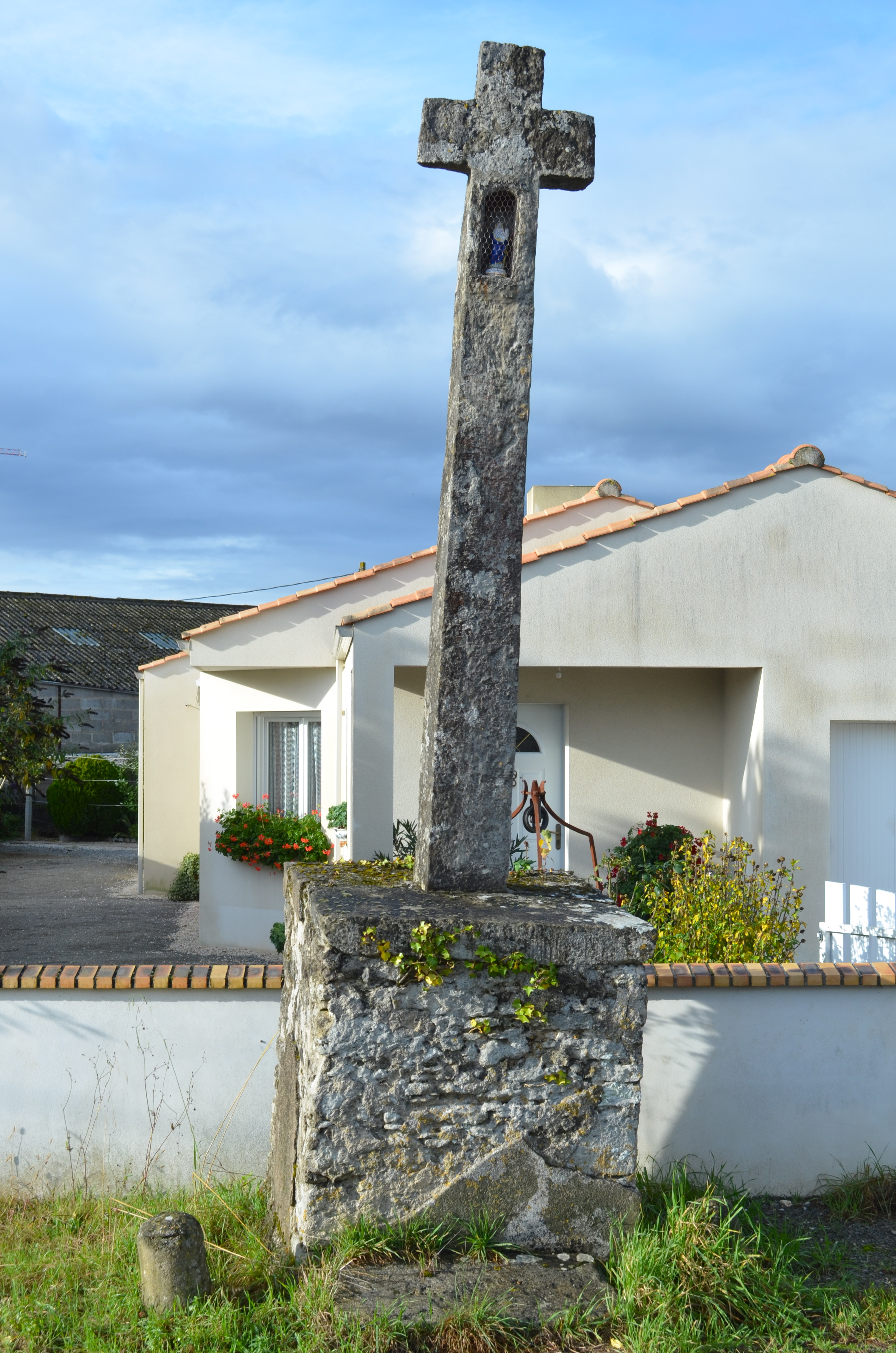
La Croix Piraud.
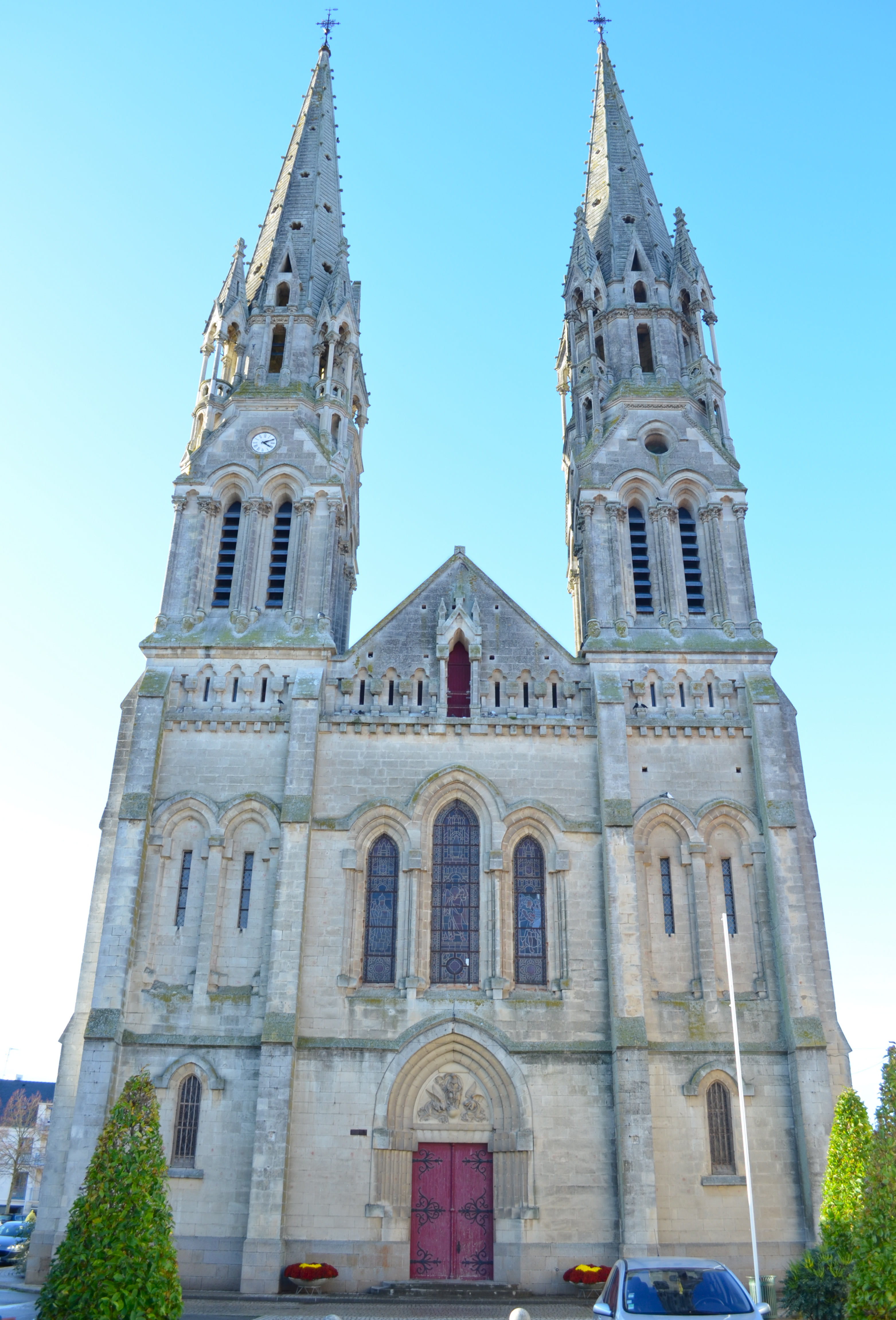
L'église de la Sainte-Trinité-et-de-Saint-Honoré.
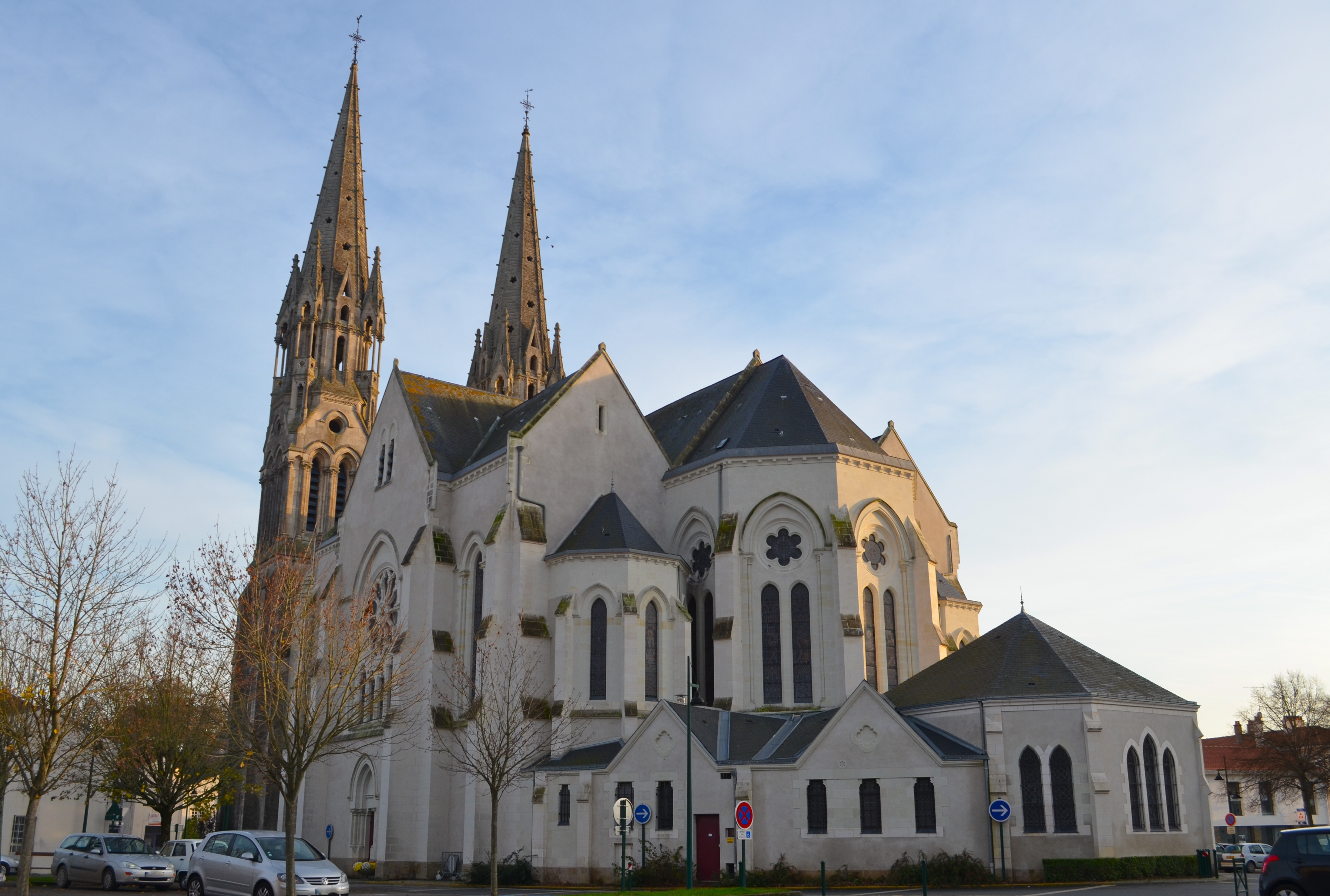
L'église de la Sainte-Trinité-et-de-Saint-Honoré.
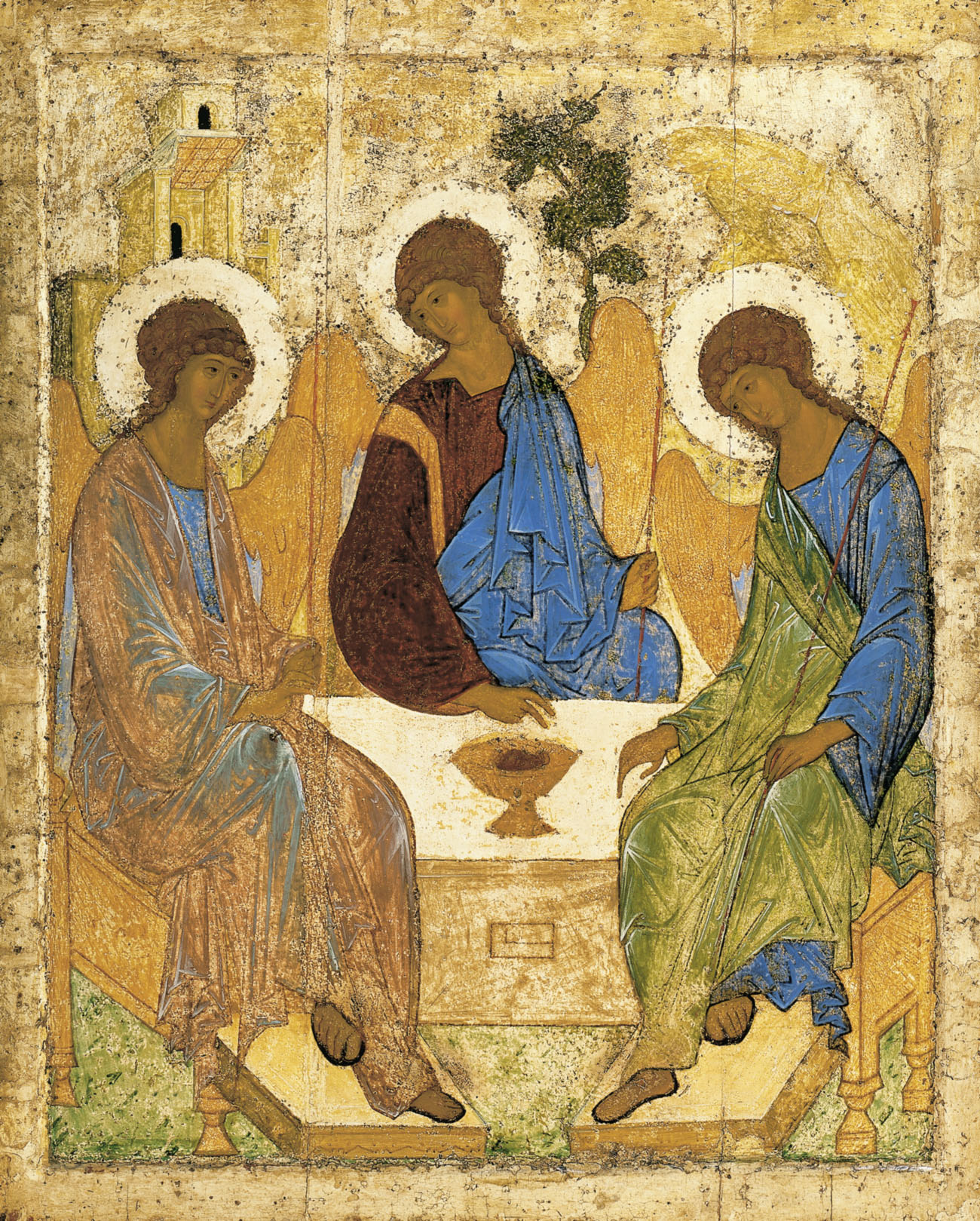
Icône de la Trinité (1408), d'Andreï Roublev, dont une reproduction se trouve dans l'Église de la Sainte-Trinité-et-de-Saint-Honoré.

### Héraldique

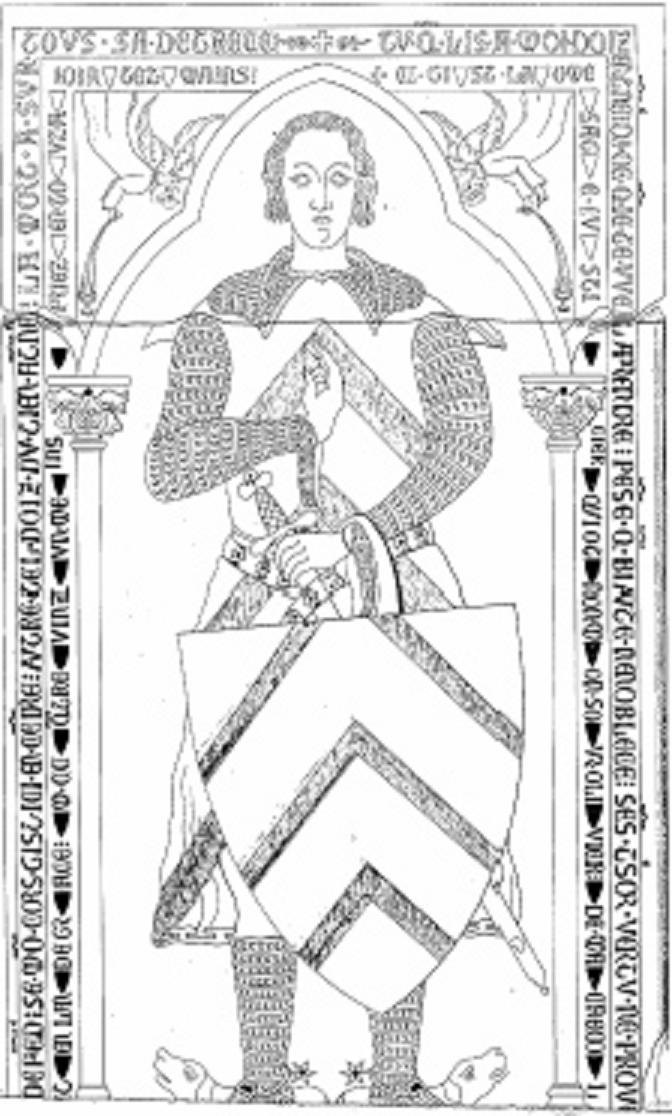
Olivier Ier de Machecoul (d'après un dessin de sa tombe, aux Sorinières, « Bulletin de la société archéologique de Nantes », 1859.

| Blason de Machecoul | Blason  | D'argent à trois chevrons de gueules,. |
| Blason de Machecoul | Détails | Il s'agit des armes (vers 1270) d'Olivier Ier de Machecoul (1232-1279), (il aurait lui-même repris ces armes de son oncle paternel Jean de Dreux dit « Jean de Braine » (1198-1239), comte de Vienne et de Mâcon : chevronné d'argent et de gueules). Blason enregistré par la commission des Sceaux et Armoiries de l'État à Vichy le 24 juillet 1943. |

### Logotype
Depuis avril 2011, la ville possède un nouveau logo. « Des lignes épurées suggérant des identifiants urbains caractéristiques, une composition graphique qui joue avec leur symétrie très singulière, des nuances de couleurs chaudes et froides qui s'équilibrent : voilà comment peut être dépeint le nouveau logo dont vient de se doter la commune. »

### Personnalités liées à la commune

#### Histoire et noblesse
- Gauthier Jeanneau (XIVe siècle-1349), brigand notoire, est mort pendu à Machecoul.
- Les barons et ducs de Retz et seigneurs de Machecoul et leur famille (voir plus haut), notamment :
  - Béatrice de Machecoul (1185-1235), dame de Machecoul ;
  - Gilles de Rais (vers 1405-1440), baron de Retz et seigneur de Machecoul, maréchal de France, compagnon d'armes de Jeanne d'Arc, a vécu au château de Machecoul ;
  - Henri de Gondi (1590-1659), duc de Retz et seigneur de Machecoul, est né au château de Machecoul ;
  - Pierre de Gondi (1602-1676), duc de Retz et seigneur de Machecoul, a vécu et est mort au château de Machecoul (un Boulevard Pierre de Gondy (orthographié à l'ancienne) porte aujourd'hui son nom à Machecoul) ;
  - Catherine de Gondi (1612-1677), épouse du précédent, duchesse héritière de Retz et dame de Machecoul, a vécu et est morte au château de Machecoul ;
  - Paule-Marguerite Françoise de Gondi (1655-1716), duchesse de Retz et dame de Machecoul, est née et a vécu au château de Machecoul.
- Charles de Gondi (1569-1596), marquis de Belle-Île, gentilhomme de la Chambre, général des galères de France et gouverneur de Fougères, est inhumé à Machecoul.
- Antoinette d'Orléans-Longueville (1572-1618), jeune veuve du précédent, dame de Château-Gontier et, par son mariage, marquise de Belle-Île, a vécu à Machecoul.
- François Rousselet de Châteaurenault (????-1677), marquis de Château-Renault en Touraine, baron de Noyers, seigneur de Blanchardaye en Bretagne, fut le gouverneur des villes et château de Machecoul et de Belle-Isle.

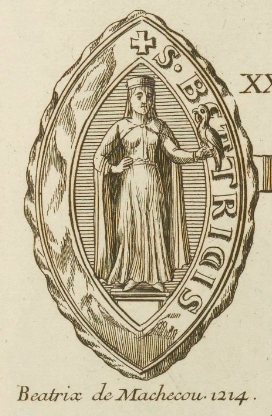
Béatrice de Machecoul (1185-1235)
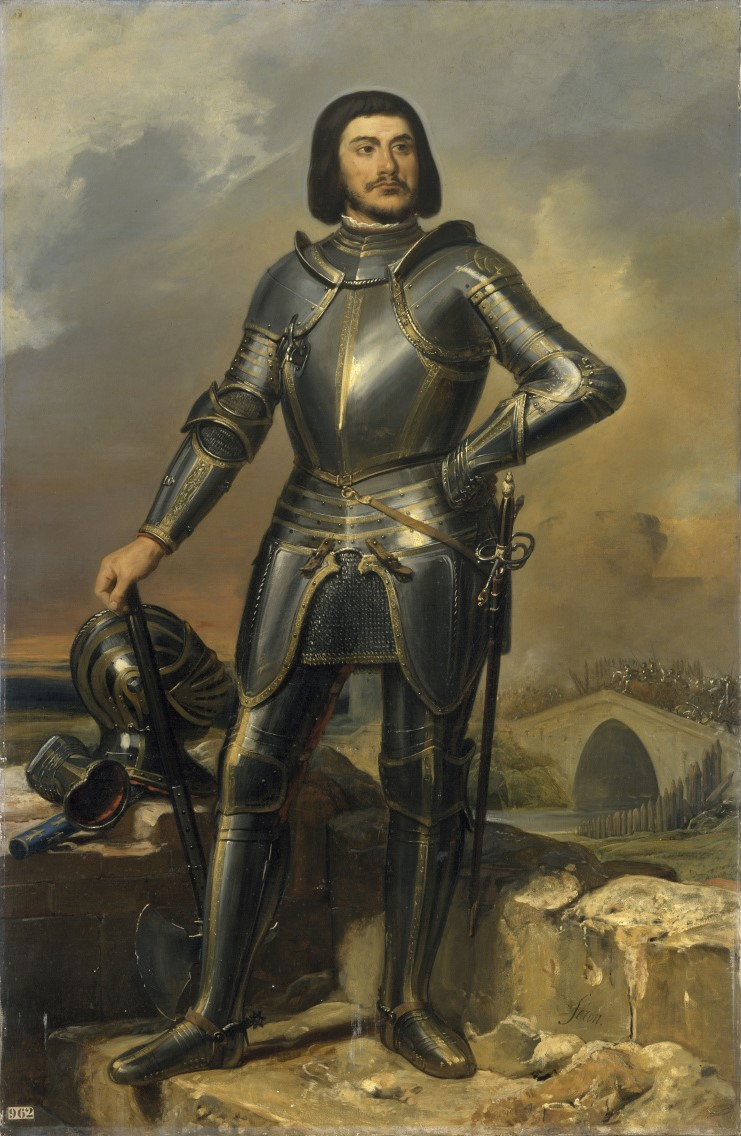
Gilles de Retz (1405-1440)
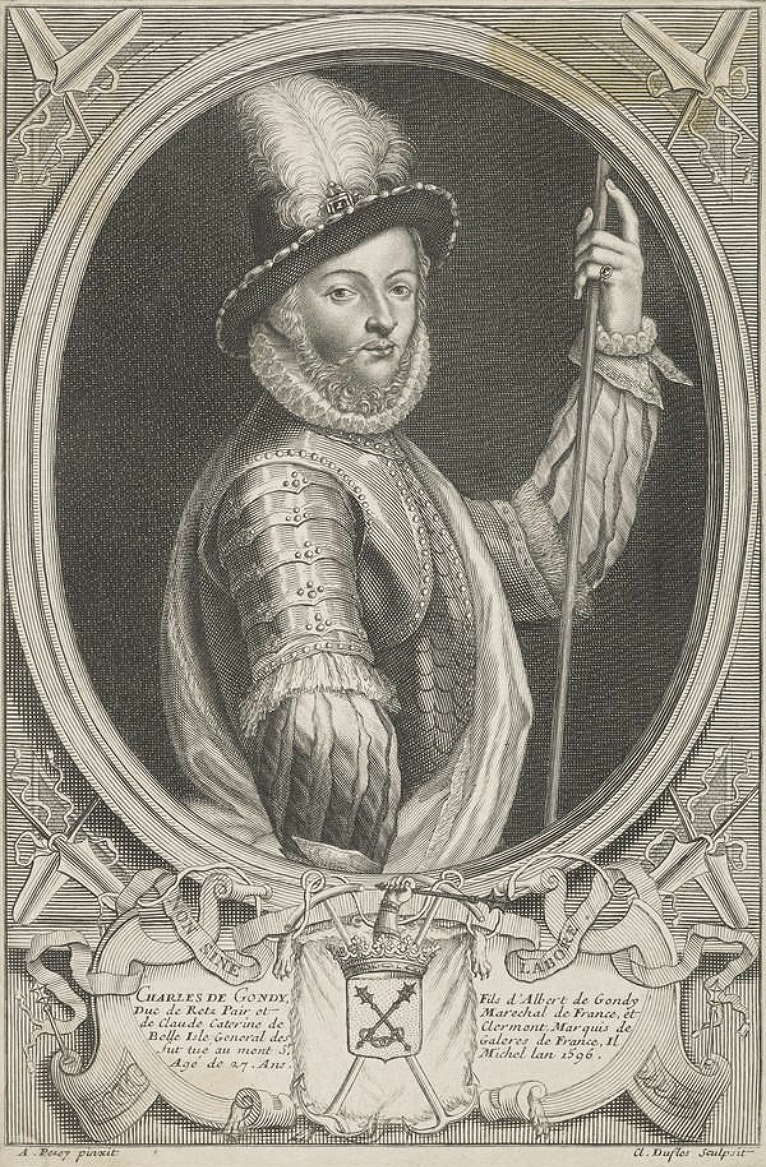
Charles de Gondi (1569-1596)
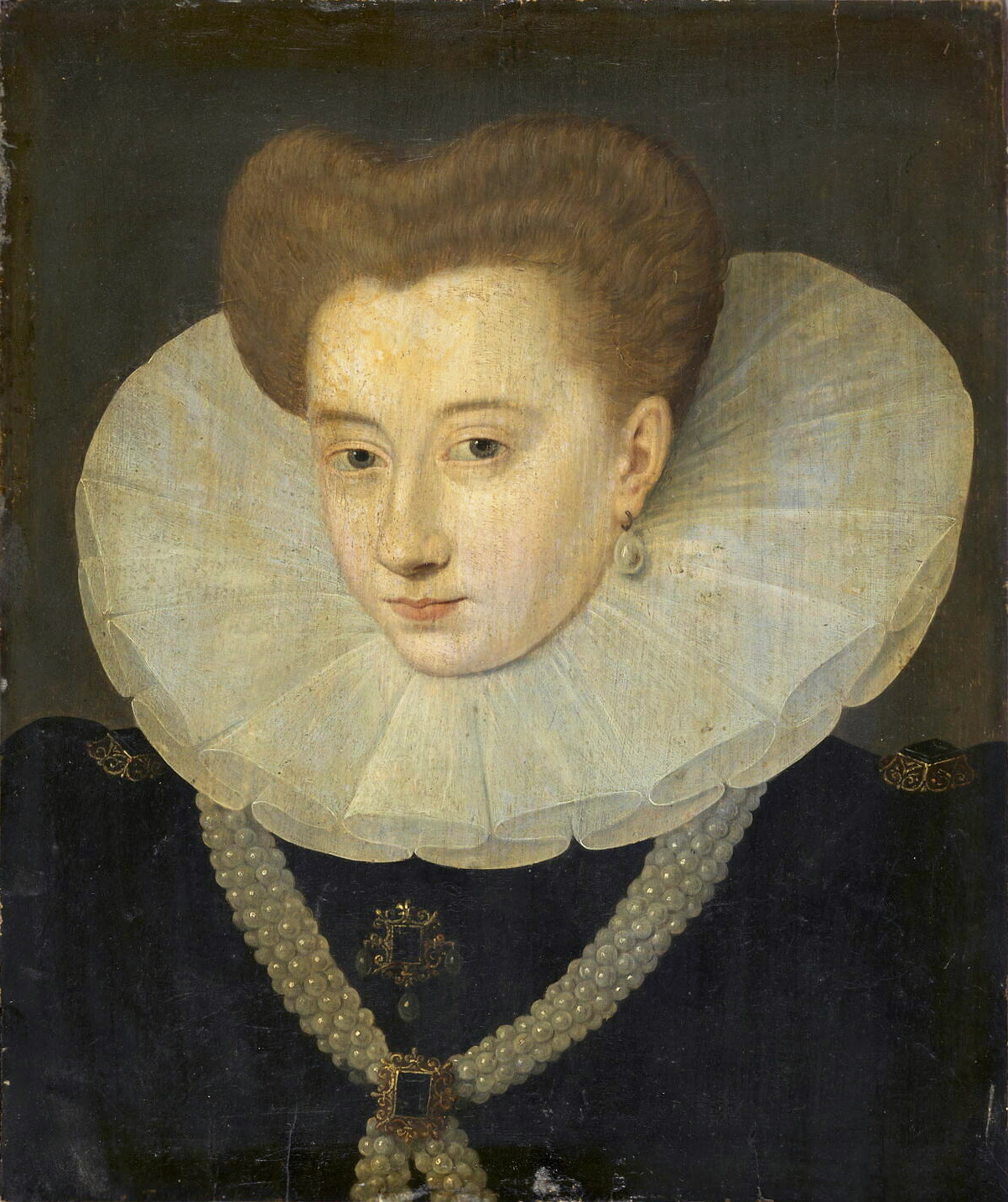
Antoinette d'Orléans-Longueville (1572-1618)
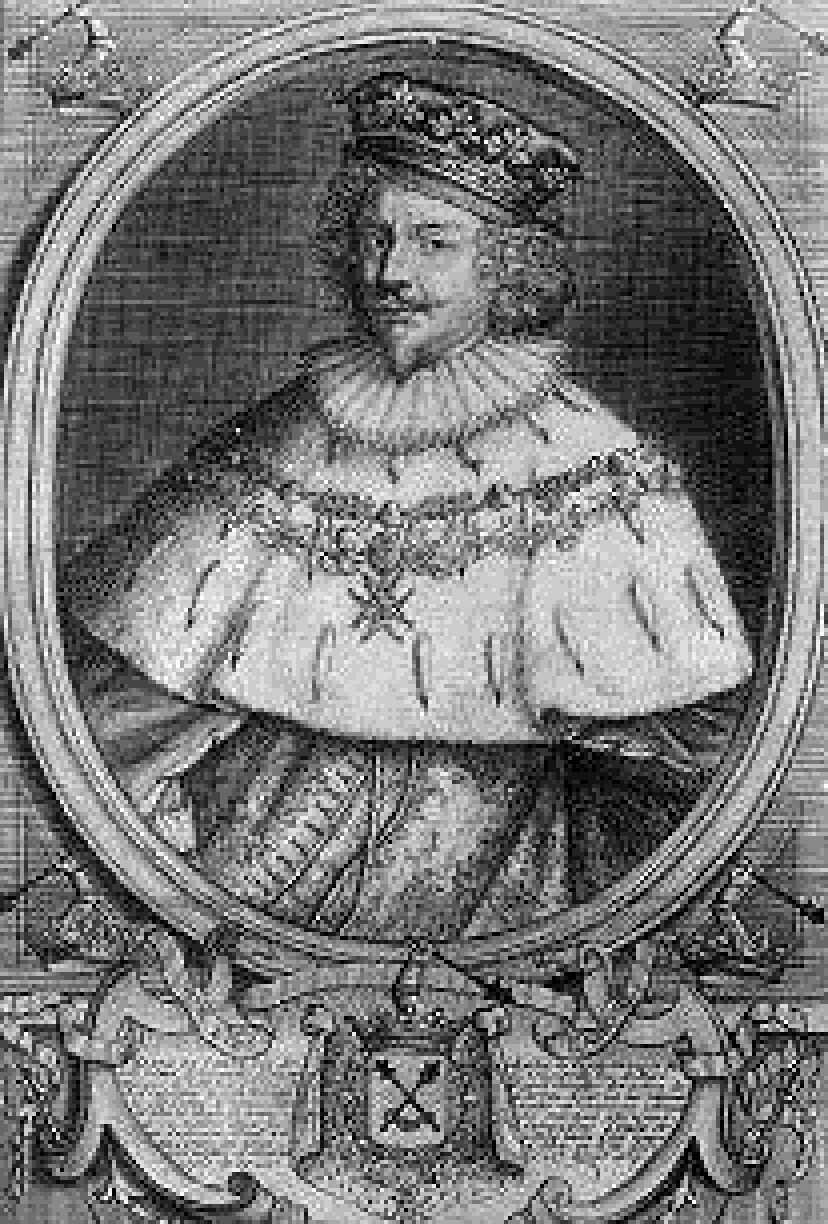
Henri de Gondi (1590-1659)
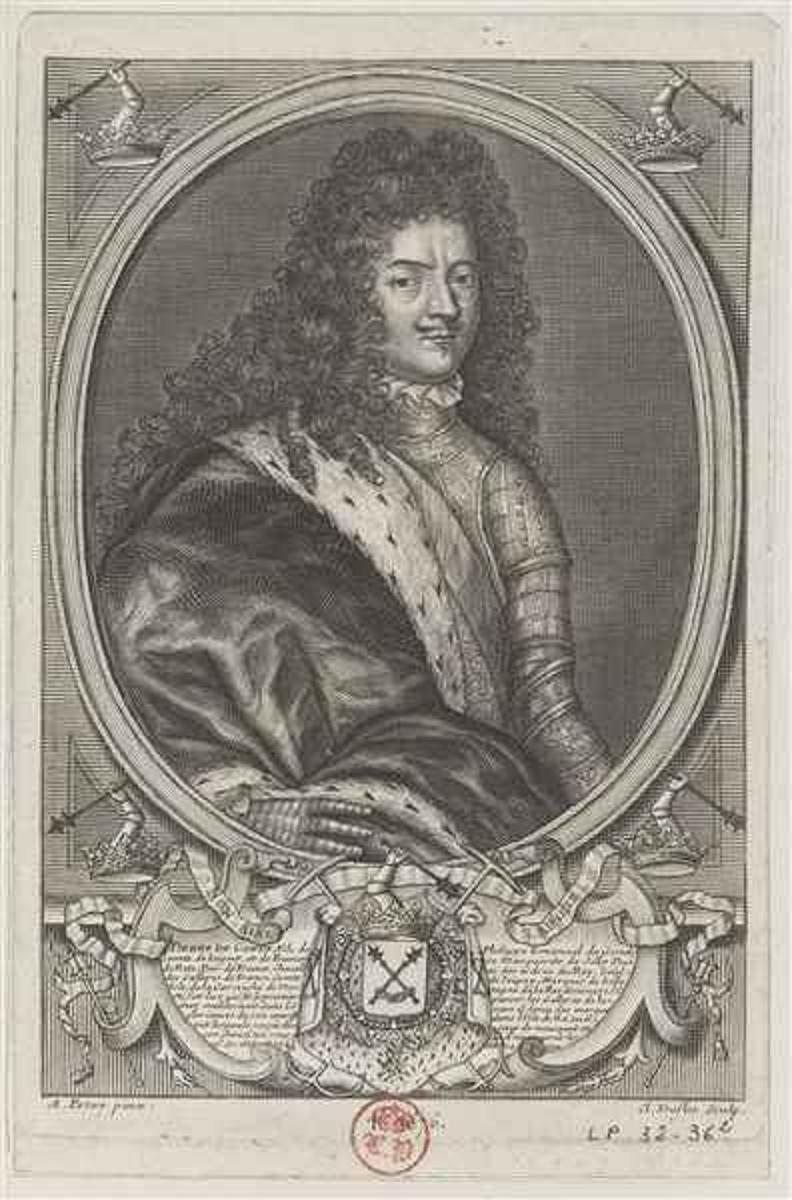
Pierre de Gondi (1602-1676)
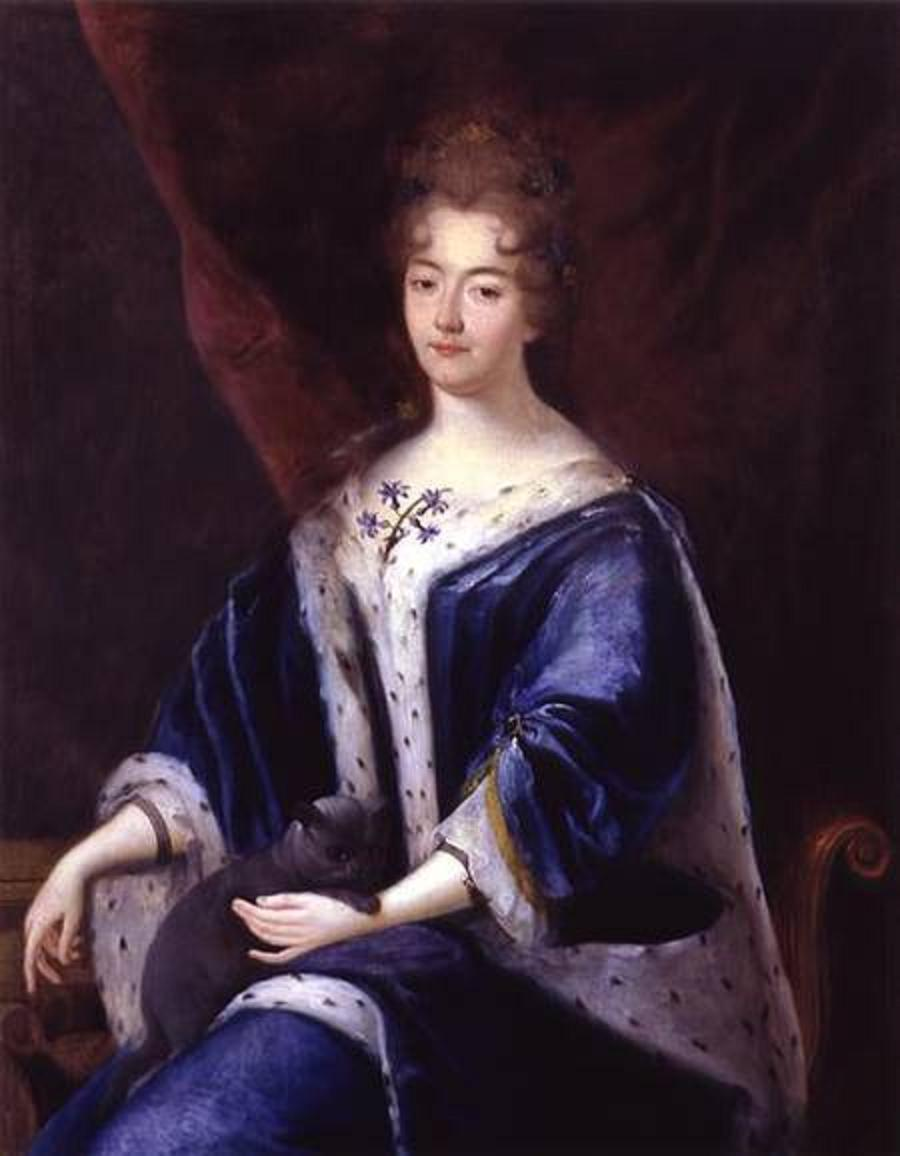
Paule-Marguerite Françoise de Gondi (1655-1716)

#### Religion
- Pierre de Gondi (1533-1616), cardinal-prêtre, évêque-duc de Langres, fut abbé commendataire de l'abbaye Notre-Dame de la Chaume de Machecoul.
- Jean-François de Gondi (1584-1654), premier archevêque de Paris, fut abbé commendataire de l'abbaye Notre-Dame de la Chaume de Machecoul.
- Jean-François Paul de Gondi (1613-1679), dit le cardinal de Retz, cardinal-prêtre, archevêque coadjuteur de Paris puis archevêque de Paris, fut abbé commendataire de l'abbaye Notre-Dame de la Chaume de Machecoul.
- Marie-Catherine Antoinette de Gondi (1648-1716), religieuse calvairienne sous le nom de « sœur Antoinette de Sainte-Scholastique », est née à Machecoul.
- Christophe-Louis Turpin de Crissé de Sanzay (1670-1746), évêque de Rennes puis de Nantes, fut abbé commendataire de l'abbaye Notre-Dame de la Chaume de Machecoul.
- Émile-Joseph Legal (1849-1920), oblat de Marie-Immaculée, évêque puis archevêque au Canada, a étudié au collège de Machecoul.
- Jean-Marie Blois (1881-1946), missionnaire MEP, évêque en Mandchourie à Moukden, est né à Machecoul.
- Jean-Charles Thomas (1929-2023), évêque d'Ajaccio puis de Versailles, est mort à Machecoul.

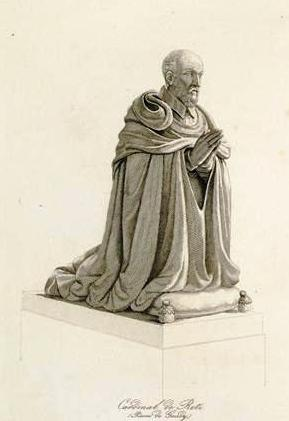
Pierre de Gondi (1533-1616)
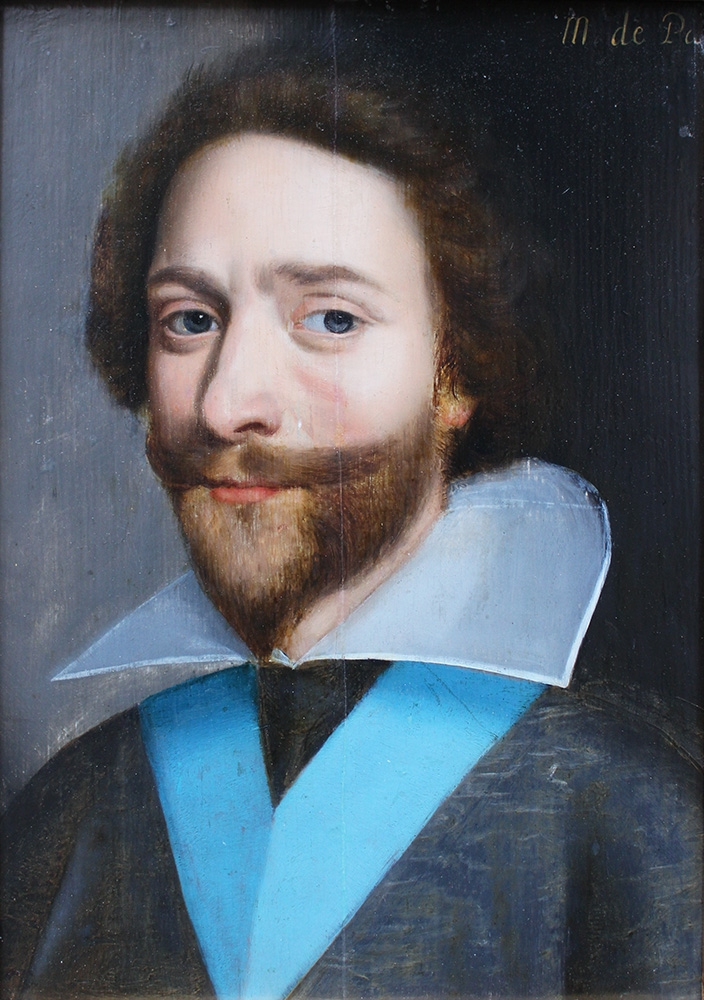
Jean-François de Gondi (1584-1654)
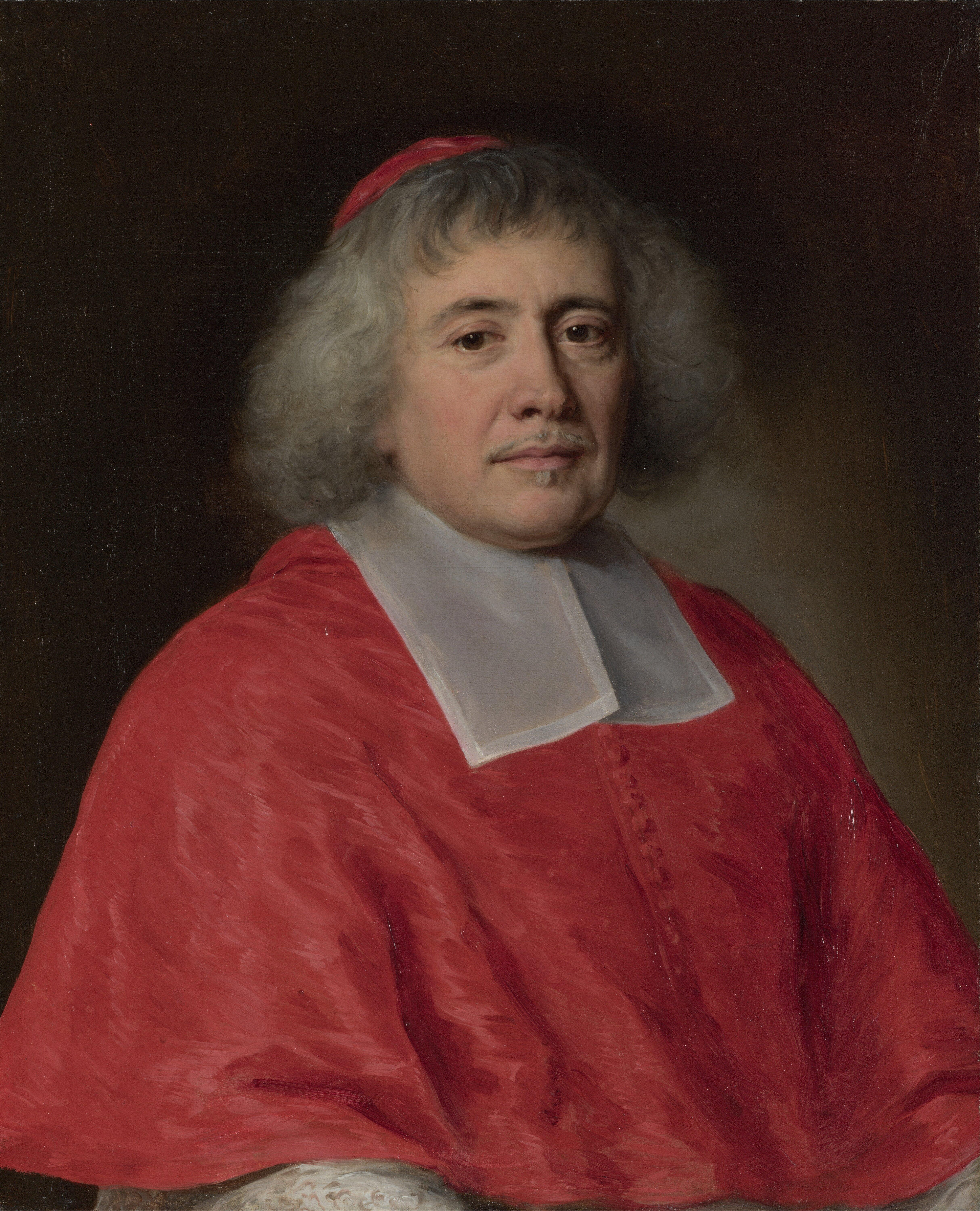
Jean-François Paul de Gondi (1613-1679)
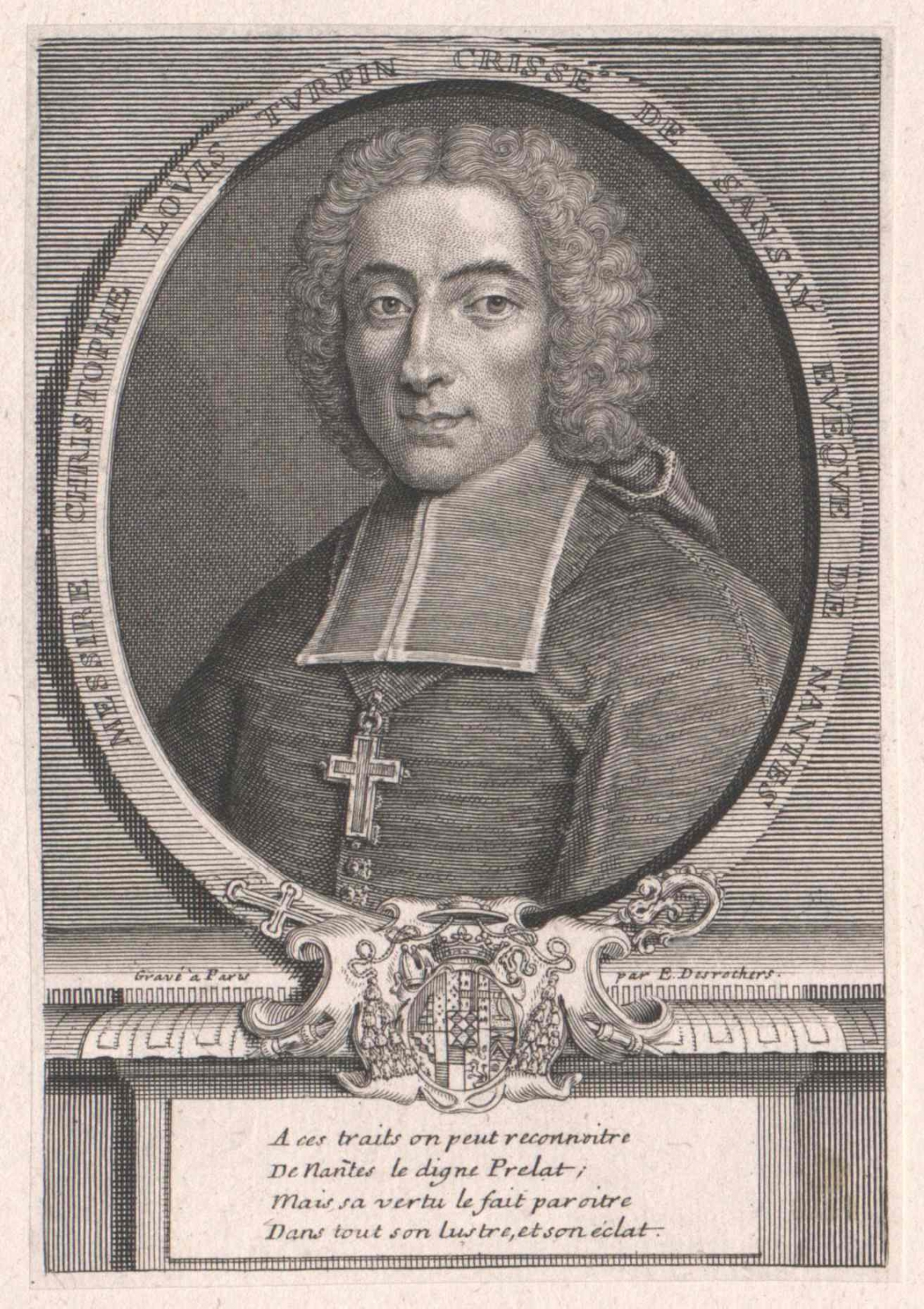
Christophe-Louis Turpin de Crissé de Sanzay (1670-1746)
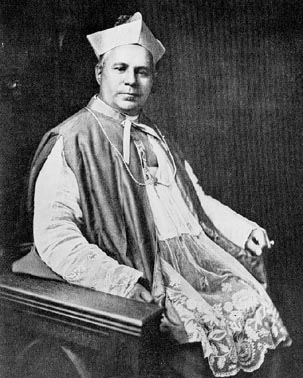
Émile-Joseph Legal (1849-1920)

#### Politique
- Louis-Charles-César Maupassant (1750-1793), député de Loire-Inférieure, fut tué à Machecoul d'un coup de pique en 1793, dans la première attaque du bourg par les paysans rebelles[49], alors qu'il avait été envoyé à Machecoul par le directoire de département pour organiser la levée en masse.
- Julien Mignot de La Martinière (1769-1819), homme politique, est né à Machecoul.
- Henri Le Loup de La Biliais (1836-1916), homme politique, conseiller général de la Loire-Inférieure pour le canton de Machecoul, député de Loire-Inférieure de 1876 à 1898, a été maire de Machecoul de 1871 à 1907.
- Augustin Dutertre de La Coudre (1878-1952), homme politique du Parti républicain national et social (PNRS), député de Loire-Inférieure de 1937 à 1940 au sein du groupe parlementaire de la Fédération républicaine française (FRF) (le 10 juillet 1940, il avait voté en faveur de la remise des pleins pouvoirs au maréchal Pétain), a été maire de Machecoul pendant presque un demi-siècle, de 1900 à 1945 (réélu en 1925, 1929, 1935 et 1945).
- Jean Allard de Grandmaison (1905-1970), homme politique du Centre national des indépendants et paysans (CNIP), député de Loire-Inférieure de 1958 à 1962, a été maire de Machecoul de 1953 à 1970, où un boulevard porte aujourd'hui son nom. Il y est décédé pendant son mandat de maire le 12 avril 1970.

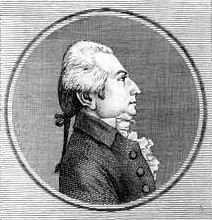
Louis-Charles-César Maupassant (1750-1793)
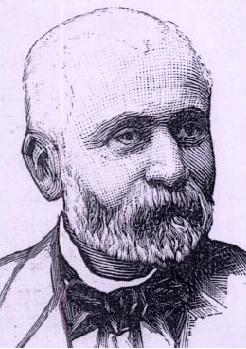
Henri Le Loup de La Biliais (1836-1916)
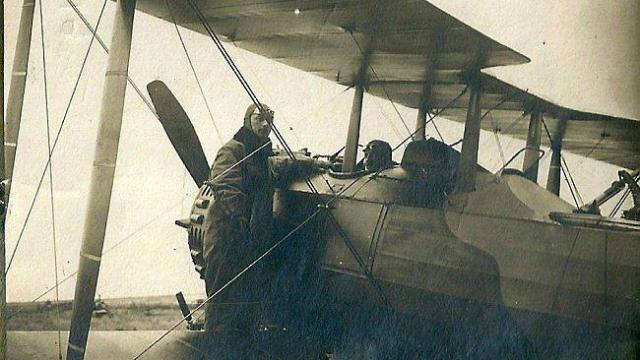
Augustin Dutertre de La Coudre (1878-1952)

#### Armée
- Thomas Mignot de Lamartinière, baron de Lamartinière (1768-1813), général de division et baron d'Empire (son nom figure sur l'Arc de Triomphe de Paris[4]), est né à Machecoul.
- Stanislas Baudry (1777-1830), médecin et colonel du Premier Empire, homme d'affaires, pionnier des transports en commun, a vécu son enfance à Machecoul.
- Camille Ragueneau (1868-1956), général de division[50] qui exerça de hautes responsabilités logistiques durant la Première Guerre mondiale, est né à Machecoul.

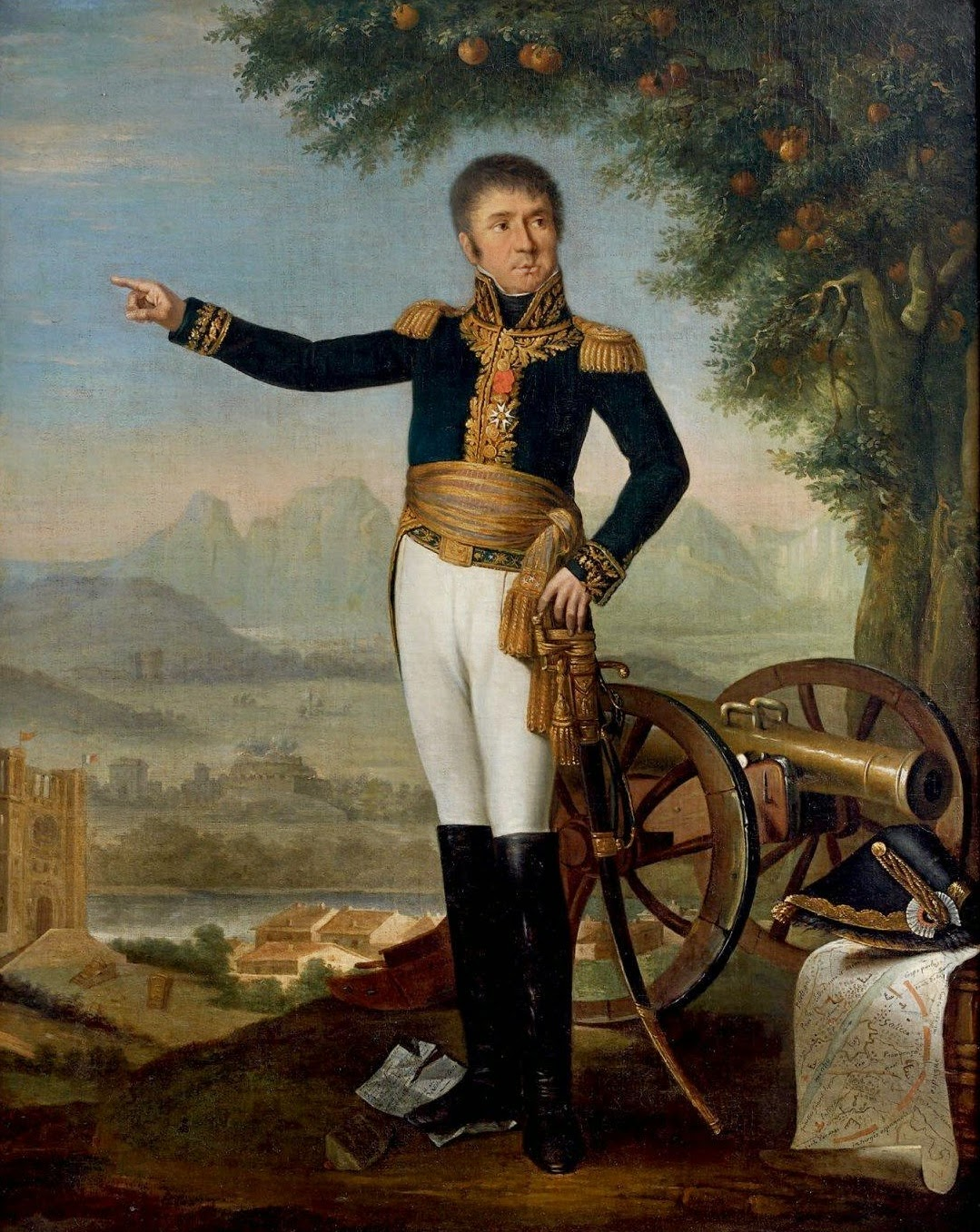
Thomas Mignot de Lamartinière (1768-1813)
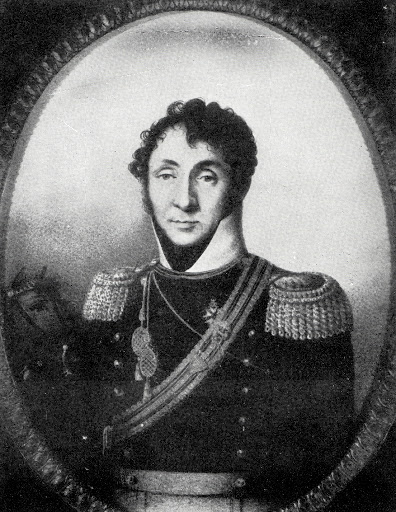
Stanislas Baudry (1777-1830)
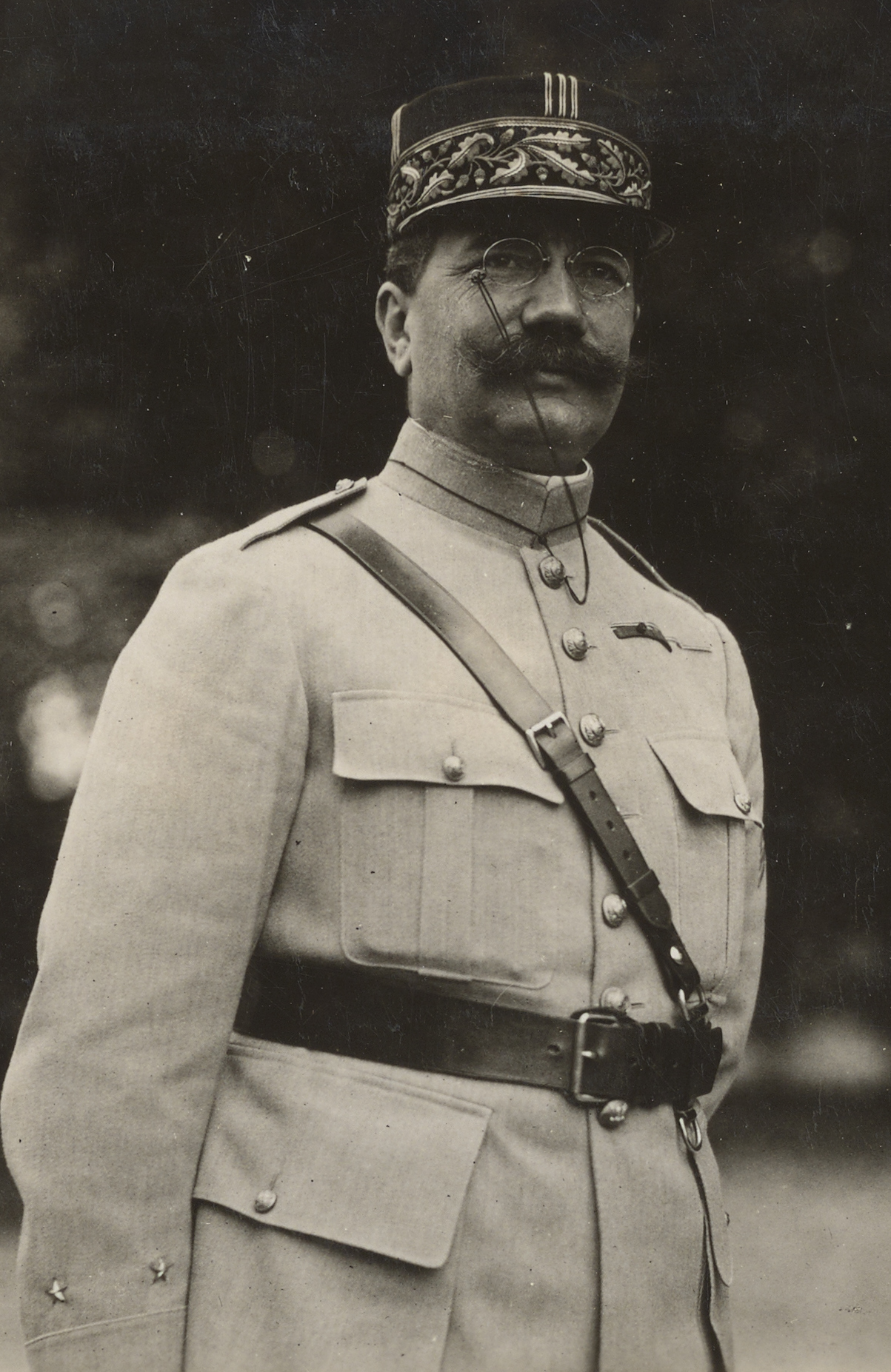
Camille Ragueneau (1868-1956)

#### Arts et lettres
- Mathurin Boffrand (XVIe siècle), fut peintre et maître sculpteur à Machecoul.
- Maurice Emmanuel Lansyer (1835-1893), peintre paysagiste (qui a un musée à Loches (Indre-et-Loire)[4]), né à Bouin (Vendée), a vécu son enfance à Machecoul.
- Marie-Anne Praud de La Nicollière (1838-1905), autrice de nombreux livres pour la jeunesse, est née à Machecoul.
- Adeline Boutain (1862-1946), photographe, éditrice de cartes postales à Croix-de-Vie, est née à Machecoul.
- Simone Berriau[51] (1896-1984), chanteuse et comédienne de théâtre, productrice de cinéma et de vedettes, directrice du Théâtre Antoine à Paris, née à Touques (Calvados), a vécu son enfance à Machecoul (la salle de théâtre de Machecoul porte aujourd'hui son nom)[39].
- Armand Pavageau (1922-1984), peintre, a réalisé la fresque historique de Machecoul (1947) mais aussi des vitraux et des paysages[39].
- Serge Michenaud (1923-1973), poète et dramaturge, est né à Machecoul.
- Maurice Fillonneau (1930-2000), artiste peintre vendéen, aquarelliste, est né à Machecoul.
- Jean Brisson-Duval (1931-1999), artiste-peintre et sculpteur, est né à Machecoul.
- Henri de Grandmaison (1933-2020), journaliste et écrivain, est né à Machecoul.
- Marc Éliard (1958), musicien, bassiste du groupe pop-rock Indochine depuis 1992, est né et a vécu son enfance à Machecoul[52].

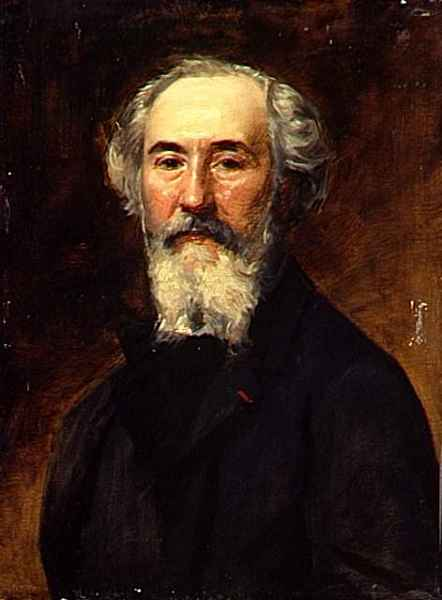
Maurice Emmanuel Lansyer (1835-1893)
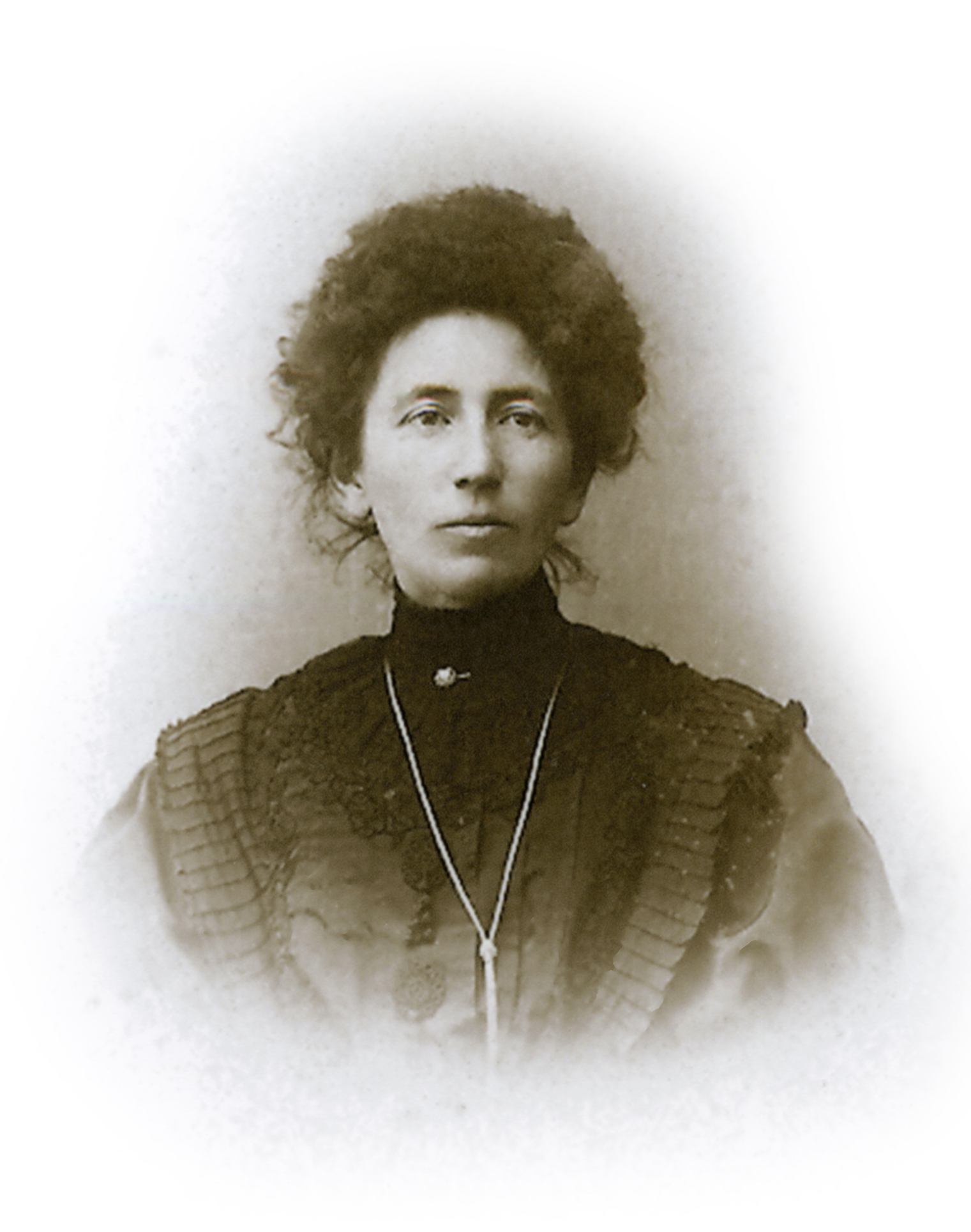
Adeline Boutain (1862-1946)
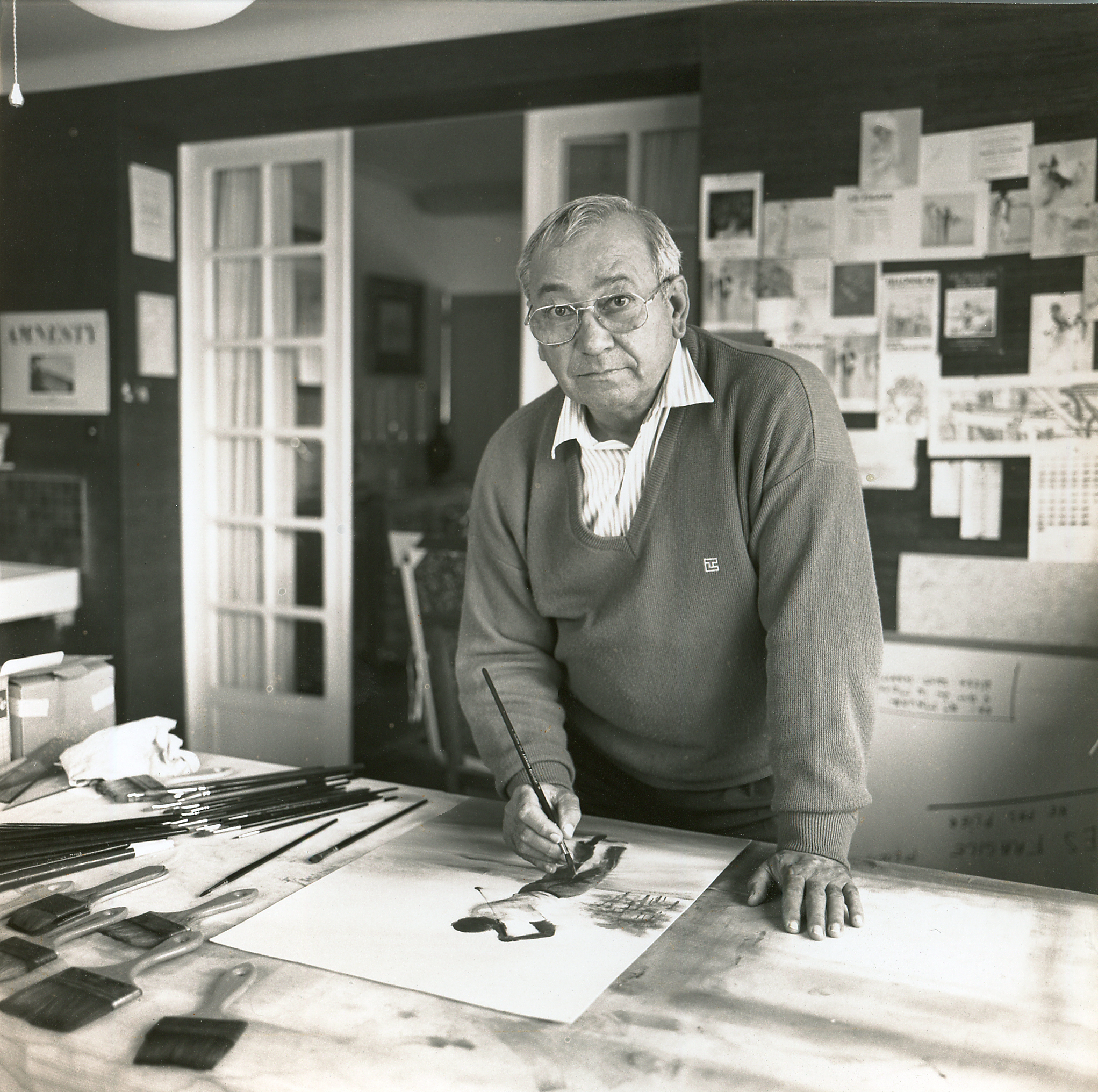
Maurice Fillonneau (1930-2000)
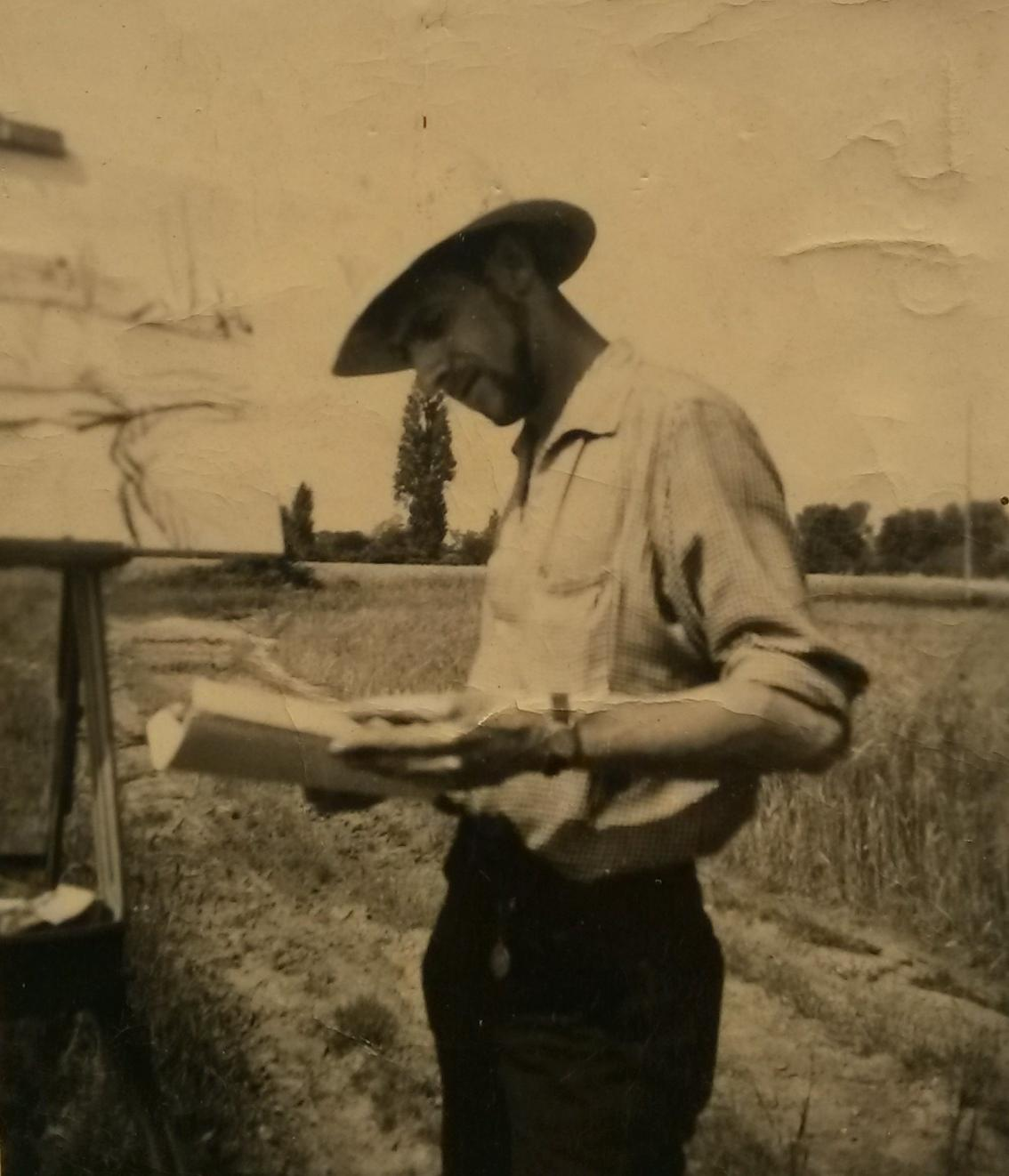
Jean Brisson-Duval (1931-1999)
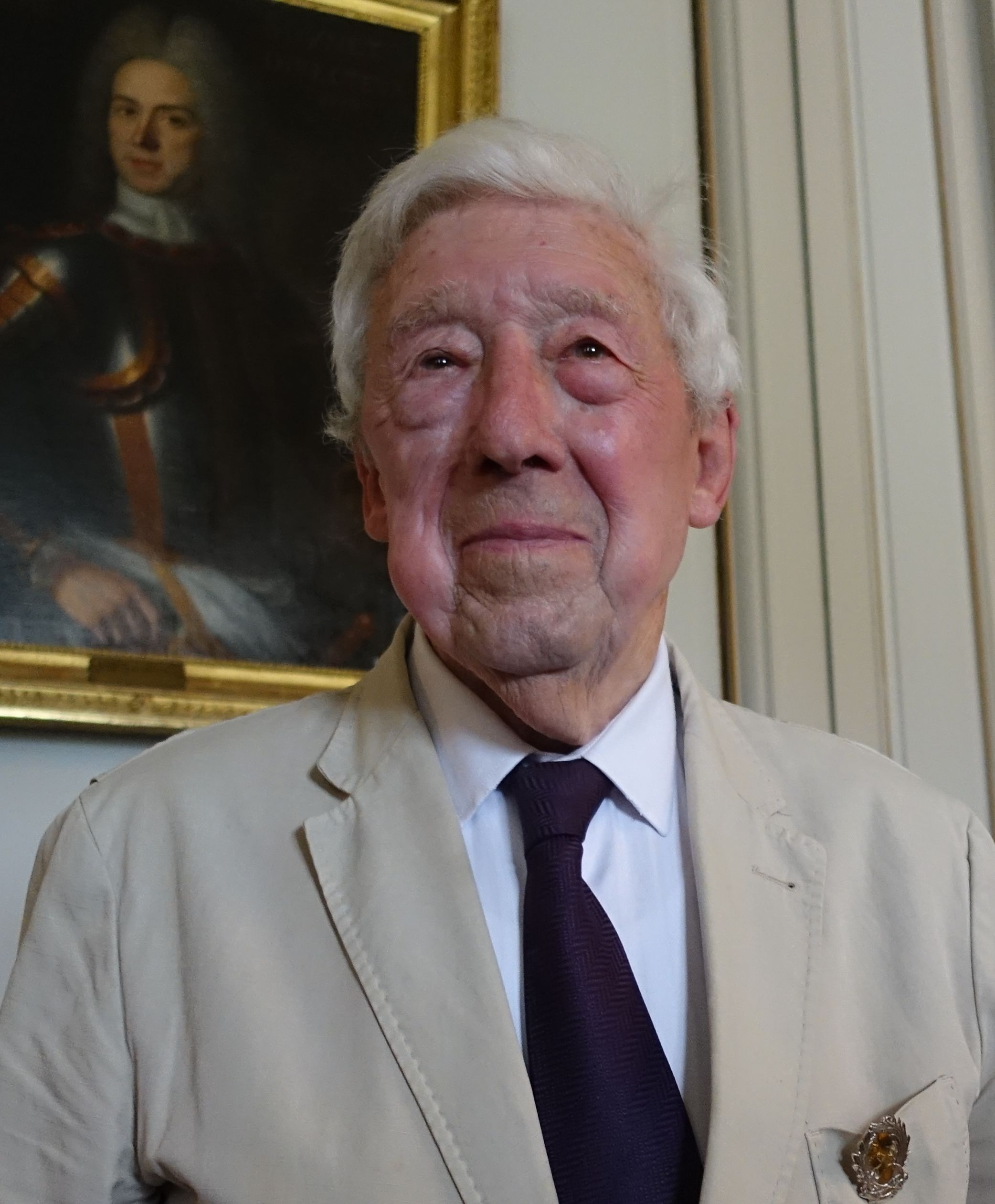
Henri de Grandmaison (1933-2020)

#### Sports
- Claude Simonet (1930-2023), président de la Fédération française de football, a joué de 1962 à 1968 à La Gilles-de-Retz de Machecoul.
- Jean-Michel Fouché (1944-2013), footballeur, international Espoirs et sept fois pré-sélectionné en équipe de France de football, a joué à Machecoul.
- Marc Daviaud, footballeur, gardien de but ayant évolué notamment au SC Challans et au FC Nantes, est né à Machecoul.
- Xavier Redois, vice-champion du monde de bi-cross en 1984 et 1985, et champion de France de bi-cross en 1986 et 1987[39], est né à Machecoul.
- Cédric Michaud (en) (1976), champion de patinage de vitesse aux Pays-Bas, vainqueur de l'Essent Cup, est né à Machecoul.
- Mickaël Landreau (1979), footballeur professionnel (gardien de but au FC Nantes, au PSG, au LOSC, au SC Bastia et dans l'Équipe de France), est né à Machecoul.
- Cassandra Guilaine (1999), twirleuse, championne junior de twirling bâton, grand prix 2015 de la Fédération sportive et culturelle de France, a été scolarisée à Machecoul (au collège Raymond Queneau).

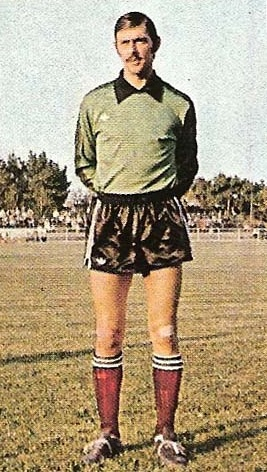
Jean-Michel Fouché (1944-2013)
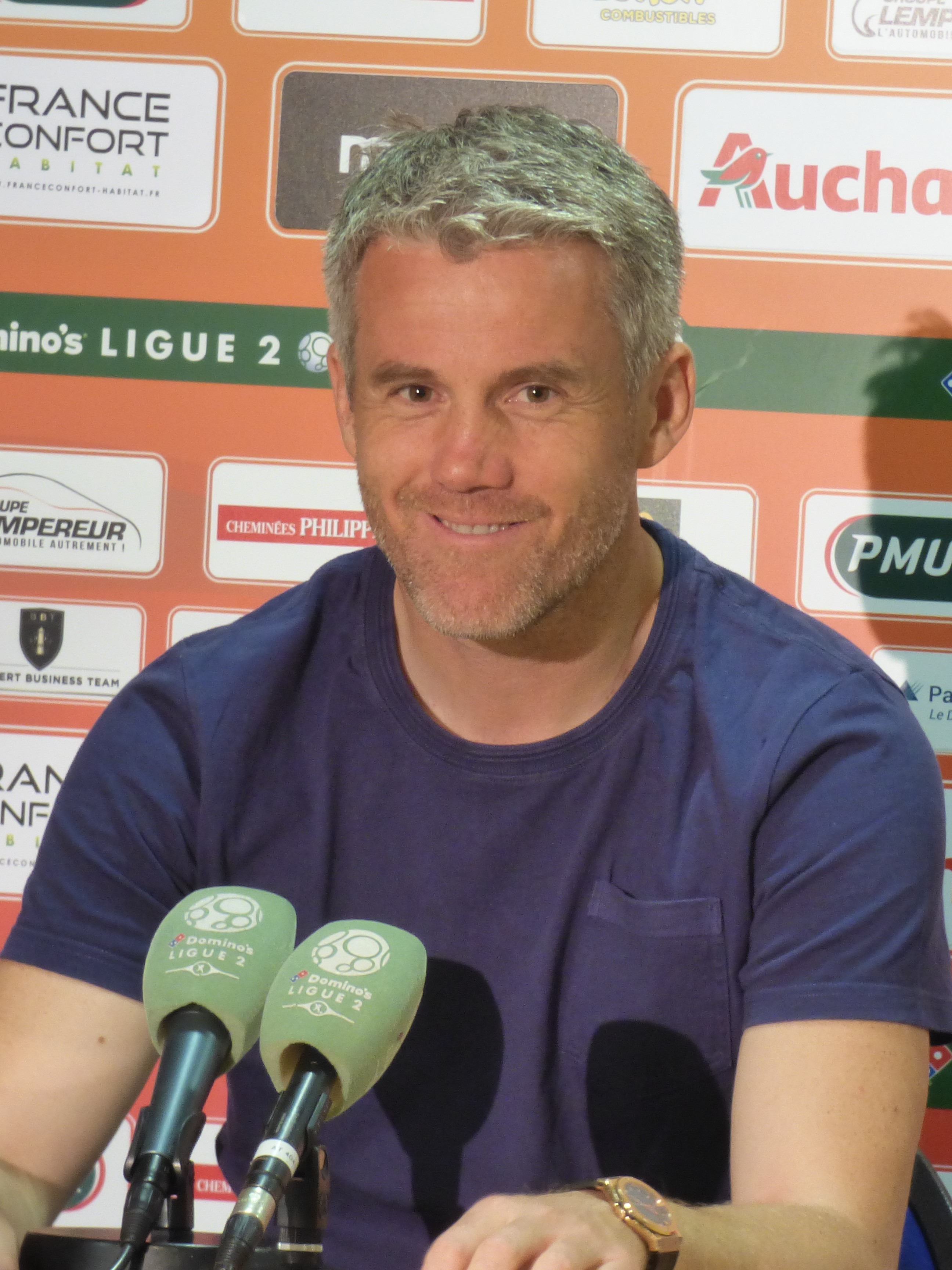
Mickaël Landreau (1979)
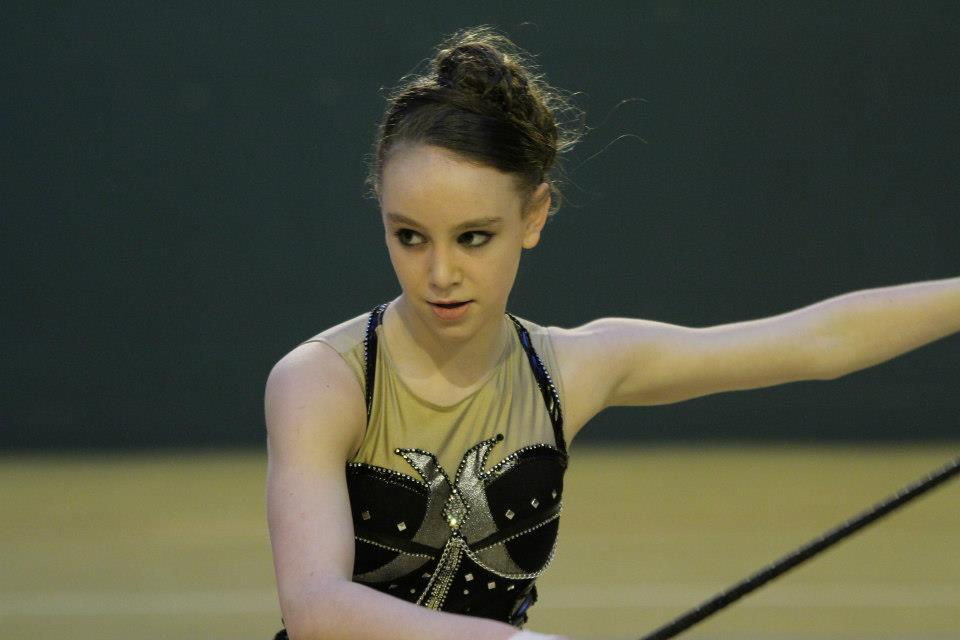
Cassandra Guilaine (1999)

#### Autres
- François Lemeignen (1732-1803), médecin ayant contribué à la création du Jardin des plantes de Nantes, était originaire de Machecoul.
- Émile Reliquet (1837-1894), médecin et chirurgien, est né à Machecoul.
- Marcel Brunelière (1893-1973), a fondé la marque de motos Gitane Testi en 1928 alors qu'il était forgeron mécanicien à Machecoul.
- Bianca Taillard, Miss Bretagne 2008, 4e dauphine de Miss France 2009[53], a vécu son enfance à Machecoul.

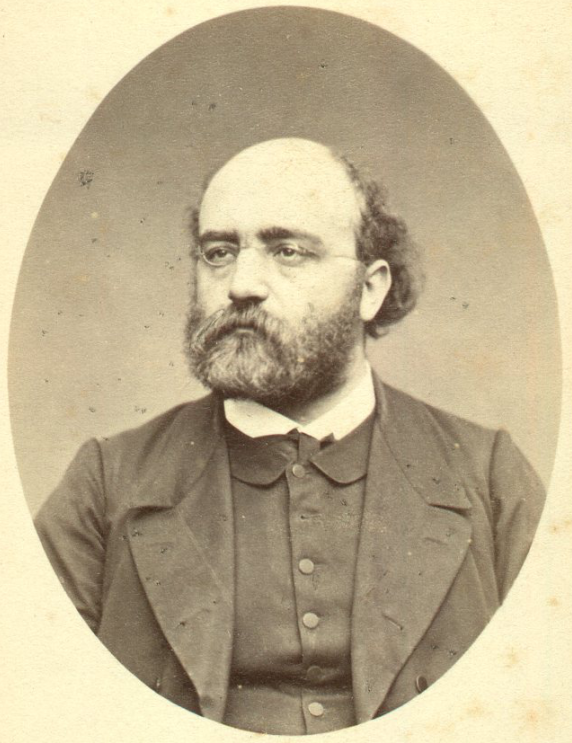
Émile Reliquet (1837-1894)

### Machecoul dans la culture populaire

#### Littérature
- Les Louves de Machecoul (1858), roman d'Alexandre Dumas (1802-1870), où l'histoire se déroule à Machecoul.
- Le château de Machecoul (1899), drame de Joseph Rousse (1838-1909).
- Les Chapelets de Machecoul (1993), de Louis Oury (1933).

#### Cinéma
- 1955 : Le Couteau sous la gorge, film de Jacques Séverac, inclut un personnage nommé Machecoul interprété par Claude Bertrand.
- 1965 : Le Tonnerre de Dieu, film de Denys de La Patellière, situe son récit à Machecoul.
- 1973 : Mais où est donc passée la septième compagnie ?, film de Robert Lamoureux, situe son récit à Machecoul et dans ses environs. On y cite la forêt de Machecoul à plusieurs reprises[Note 13].
- 2012 : L'Oncle Charles, film d'Étienne Chatiliez (avec Eddy Mitchell et Alexandra Lamy), dont une partie du tournage eut lieu à Machecoul en septembre 2011.

#### Série animée
- Machecoul est le lieu d'action principal de la série animée de Netflix Castlevania: Nocturne (2023), se déroulant lors de la Révolution française[54]. La situation particulière de la ville dans le contexte contre-révolutionnaire n'est cependant pas respecté.